# Liste der Baudenkmäler in Ingolstadt
Auf dieser Seite sind die Baudenkmäler in der oberbayerischen kreisfreien Stadt Ingolstadt zusammengestellt. Diese Tabelle ist eine Teilliste der Liste der Baudenkmäler in Bayern. Grundlage ist die Bayerische Denkmalliste, die auf Basis des Bayerischen Denkmalschutzgesetzes vom 1. Oktober 1973 erstmals erstellt wurde und seither durch das Bayerische Landesamt für Denkmalpflege geführt wird. Die folgenden Angaben ersetzen nicht die rechtsverbindliche Auskunft der Denkmalschutzbehörde.

## Ensembles

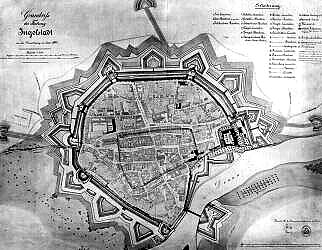
Festung Ingolstadt um 1800

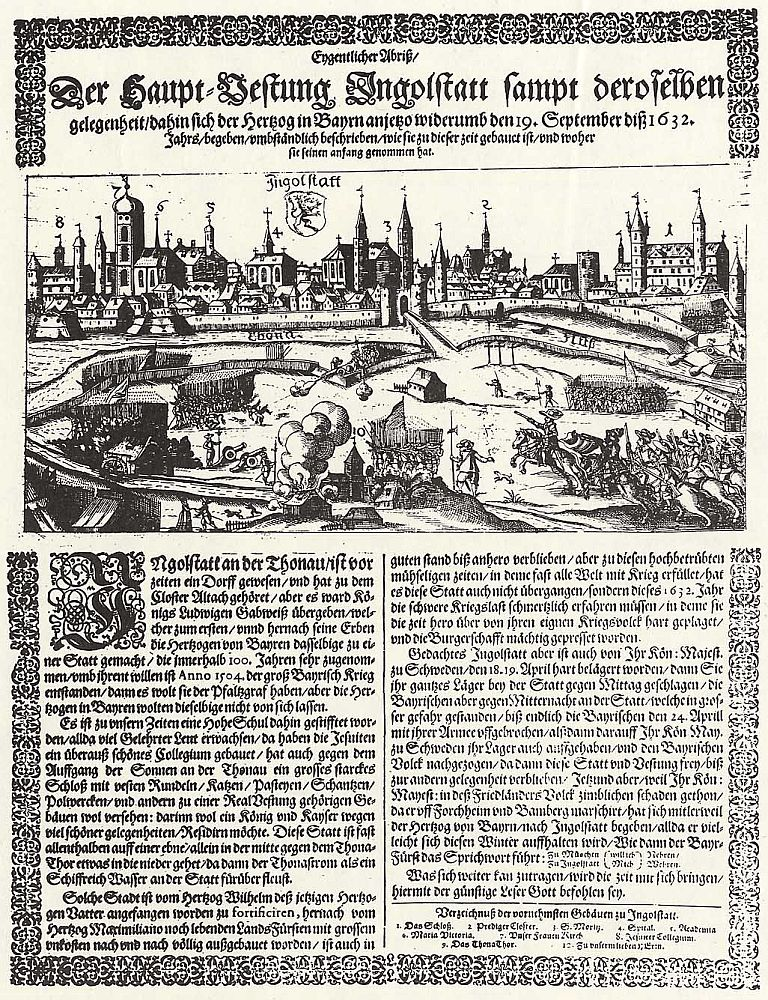
Eygentlicher Abriß Der Haupt-Vestung Ingolstatt

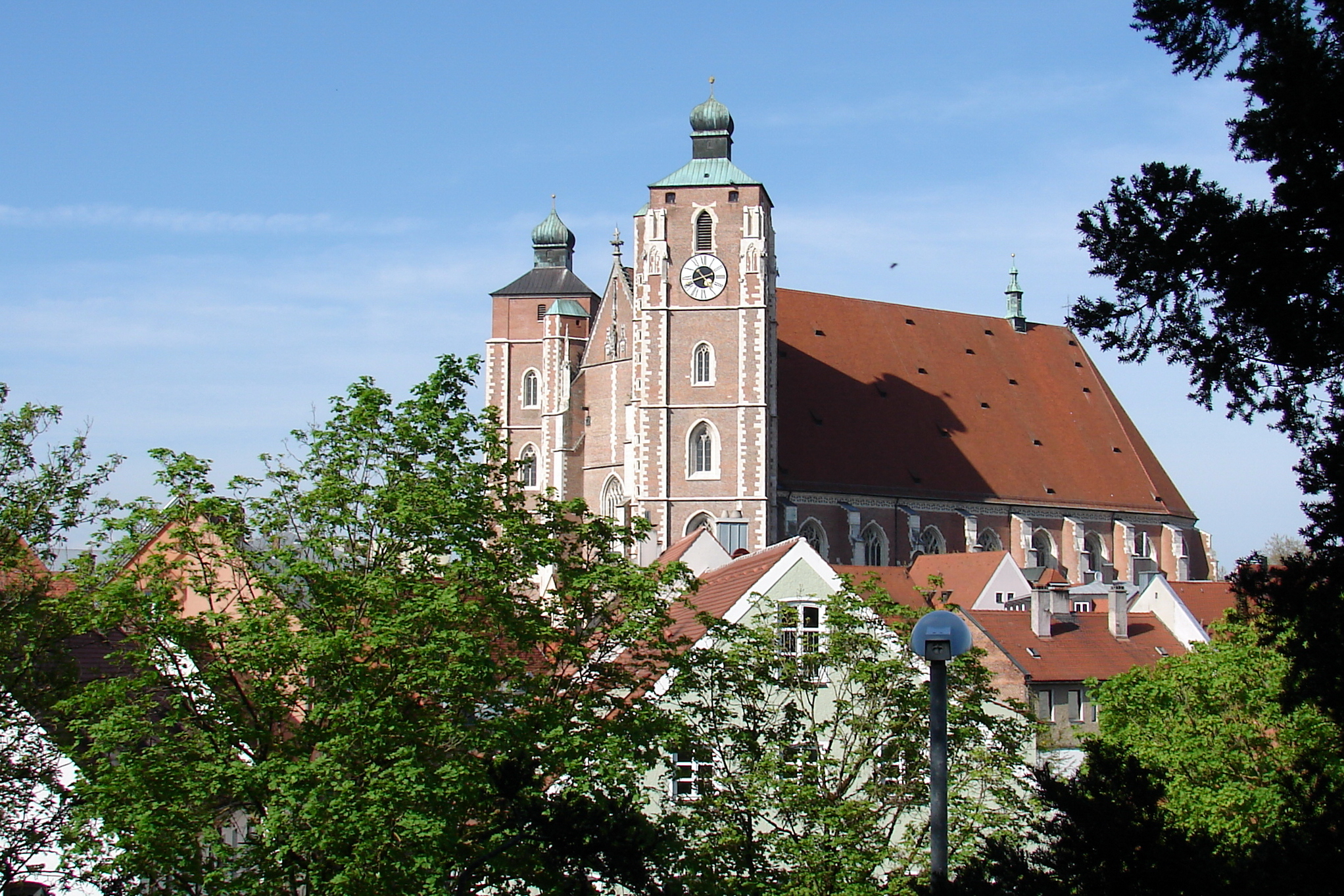
Ingolstadt, Münster (2012)

### Ensemble Altstadt Ingolstadt
Aktennummer E-1-61-000-1
Das Ensemble umfasst die Altstadt innerhalb des mittelalterlichen Berings, der im Nordosten, im Südwesten und im Nordwesten der Stadtanlage noch nahezu unverändert erhalten ist. Auf der Feindseite der mittelalterlichen Stadtbefestigung zeichnen heute Gärten und Grünflächen den ehemaligen Grabenbereich nach. Ebenso hat Ingolstadt seinen historischen Grundriss noch weitgehend bewahrt.
Die älteste Stadtanlage des 13. Jahrhunderts besaß annähernd die Form eines Rechtecks mit einem versetzten Straßenkreuz als Mittelpunkt. Hier kreuzten sich zwei wichtige Handelswege, und zwar die Donautalstraße, die von Ulm über Donauwörth nach Regensburg, Straubing, Passau und Wien führte, sowie die Nord-Süd-Verbindung, die von den Städten Norddeutschlands über Nürnberg nach München ging und in ihrer Verlängerung bis nach Venedig reichte. Am Schnittpunkt dieser Straßen, jedoch etwas vom Verkehr abgerückt, steht die stattliche Kirche St. Moritz, die älteste Pfarrkirche von Ingolstadt.
Ingolstadt wird erstmals im Jahr 806 im Reichsteilungsentwurf Kaiser Karls des Großen genannt. Für das Jahr 841 ist hier eine „curtis dominicata“, also ein Herrenhof, bezeugt, den König Ludwig seinem Kanzler Gotsbald, Abt des Klosters Niederalteich, übereignete. Diese Keimzelle der späteren städtischen Ansiedlung ist im Umkreis von St. Moritz zu suchen.
Im zweiten bayerischen Herzogsurbar aus der Zeit um 1280 wird Ingolstadt als Besitz der Herzöge von Bayern ausgewiesen. Eine erste Stadterweiterung plante Herzog Ludwig der Brandenburger, doch sein Vorhaben konnte erst von Herzog Stephan II. verwirklicht werden. Innerhalb des Berings, der in der Zeit zwischen 1370 und 1390 angelegt wurde, siedelten sich im Laufe der Zeit verschiedene Klöster an, so 1236 die Franziskanerinnen im Gnadenthal und 1275 die Minoriten. Letztere Ordensniederlassung geht auf eine Stiftung Herzog Ludwigs des Strengen zurück. Im Jahr 1319 erfolgte schließlich noch die Stiftung des Bürgerspitals. Als letzte Ordensgemeinschaft folgten 1556 die Jesuiten. Die religiöse Vereinigung der Bartholomäer gründete in Ingolstadt ein Institut, das seit etwa 1720 in einem stattlichen Walmdachbau in der Johannesstraße untergebracht war. In den Jahren 1732–1736 errichtete man nach Plänen von Egid Quirin Asam die Kirche Maria de Victoria als Bet- und Versammlungssaal der Marianischen Studentenkongregation, wobei Cosmas Damian Asam die Aufgabe zufiel, das Gotteshaus mit Fresken zu schmücken. Nach den Plänen Johann Michael Fischers wurde in der Barockzeit die heute zerstörte Augustinerkirche errichtet. Das Alte Rathaus, das im Kern noch auf das 16. Jahrhundert zurückgeht, wurde 1882 nach Plänen Gabriel von Seidls im Stil der Neurenaissance umgebaut und verändert.
Der bedeutendste Bauherr der Stadt war jedoch zweifelsohne Herzog Ludwig der Gebartete. Er bedachte seine Residenzstadt mit einer Reihe von Großbauten, die heute noch das Stadtbild bestimmen. Im Jahre 1425 ließ er den Grundstein zum Liebfrauenmünster, der zweiten Pfarrkirche der Stadt, legen. Er bestimmte das Gotteshaus mit den zwei übereckgestellten Türmen zu seiner Grabeskirche und machte zum Bau
zahlreiche wohltätige Stiftungen. Unter der Regierung Herzog Ludwigs wurde auch mit dem Bau des Herzogsschlosses begonnen. Der dritte Großbau, der auf Veranlassung dieses Herrschers errichtet wurde, war das im Jahr 1434 gestiftete Pfründnerhaus, das spätere Universitätsgebäude (1472–1800). Im Jahr 1507, nach dem Tode Herzog Georgs des Reichen, wurde in Ingolstadt noch eine Kirche im spätgotischen Stil errichtet. Dies war die St. Sebastianskirche mit dem sie früher umgebenden Pestfriedhof.
Der einst so reiche Bestand an Bürgerhäusern des 15. und 16. Jahrhunderts ist im Laufe der Jahrhunderte stark dezimiert worden. Insbesondere die Ludwigstraße hat nach dem Zweiten Weltkrieg noch manch störende Bausubstanzerneuerung hinnehmen müssen. Von den früheren Patrizier- und den ehemaligen Professorenhäusern sind nur noch Reste überliefert, so z. B. das frühere Wohnhaus der Patrizierfamilie der Schober (Theresienstraße 22) und das „Ickstatt-Haus“ (Ludwigstraße 5) mit seiner prachtvollen
Stuckfassade aus der Zeit um 1746. Besonders typisch für die bürgerliche Baukunst Ingolstadts waren einmal die im 16. Jahrhundert gebauten Bürgerhäuser mit ihren gestäbten Giebeln. Hiervon haben sich bedauerlicherweise nur mehr ganz wenige gute Beispiele erhalten.
Die Schutter durchzog von West nach Ost die Stadt, deren Flussbett leider aufgelassen wurde. Hier im Bereich der früheren Schleifmühle standen einst zahlreiche Gerberhäuser, von denen, wenngleich das Gewerbe kaum mehr ausgeübt wird, noch einige baugeschichtlich bemerkenswerte Beispiele, wie Bei der Schleifmühle 1 und 13, erhalten geblieben sind. Bestimmend für das Stadtbild waren früher auch die vielen mehr oder minder großen Privatgärten der Bürger innerhalb des mittelalterlichen Berings. Aus diesen Gärten konnte im Belagerungsfall die Bevölkerung wenigstens für einige Zeit mit Obst und Gemüse versorgt werden. Zu erwähnen wären letztlich auch noch einige Ackerbürgerhäuser, deren Zahl aber heute stark reduziert ist.
Im 19. Jahrhundert, im Zusammenhang mit dem Ausbau Ingolstadts zur Landesfestung, wurde Ingolstadt Garnisonsstadt. Innerhalb der Altstadt entstanden damals in der Zeit um 1870 mehrere Großbauten des Militärs, so das bombensichere Kriegsspital, die spätere Flandernkaserne, ferner das Zeughaus sowie das Proviantamt mit der Kriegsbäckerei. Diese Bauten bestimmen noch heute wesentlich das Gesicht ihrer Stadtviertel.
Infolge der Bombenangriffe von 1945 kam es hauptsächlich im Süden und Südosten der Altstadt während der 1950er Jahre zu Wiederaufbauprojekten mit teils monumentalen Ausmaßen, wie dem Technischen Rathaus (Spitalstraße 3). Dabei ist bei vielen Bauten eher ein konservativer Ansatz in historisierender Formensprache umgesetzt worden, um die Lücken im Stadtgefüge zu schließen. Aber auch Vertreter des progressiven Stils wie Franz Xaver Proebst und Josef Elfinger (Schrannenstraße 7), Johann Lang und Reinhard Kolb (Brückenkopf 8 1/2, Wohnscheibe Ingolstadt), Wilhelm Lutter (Schule Auf der Schanz) oder Ludwig Geith (St. Andreas, EItensheim, Gartenhaus Reindl, Wohnscheibe Ingolstadt, Ludwigstraße 27) waren in diesem Jahrzehnt in Ingolstadt tätig.
Neben der historischen Stadtstruktur und der Bebauung ist an einigen Stellen noch das alte Straßenpflaster mit Kopfsteinen erhalten geblieben, so vor allem in der Dollstraße, der Höllbräugasse, der Kanalstraße, der Luftgasse, der Roseneckstraße, der Sauerstraße und in der Schäffbräustraße.

### Stadtbefestigungen
Aktennummer D-1-61-000-680 (Unterer Graben 1; Unterer Graben 3; Unterer Graben 5)
I. Die mittelalterlichen Stadtbefestigungen:
Der erste, noch hochmittelalterliche Mauerring mit dem Rundturm beim Alten Schloss, dem Judenturm, dem Glockenturm und dem Striglturm ist heute bis auf geringe Fundamentreste gänzlich verschwunden. Der zweite Mauerring, der hingegen noch weitgehend erhalten ist, lässt sich in drei große Bauabschnitte gliedern:
1. Vom Alten Feldkirchner Tor bis zum früheren Hardertor, erbaut 1368–1373
2. Vom früheren Hardertor (abgebrochen 1879) bis zum Kreuztor, erbaut 1373–1385
3. Vom Kreuztor bis zum früheren Donautor (abgebrochen 1877), erbaut 1385–1430
Die Stadtmauer mit ihren vielen eingebauten halbkreisförmigen Wehrtürmen, die mit einem Zinnenkranz versehen sind, ist aus Ziegelsteinen errichtet worden. Von den Wehrgängen haben sich nur geringe Reste erhalten; die Schießscharten sind meist vermauert. Von den mittelalterlichen Torbauten, wozu auch noch das Tränktor zählte, haben sich nur mehr das Alte Feldkirchner Tor beim Schloss (Paradeplatz 4) und das Kreuztor (Kreuzstraße 13) erhalten. Unter den Wehr- bzw. Tortürmen sind auch noch der sogenannte Schutterturm am Einlauf der Schutter in die Stadt und der Taschentorturm (Anatomiestraße 23) besonders zu erwähnen.
Zu Beginn des 19. Jahrhunderts wurden die Grundstücke an der Stadtmauer („Schütte“) zur allgemeinen Bebauung freigegeben. Hier stehen heute vorwiegend zweigeschossige traufständige Wohnhäuser, die sich mit einer Seite an den Bering anlehnen bzw. diesen als Außenwand verwenden. Das Vorfeld an der Stadtmauer wird vielfach für Heimgärten der Anlieger genutzt.
II. Die bastionäre Befestigung des 16. Jahrhunderts:
Die Bollwerkverstärkung, die von 1539 bis 1542 unter der Aufsicht des Grafen Reinhard Solms von Münzenberg stand, diente der Schaffung mehrerer hoher und niederer Verteidigungslinien und dem Zustandekommen kräftiger Flankierungen. Die Arbeiten wurden noch bis zum Jahr 1573 fortgesetzt. Zu jener Zeit entstanden folgende Befestigungsbauten:
1. Bollwerk vor dem Neuen Schloss
2. Ziegelbollwerk
3. Harderbollwerk
4. Kugelbollwerk
5. Kreuztorbollwerk
6. Frauenhausbollwerk
7. Münzbergbollwerk
8. Donautorbollwerk
Davon haben sich lediglich noch Teile der Kugel-Kasematte (Oberer Graben 9), erbaut um 1565, der Harder-Kasematte (Oberer Graben 55), erbaut 1539–1542, sowie des Ziegelbollwerks (Wunderl-Kasematte, Unterer Graben), erbaut um 1540, erhalten. Die Bollwerke sind im Jahr 1800 von den Franzosen gesprengt worden.
III. Die Landesfestung Ingolstadt des 19. Jahrhunderts:
Im Jahr 1804 wurde Ingolstadt zur „Landesfestung“ erklärt. Mit der Ausbesserung der zum größten Teil zerstörten Anlagen wurde schon bald darauf begonnen. Zunächst sind die noch bestehenden Basteien (Kugel-, Ziegel- und Große Eselsbastei), die Stadtmauer und das Alte Schloss wieder in einen verteidigungsfähigen Zustand versetzt worden. Doch mit dem Abschluss des Preßburger Friedens am 27. Dezember 1805 mussten vertragsgemäß die Arbeiten am Ausbau der Landesfestung Ingolstadt eingestellt werden. Erst 1828 war man in der Lage, die begonnenen Arbeiten wieder aufzunehmen, weitere Verstärkungen anzubringen sowie eine größere Zahl von neuen Festungswerken zu errichten. Wir können dabei zwei Bauphasen unterscheiden:
1. Die runde Befestigung nach Streiter auf dem rechten Donauufer. Unter Leitung des Festungsbaumeisters General von Streiter erfolgte ab 1828 der Bau des „Brückenkopfs“. Das Kernstück der Anlage bildete der sogenannte Reduit Tilly, in den im Ernstfall das bayerische Königshaus mitsamt den Kronjuwelen hätte in Sicherheit gebracht werden können. Diesem Reduit Tilly schließen sich zu beiden Seiten halbrund geschlossene Flankenbatterien und die beiden starken Türme Triva und Baur an. Zugehörig, doch
vorgeschoben, war ein detachiertes Vorwerk (Fronte Gumppenberg). Die Aufgabe der Fassadengestaltung der einzelnen Bauten fiel Leo von Klenze zu.
2. Die Polygonalbefestigung nach Becker auf dem linken Donauufer. Diese wurden nach dem neuen, „neupreußisch“ genannten Polygonalsystem von dem Festungsbaudirektor Becker, der seit dem 18. April 1832 die Befestigungsarbeiten leitete, konzipiert. Unter ihm wurden die Fronten Raglovich, Rechberg, Zoller, Vieregg, Pappenheim, Butler, Preysing und Deroy – alle nach verdienstvollen Generälen benannt – ausgeführt. Nach dem Beckerschen System konnte auch die Hauptumfassung des Brückenkopfs neu errichtet werden.
Im Stadtbild von Ingolstadt haben aber vor allem die unter Becker erbauten Kavaliere eine große Bedeutung. Hierzu zählen:
1. Kavalier Dallwigk (in das Fabrikgebäude der Firma Schubert & Salzer integriert)
2. Kavalier Heydeck (Heydeckstraße 1) mit Torbau und Wachhaus (Heydeckstraße 3), erbaut 1840–1845
3. Kavalier Elbracht (Elbrachtstraße 20), erbaut 1839–1844
4. Kavalier Spreti (abgebrochen) mit Wachhaus (Spretistraße 1)
5. Kavalier Hepp (Auf der Schanz 45) mit Torbau, erbaut 1838–1843
6. Kavalier Zweibrücken (Friedhofstraße 41/2), erbaut 1840.
Von den Kaponnieren haben sich vor allem die Fronte 79 im Künettegraben (Jahnstraße), erbaut 1842, die Batterie 62 (Militärschwimmschule an der Jahnstraße), erbaut 1838, sowie die Batterie 94 am südlichen Ende des Abflussgrabens erhalten. Das Hauptwerk Schutterhof (Friedhofstraße) und ein Großteil der Kavaliere – mit Ausnahme der Kavaliere Dallwigk und Spreti – stehen noch und wurden z. T. nach dem Zweiten Weltkrieg restauriert oder neuen Nutzungen zugeführt.
Die Arbeiten am Bau der Landesfestung Ingolstadt wurden ab Januar 1849 durch den Ingenieur-Major Joseph Schmauss fortgeführt. Am 6. Januar 1852 erfolgte schließlich die Einstellung aller Befestigungsarbeiten.
3. Die Befestigungsanlagen der 2. Hälfte des 19. Jahrhunderts:
In der ersten Ausbauphase sind 1866 die vorgeschobenen Erdwerke und dann ab 1875 noch folgende Forts errichtet worden:
1. Fort Haslang
2. Fort Hartmann
3. Fort von-der-Tann bei Gaimersheim
4. Fort III a bei Etting (Lkr. Eichstätt)
5. Fort Orff bei Hepberg (Lkr. Eichstätt)
6. Fort V a bei Kösching (Lkr. Eichstätt)
7. Fort Prinz Carl bei Katharinenberg (Lkr. Eichstätt)
8. Fort Max Emanuel
9. Fort Wrede
10. Fort VIII in Manching (Lkr. Pfaffenhofen a. d. Ilm)
11. Fort IX bei Oberstimm
12. Fort X zwischen Hagau und Zuchering
Von den 1866 erbauten Erdwerken sind die zwischen Kothau und Rothenturm sowie das bei Haunwöhr hier besonders hervorzuheben, da sie noch teilweise erhalten sind. Die bereits bestehenden Erdwerke hat man in den Jahren 1868–1872 permanent ausgebaut.
In der zweiten Ausbauphase um 1890 wurden dann noch eine Reihe von Zwischenwerken errichtet, und zwar:
1. Zwischenwerk Gerolfing
2. Zwischenwerk Friedrichshofen (Lkr. Eichstätt)
3. Zwischenwerk bei Hepberg (Lkr. Eichstätt)
4. Zwischenwerk Großmehring (Lkr. Eichstätt)
5. Batterie Paarmündung (um 1920 beseitigt)
6. Station Manching
7. Zwischenwerk Zuchering
8. Zwischenwerk Rosenschwaig
Die Forts und Zwischenwerke wurden alle – ausgenommen das Fort Prinz Carl bei Katharinenberg – im Jahr 1945 gesprengt. Ein Großteil von ihnen ist mittlerweile eingeebnet und überbaut worden. Nur die Wassergräben sind bei einigen der Festungsanlagen noch ganz oder doch wenigstens teilweise erhalten geblieben. Hierzu zählen insbesondere die Wassergräben beim Zwischenwerk Gerolfing, beim Zwischenwerk Friedrichshofen, bei den Forts VIII, X sowie beim Zwischenwerk Rosenschwaig.
nicht nachqualifiziert, im BayernViewer-denkmal nicht kartiert

## Baudenkmäler

### A
| Lage                                           | Objekt                      | Beschreibung | Akten-Nr.                         | Bild                       |
| ---------------------------------------------- | --------------------------- | --- | --------------------------------- | -------------------------- |
| Adolf-Kolping-Straße 3, 3 a, 3 b, 5 (Standort) | Schäffbräu                  | Brauereigebäude der ehemaligen Bierbrauerei Schäffbräu um einen Innenhof: ehemaliges Sud- und Maschinenhaus, dreigeschossiger Sichtziegelbau mit historisierender Fassadengliederung und flachem Schopfwalmdach, 1900; ehemaliges Kühlhaus, dreigeschossiger historisierender Sichtziegelbau mit flachem Walmdach, 1900; ehemaliges Kesselhaus, erdgeschossiger Flachdachbau mit hoch aufragendem Schornstein, in historisierender Sichtziegelbauweise, 1900; sog. Braumeisterhaus, zweigeschossiger giebelständiger Putzbau, wohl Mitte 19. Jahrhundert.                                   | D-1-61-000-616 Wikidata           | Schäffbräu                 |
| Adolf-Kolping-Straße 11 (Standort)             | Neues Zeughaus              | Ehemaliges Neues Zeughaus, dreigeschossiger Sichtziegelbau mit südseitig freiliegendem Souterrain und kurzen Querflügeln nach Norden, bombensicher mit Kasematten und Flachdach für Erdaufschüttung erbaut, 1868–71, Inneres modern verändert; Einfriedungsmauer aus Ziegelstein, gleichzeitig. | D-1-61-000-466 Wikidata           | Neues Zeughaus             |
| Am Bachl 6, 6 a (Standort)                     | Städtisches Zeughaus        | Ehemaliges städtisches Zeughaus, erdgeschossiger traufständiger Bau mit hohem Satteldach, 17. Jahrhundert, um 1800 zum Wohnstallhaus ausgebaut; ehemaliger Stallstadel mit Pultdach, 1892. | D-1-61-000-1 Wikidata             | Städtisches Zeughaus       |
| Am Bachl 8 (Standort)                          | Ackerbürgerhaus             | Ehemaliges Ackerbürgerhaus, zweigeschossiges verputztes Eckhaus, 1888, Dachausbau mit Mansardgeschoss, geschwungenem Giebel und Zwerchhaus 1913. | D-1-61-000-2 Wikidata             | Ackerbürgerhaus            |
| Am Bachl 22 (Standort)                         | Stadtmauer                  | Teilstück der mittelalterlichen Stadtmauer mit Halbturm, um 1400 (siehe auch Stadtbefestigung). | D-1-61-000-680 zugehörig Wikidata | Stadtmauer                 |
| Am Bachl 26 (Standort)                         | Stadtmauer                  | Teilstück der mittelalterlichen Stadtmauer mit Halbturm, um 1400 (siehe auch Stadtbefestigung). | D-1-61-000-680 zugehörig          | Stadtmauer                 |
| Am Bachl 35 (Standort)                         | Wohnhaus                    | Zweigeschossiges, im Kern spätmittelalterliches verputztes Giebelhaus mit historischer Inschriftentafel und seitlicher Tordurchfahrt, 1839 unter Beibehaltung des Dachwerks verbreitert. | D-1-61-000-12 Wikidata            | Wohnhaus                   |
| Am Münzbergtor 17 (Standort)                   | Wohnhaus                    | Zweigeschossiges, im Kern wohl spätmittelalterliches Eckhaus mit Satteldach, im 18. Jahrhundert als Ackerbürgerhaus genutzt, 1897 umgebaut. | D-1-61-000-14 Wikidata            | Wohnhaus                   |
| Am Münzbergtor 20 (Standort)                   | Münzbergtor bzw. Roter Turm | Ehemaliges Nebentor, mehrgeschossiger Turm mit Zeltdach, unverputzter Ziegelbau, um 1390. | D-1-61-000-15 Wikidata            | weitere Bilder             |
| Am Münzbergtor 32 (Standort)                   | Stadtmauer                  | Teilstück der mittelalterlichen Stadtmauer mit Halbturm, um 1390 (siehe auch Stadtbefestigung). | D-1-61-000-680 zugehörig Wikidata | Stadtmauer                 |
| Am Nordbahnhof 15 (Standort)                   | Wohngebäude                 | ehemaliges Beamtenwohnhaus der Deutschen Reichsbahn, dreigeschossiger langgezogener Walmdachbau über erhöhtem Sockelgeschoss, Gliederung mit Erkern, Risalit und Zwerchhaus, im Reformstil erbaut mit historisierenden Elementen, 1924 | D-1-61-000-1001                   | BW                         |
| Am Pulverl 6 (Standort)                        | Mietshaus                   | Mietshaus mit Gaststätte, dreigeschossiger Mansarddachbau mit historisierend gegliederten Fassaden, übergiebelten Risaliten und Erkerturm mit Zwiebelhaube, 1896. | D-1-61-000-21 Wikidata            | Mietshaus                  |
| Am Stein 1 (Standort)                          | Wohn- und Geschäftshaus     | Dreigeschossiges Eckhaus mit historisierendem Giebel und Putzgliederung, auf zwei mittelalterliche Bauten zurückgehend, barockzeitlich umgebaut, Vereinheitlichung der Fassaden 1875 und 1886; durch Modernisierungen reduziert. | D-1-61-000-22 Wikidata            | weitere Bilder             |
| Am Stein 3 (Standort)                          | Wohn- und Geschäftshaus     | Dreigeschossiger Traufseitbau mit Putzgliederung und Gauben, in Formen des geometrischen Jugendstils, 1909. | D-1-61-000-619 Wikidata           | weitere Bilder             |
| Am Stein 4 (Standort)                          | Wohn- und Geschäftshaus     | Dreigeschossiger, urspr. wohl mittelalterlicher Traufseitbau, mit historisierend gegliederter Fassade, um 1998 entkernt und Dachwerk ersetzt. | D-1-61-000-23 Wikidata            | weitere Bilder             |
| Am Stein 5 (Standort)                          | Jesuitenbibliothek          | Ehemaliger Buchverlag und Buchhandlung, sog. Jesuitenbibliothek, dreigeschossiger Putzbau mit barockem Schweifgiebel und filigranem Stuckdekor sowie zweiflügeliger, reich geschnitzter barocker Haustür, auf mittelalterlichen Bestand zurückgehend und um 1730 barock umgebaut, 1912 im Inneren teilweise erneuert. | D-1-61-000-24 Wikidata            | weitere Bilder             |
| Am Stein 6 (Standort)                          | Wohn- und Geschäftshaus     | Dreigeschossiger Traufseitbau mit steilem, weit überstehendem Satteldach und Kastenerker mit Spion am ersten Obergeschoss, spätmittelalterlicher Bau, wohl noch 15. Jahrhundert. | D-1-61-000-25 Wikidata            | weitere Bilder             |
| Am Stein 8 (Standort)                          | Neue Post                   | Ehemalige königlich- bairische Post, sog. Neue Post, dreigeschossiger barockisierender Gruppenbau in Ecklage, mit Flacherkern, geschweiften Giebeln und turmartigem Dachaufbau mit Haube, 1908–1913. | D-1-61-000-26 Wikidata            | weitere Bilder             |
| Am Stein 9 (Standort)                          | Koboldbräu                  | Fassade des ehemaligen Koboldbräus, Treppengiebel mit aufgeputztem Kielbogenfries, spätgotisch, um 1500. | D-1-61-000-27 Wikidata            | weitere Bilder             |
| Anatomiestraße (Standort)                      | Stadtmauer                  | Teilstück der mittelalterlichen Stadtmauer mit Halbturm und Wehrgang, um 1400; zwischen Haus Nr. 19 und 21 (siehe auch Stadtbefestigung). | D-1-61-000-680 zugehörig Wikidata | Stadtmauer                 |
| Anatomiestraße 1 (Standort)                    | Stadtmauer                  | Teilstück der mittelalterlichen Stadtmauer mit Halbturm, um 1400 (siehe auch Stadtbefestigung). | D-1-61-000-680 zugehörig          | Stadtmauer                 |
| Anatomiestraße 5 (Standort)                    | Stadtmauer                  | Teilstück der mittelalterlichen Stadtmauer mit Halbturm, um 1400 (siehe auch Stadtbefestigung). | D-1-61-000-680 zugehörig          | Stadtmauer                 |
| Anatomiestraße 11 (Standort)                   | Stadtmauer                  | Teilstück der mittelalterlichen Stadtmauer mit Wehrgang, um 1400 (siehe auch Stadtbefestigung). | D-1-61-000-680 zugehörig Wikidata | Stadtmauer                 |
| Anatomiestraße 17 (Standort)                   | Stadtmauer                  | Teilstück der mittelalterlichen Stadtmauer mit Halbturm, um 1400 (siehe auch Stadtbefestigung). | D-1-61-000-680 zugehörig          | Stadtmauer                 |
| Anatomiestraße 20 (Standort)                   | Anatomie                    | Ehemalige Anatomie für die medizinische Fakultät der Universität, jetzt Deutsches Medizinhistorisches Museum, zweigeschossiger, durch kräftige Pilaster und Gesimse gegliederter Mansarddachbau mit schmalen, urspr. erdgeschossigen Seitenflügeln und turmartig überhöhtem Mittelpavillon, wohl nach Entwurf von Gabriel de Gabrieli 1723–36 erbaut, 1755/56 im Inneren verändert; Heilpflanzengarten 1992 in barocker Form anstelle des ehemaligen „hortus medicus“ angelegt. | D-1-61-000-40 Wikidata            | weitere Bilder             |
| Anatomiestraße 21 (Standort)                   | Stadtmauer                  | Teilstück der mittelalterlichen Stadtmauer mit Wehrgang und Halbturm, um 1400 (siehe auch Stadtbefestigung). | D-1-61-000-680 zugehörig Wikidata | Stadtmauer                 |
| Anatomiestraße 23 (Standort)                   | Taschentorturm              | Fünfgeschossig in verputztem Mauerwerk mit Satteldach und Treppengiebel, um 1390; Teilstück der mittelalterlichen Stadtmauer, um 1400 (siehe auch Stadtbefestigung). | D-1-61-000-680 zugehörig Wikidata | weitere Bilder             |
| Anatomiestraße 27 (Standort)                   | Stadtmauer                  | Teilstück der mittelalterlichen Stadtmauer mit Halbturm, um 1400 (siehe auch Stadtbefestigung). | D-1-61-000-680 zugehörig          | Stadtmauer                 |
| Anatomiestraße 31 (Standort)                   | Stadtmauer                  | Teilstück der mittelalterlichen Stadtmauer mit Halbturm, um 1400 (siehe auch Stadtbefestigung). | D-1-61-000-680 zugehörig          | Stadtmauer                 |
| Anatomiestraße 35 (Standort)                   | Stadtmauer                  | Teilstück der mittelalterlichen Stadtmauer mit Halbturm, um 1400 (siehe auch Stadtbefestigung). | D-1-61-000-680 zugehörig          | Stadtmauer                 |
| Antoniusschwaige 47 (Standort)                 | Antonius-Schwaige           | Gasthof, neubarocke Anlage, nach Plänen von Carl Bauer, 1904/05: Gaststätte, zweigeschossiger kubischer Walmdachbau, 1933 (bezeichnet mit dem Jahr) erweitert; Umfriedung, gemauert; Eckpavillons, zwei zweigeschossige Walmdachbauten mit Zwerchhaus, durch Freisitz miteinander verbunden; St.-Antonius-Kapelle, in die Umfriedung integrierter kleiner Polygonalbau mit Dachreiter; mit Ausstattung; Stadel der ehemaligen Ökonomieanlage, 1870/80; Feldkreuz, von der sogenannten Baumannschaft errichtet, bezeichnet mit dem Jahr 1878                                                 | D-1-61-000-49 Wikidata            | Antonius-Schwaige          |
| Auf der Schanz 28 (Standort)                   | Volksschule Auf der Schanz  | Grund- und Hauptschule: weiträumig aufgegliederte Anlage aus in Ost-West-Richtung versetzt angeordneten Klassentrakten mit Verwaltungsräumen und quergerichtetem Turnhallenbau, in den Höhen differenzierte Geschossbauten in Kombination mit erdgeschossigen Pavillonbauten, verbunden durch ebenerdige Laubengänge und durch Wandmalereien, Mosaiken und Farbglasfenster ausgestaltet, dazwischen begrünte Freiflächen, errichtet nach Plänen von Wilhelm Lutter, 1954–57, 1963–64 gemäß dem ursprünglichen Gesamtentwurf durch einen zusätzlichen Klassentrakt ergänzt; mit Ausstattung. | D-1-61-000-620 Wikidata           | Volksschule Auf der Schanz |

### B
| Lage                               | Objekt                                                             | Beschreibung | Akten-Nr.                         | Bild                                                               |
| ---------------------------------- | ------------------------------------------------------------------ | --- | --------------------------------- | ------------------------------------------------------------------ |
| Bahnhofstraße 5 (Standort)         | Ehemaliges Eisenbahn-Betriebsamt                                   | dreigeschossiger Walmdachbau in zweifarbigem Sichtziegelmauerwerk mit Eckrisaliten und aufgeputzten Neurenaissance-Gliederungen, um 1905/10; Nebengebäude, erdgeschossiger Ziegelbau mit angefügtem Verschlag, gleichzeitig; Dampflok Nr. 98507 in musealer Aufstellung, Baujahr 1903, in Betrieb bis 1960 | D-1-61-000-51 Wikidata            | Ehemaliges Eisenbahn-Betriebsamt                                   |
| Bei der Schleifmühle 1 (Standort)  | Ackerbürgerhaus                                                    | Ehemaliges Ackerbürgerhaus, zweigeschossiges Eckhaus mit steilem, durch Stabwerk gegliedertem Giebel, dendrochronologisch datiert auf das Jahr 1473/74; Stadel, quer angeschlossen, mit flachem Satteldach, 1850 erbaut, 1898 aufgestockt. | D-1-61-000-53 Wikidata            | weitere Bilder                                                     |
| Bei der Schleifmühle 2 (Standort)  | Ackerbürgerhaus                                                    | Ehemaliges Ackerbürgerhaus, sog. Färberbauer, dreigeschossiger Traufseitbau mit korbbogigem Einfahrtstor, 1827 aus dem Umbau eines ehemaligen Stadels entstanden, 1850 nach Brand erneuert und aufgestockt. | D-1-61-000-54 Wikidata            | weitere Bilder                                                     |
| Bei der Schleifmühle 3 (Standort)  | Mietshaus                                                          | Dreigeschossiges Eckhaus mit Neurenaissance-Giebel an der Ostseite, 1892 neu erbaut, westlicher Anbau mit neubarockem Ziergiebel, 1906. | D-1-61-000-55 Wikidata            | Mietshaus                                                          |
| Bei der Schleifmühle 4 (Standort)  | Wohnhaus                                                           | Kleiner zweigeschossiger Traufseitbau, Obergeschoss über profilierten Bögen leicht vorkragend, Ende 16. Jahrhundert. | D-1-61-000-56 Wikidata            | weitere Bilder                                                     |
| Bei der Schleifmühle 6 (Standort)  | Wohnhaus                                                           | Zweigeschossiger Traufseitbau mit hohem Satteldach und Durchfahrt, durch Umbau eines wohl spätmittelalterlichen Stadels 1860 entstanden. | D-1-61-000-57 Wikidata            | weitere Bilder                                                     |
| Bei der Schleifmühle 7 (Standort)  | Wohnhaus                                                           | Zweigeschossiges Eckhaus mit flachem Walmdach, im historisierenden Stil 1878 über eingeschossigem Vorgängerbau errichtet, 1980 grundlegend modernisiert. | D-1-61-000-58 Wikidata            | Wohnhaus                                                           |
| Bei der Schleifmühle 9 (Standort)  | Wohnhaus                                                           | Wohl ehemaliges Gerberhaus, zweigeschossig mit steilem Satteldach und getrepptem Giebel mit aufgeputzter gotisierender Kielbogenornamentik, Bau des frühen 16. Jahrhunderts (Dachstuhl dendrochronologisch datiert auf 1525). | D-1-61-000-60 Wikidata            | Wohnhaus                                                           |
| Bei der Schleifmühle 11 (Standort) | Gerber- und Ackerbürgerhaus                                        | Ehemaliges Gerber- und Ackerbürgerhaus, zweigeschossiger Putzbau mit mehrfach eingezogenem Schweifgiebel, im Kern spätmittelalterlich, barockzeitlich umgebaut, 1995 modernisiert; ehemaliges Wirtschaftsgebäude mit dreischiffig gewölbtem Stall im Erdgeschoss, 1864. | D-1-61-000-62 Wikidata            | weitere Bilder                                                     |
| Bei der Schleifmühle 12 (Standort) | Wohnhaus                                                           | Zweigeschossig mit steilem Walmdach, Ende 18. Jahrhundert | D-1-61-000-63 Wikidata            | Wohnhaus                                                           |
| Bei der Schleifmühle 13 (Standort) | Mohrenlederer                                                      | Ehemaliges Gerberhaus, zweigeschossiger giebelständiger Bau mit aufgesetztem ehemaligen Trockenboden und zwei weitgehend erneuerten Fresken am Giebel, im Kern 16. Jahrhundert (dendrochronologisch datiert auf 1570), Umbau und neue Dachkonstruktion dendrochronologisch datiert auf 1799, 1990 umfassend saniert. | D-1-61-000-64 Wikidata            | Mohrenlederer                                                      |
| Bei der Schleifmühle 15 (Standort) | Gerberhaus                                                         | Ehemaliges Gerberhaus, zweigeschossiger giebelständiger Bau mit steilem Satteldach, Ende 15. Jahrhundert, jüngere Erweiterung nach Süden unter Dachabschleppung. | D-1-61-000-65 Wikidata            | BW                                                                 |
| Bei der Schleifmühle 17 (Standort) | Birnbaumhäusl                                                      | Ehemaliges Gerberhaus, zweigeschossiges, auf drei Seiten freistehendes Wohnhaus mit Satteldach, mittelalterlicher Kernbau dendrochronologisch datiert auf 1473, östlicher Anbau nach 1572, umfassende Instandsetzung 1992/93. | D-1-61-000-66 Wikidata            | Birnbaumhäusl                                                      |
| Bei der Schleifmühle 19 (Standort) | Wohnhaus                                                           | Wohl ehemaliges Gerberhaus, zweigeschossiger Traufseitbau, im Kern mittelalterlich, Ende 19. Jahrhundert ausgebaut. | D-1-61-000-67 Wikidata            | Wohnhaus                                                           |
| Bei der Schleifmühle 21 (Standort) | Wohnhaus                                                           | Wohl ehemaliges Gerberhaus, zweigeschossiger Traufseitbau, im Kern um 1600, Ende 19. Jahrhundert verändert. | D-1-61-000-68 Wikidata            | Wohnhaus                                                           |
| Bei der Schleifmühle 23 (Standort) | Wohnhaus                                                           | Zweigeschossiger, auf drei Seiten freistehender Traufseitbau, im Kern spätes 16. Jahrhundert. | D-1-61-000-69 Wikidata            | Wohnhaus                                                           |
| Bei der Schleifmühle 26 (Standort) | Wohnhaus                                                           | Zweigeschossiger Traufseitbau, wohl auf mittelalterlichen Bestand zurückgehend. | D-1-61-000-71 Wikidata            | Wohnhaus                                                           |
| Bergbräustraße 1 (Standort)        | Orbansaal                                                          | Ehemaliger Arkadengang des Jesuitenkollegs, langgestreckter zweigeschossiger Walmdachbau mit rekonstruierter Fassadengliederung und Stuckrahmung der Obergeschossfenster, frühes 17. Jahrhundert, 1725 Aufstockung, im 19. Jahrhundert verändert; Einfriedungsmauer aus unverputztem Ziegelmauerwerk, 19. Jahrhundert. | D-1-61-000-73 Wikidata            | Orbansaal                                                          |
| Bergbräustraße 3 (Standort)        | Colloquium marianum externum                                       | Ehemaliges Colloquium marianum externum, zweigeschossiger Traufseitbau mit abgewalmtem Dach und Hauskapelle im Obergeschoss, 1754 neu erbaut, Putzgliederung der Fassade 1977 rekonstruiert; ehemaliges Kanonistenhäuschen, westlich angeschlossenes zweigeschossiges Giebelhaus über hohem Sockelgeschoss mit Bauinschrift zu Vorgängerbau, 1629. | D-1-61-000-75 Wikidata            | weitere Bilder                                                     |
| Bergbräustraße 5 (Standort)        | Kanonistenhäuschen                                                 | Ehemaliges Kanonistenhäuschen, zweigeschossiges Giebelhaus über hohem Sockelgeschoss, 1692 nach Brand erneuert, 1977 durchgreifend saniert; an der Südseite Bauinschrift, wonach der Gegenreformator Johannes Eck (1486–1543) im Vorgängerhaus gewohnt haben soll. | D-1-61-000-621 Wikidata           | weitere Bilder                                                     |
| Bergbräustraße 6 (Standort)        | Handwerkerhaus                                                     | Ehemaliges Handwerkerhaus, zweigeschossiges Eckhaus mit geschweiftem Giebel an der Schmalseite, mittelalterliche und barocke Substanz bei Umbau 1988 auf Keller und Außenmauern reduziert. | D-1-61-000-76 Wikidata            | Handwerkerhaus                                                     |
| Bergbräustraße 7 (Standort)        | Bräu am Berg                                                       | Wohn- und Gasthaus, ehemaliger Bräu am Berg, langgestreckter zweigeschossiger Bau mit Geschossband, 16./17. Jahrhundert mit einbezogenen Resten zweier mittelalterlicher Vorgängerbauten, 1879 nach Brand Umbau und Dacherneuerung. | D-1-61-000-77 Wikidata            | weitere Bilder                                                     |
| Brodmühlweg 14, 14 1/2 (Standort)  | Ehemalige Wassermühle, sog. Brodmühle, bzw. Anger- oder Knopfmühle | viergeschossige Kunstmühle, 1892, Aufstockung 1937 und Turmaufsetzung 1948; Wohnhaus, zweigeschossiger Massivbau mit Krüppelwalmdach, 1825; ehemaliger Schweinestall, geschlämmter Ziegelsteinbau entlang der Straße, 1893 | D-1-61-000-78 Wikidata            | Ehemalige Wassermühle, sog. Brodmühle, bzw. Anger- oder Knopfmühle |
| Brückenkopf (Standort)             | Turm Baur                                                          | Westlicher Flankenturm des „Reduits Tilly“, 1828–41 nach Plänen von Ingenieur-Oberst Michael von Streiter und Leo von Klenze errichtet, jetzt Städt. Sing- und Musikschule, flach gedeckte ringförmige Anlage um längsovalen Innenhof mit tonnengewölbten Geschützkasematten in zwei Etagen, durch kalksteinverblendete Fassaden zu bildhafter Monumentalität gesteigert; südwestlich vorgelagert erdgeschossiges Befestigungswerk auf abgewinkeltem Grundriss, in Sichtziegelmauerwerk mit Hausteinelementen. – Nahezu baugleich der östliche Flankenturm („Turm Triva“), siehe Donaulände. | D-1-61-000-680 zugehörig Wikidata | weitere Bilder                                                     |
| Brückenkopf 1 (Standort)           | Mannschaftskaserne                                                 | Mannschaftskaserne der ehemaligen Neuen Pionierkaserne, viergeschossiger gegliederter Putzbau mit flachem Walmdach, westlichem Seitenflügel und höherem Mittelbau, 1899–1902, im Inneren modern verändert. | D-1-61-000-79 Wikidata            | BW                                                                 |
| Brückenkopf 2 (Standort)           | Familienwohngebäude                                                | Ehemaliges Familienwohngebäude der ehemaligen Neuen Pionierkaserne, dreigeschossiger Walmdachbau mit Putzgliederungen und stichbogigen Tür- und Fensteröffnungen, 1899–1902. | D-1-61-000-80 Wikidata            | Familienwohngebäude                                                |
| Brückenkopf 4, 6 (Standort)        | Dienstwohngebäude                                                  | Ehemaliges Dienstwohngebäude der Neuen Pionierkaserne, viergeschossiges Doppelhaus mit rundbogigen Fenster- und Türöffnungen und flachem Walmdach, nach 1902. | D-1-61-000-81 Wikidata            | Dienstwohngebäude                                                  |
| Brückenkopf 8 1/2 (Standort)       | Atelier Lang                                                       | Ehemaliges Architektenbüro, aufgeständerter bzw. auf Mauerscheibe und drei Stützen aufliegender und großflächig verglaster Flachdachbau über offener Erdgeschosszone, mit einbezogenem Wasserbassin, von Johann Lang und Reinhard Kolb, 1959/60. | D-1-61-000-667 Wikidata           | Atelier Lang                                                       |
| Brunnhausgasse 1 a (Standort)      | Brunnhausturm                                                      | Mittelalterlicher Wehrturm über dem Einlauf der Schutter, Ende 14. Jahrhundert, mit barockem Mansarddach anstelle des urspr. Treppengiebels, ab Mitte 16. Jahrhundert als Wasserturm der zentralen Wasserversorgungsanlage ausgebaut; Instandsetzung für Wohnzwecke 1995–97. | D-1-61-000-680 zugehörig Wikidata | Brunnhausturm                                                      |
| Brunnhausgasse 1 a (Standort)      | Bürstenfabrik                                                      | Ehemaliges Werksgebäude der ehemaligen Bürstenfabrik Geschwister Bruckmayer, freistehender gegliederter Sichtziegelbau mit Stichbogenfenstern, um 1895 erbaut, 1902/03 durch eingeschossigen Anbau an der nördlichen Giebelseite erweitert; mit Ausstattung. | D-1-61-000-666 Wikidata           | weitere Bilder                                                     |
| Brunnhausgasse 2 (Standort)        | Wohn- und Geschäftshaus                                            | Dreigeschossiger klassizisierend gegliederter Mansarddachbau mit rückwärtigem Turm, Ende 19. Jahrhundert. | D-1-61-000-622 Wikidata           | BW                                                                 |
| Brunnhausgasse 5 (Standort)        | Stadtmauer                                                         | Teilstück der mittelalterlichen Stadtmauer mit Halbturm, Ende 14. Jahrhundert; ein weiteres Mauerfragment setzt sich in Richtung Süden fort (siehe auch Stadtbefestigung). | D-1-61-000-680 zugehörig Wikidata | weitere Bilder                                                     |
| Buchnerstraße 38, 40 (Standort)    | Ehemaliges sogenanntes Friedenspulvermagazin                       | erbaut im Zuge des militärischen Ausbaus der Landesfestung, später Wohn- und Wirtschaftsgebäude, langgezogener eingeschossiger Satteldachbau in Sichtziegelmauerwerk, 1877–78 | D-1-61-000-996                    | BW                                                                 |

### D
| Lage | Objekt                  | Beschreibung | Akten-Nr.                         | Bild                    |
| --- | ----------------------- | --- | --------------------------------- | ----------------------- |
| Dollstraße 1 (Standort) | Wohn- und Geschäftshaus | Dreigeschossiger Traufseitbau mit zweigeschossigem Kastenerker über Konsolen mit Wappenschilden, um 1500. | D-1-61-000-87 Wikidata            | Wohn- und Geschäftshaus |
| Dollstraße 2 (Standort) | Wohn- und Geschäftshaus | Dreigeschossiger giebelständiger Bau des späten 15. Jahrhunderts, Giebelgliederung mit über den Dachrand reichenden Lisenen, 16. Jahrhundert. | D-1-61-000-88 Wikidata            | Wohn- und Geschäftshaus |
| Dollstraße 4 (Standort) | Benefiziatenwohnung     | Wohnhaus und ehemalige Benefiziatenwohnung, zweigeschossig mit spitzbogigem Türgewände und Treppengiebel, spätmittelalterlich, um 1500. | D-1-61-000-89 Wikidata            | weitere Bilder          |
| Dollstraße 6 (Standort) | Mietshaus               | Dreigeschossig mit Flacherker und gotisierendem Zwerchgiebel, mittelalterlicher Kernbau, 1863 im Inneren verändert und um 1900 aufgestockt. | D-1-61-000-91 Wikidata            | Mietshaus               |
| Dollstraße 7 (Standort) | Handwerkerhaus          | Ehemaliges Handwerkerhaus, dreigeschossiger giebelständiger Bau mit Kniestock und Flachsatteldach, Grundsubstanz und Dachwerk wohl mittelalterlich, Inneres modernisiert. | D-1-61-000-92 Wikidata            | Handwerkerhaus          |
| Dollstraße 8 (Standort) | Studentenburse          | Ehemalige Studentenburse und Wohnhaus, dreigeschossiger Traufseitbau mit rekonstruierter Fassadenmalerei, im Kern frühes 16. Jahrhundert, mit Veränderungen nach 1573. | D-1-61-000-93 Wikidata            | Studentenburse          |
| Dollstraße 9 (Standort) | Wohnhaus                | Dreigeschossiger Putzbau mit steilem Satteldach, im Kern mittelalterlich, Veränderungen und neuer Dachstuhl um 1600, weitere Veränderungen Anfang 20. Jahrhundert. | D-1-61-000-94 Wikidata            | Wohnhaus                |
| Dollstraße 11 (Standort) | Handwerkerhaus          | Ehemaliges Handwerkerhaus, zweigeschossiges mittelalterliches Giebelhaus mit später ausgetauschtem Dachwerk. | D-1-61-000-95 Wikidata            | BW                      |
| Dollstraße 12 (Standort) | Wohnhaus                | Wohnhaus und ehemaliges Handwerkerhaus, dreigeschossiger giebelständiger Bau, im Kern 15. Jahrhundert, traufständiger Anbau 19. Jahrhundert. | D-1-61-000-96 Wikidata            | Wohnhaus                |
| Dollstraße 19 (Standort) | Wohn- und Geschäftshaus | Zweigeschossiges schmales Eckhaus mit mittelalterlichem Kern, im Wesentlichen nach 1573, Dachwerk und in Renaissanceformen gestalteter Giebel von 1918. | D-1-61-000-263 Wikidata           | Wohn- und Geschäftshaus |
| Donaulände (Standort) | Reduit Tilly            | Nach Plänen von Ingenieur-Oberst Michael von Streiter und Leo von Klenze 1828–50 errichtetes Hauptwerk der Brückenkopfbefestigung, jetzt Teil des Bayerischen Armeemuseums; in kolossalem Halbrund angelegter, flach gedeckter und von zwei runden Treppentürmen überragter Baukörper mit tonnengewölbten Geschützkasematten in zwei Etagen und monumentalisierenden Kalk-/Sandsteinfassaden, radial angeschlossen zwei niedrigere sog. Flankenbatterien, zentrales Wacht- und Torgebäude (Pulvermagazin) in Sichtziegelmauerwerk mit Hausteinquaderung, beiderseits mit dem Hauptbau durch sog. Infanteriemauer verbunden; Teilstück der Infanteriemauer auch in Verlängerung der östlichen Flankenbatterie; nördlich vor dem Wacht- und Torhaus Kriegerdenkmal, bezeichnet mit dem Jahr 1923. – Zugehörig „Turm Triva“, als östlicher Flankenturm des Reduits in gleichartiger monumentaler Gestaltung, flach gedeckte ringförmige Anlage um längsovalen Innenhof mit tonnengewölbten Geschützkasematten in zwei Etagen nach Plänen von Streiter und Klenze 1828–41; nordöstlich vorgelagert erdgeschossiges Befestigungswerk auf abgewinkeltem Grundriss, in Sichtziegelmauerwerk mit Erdaufschüttung. – Nahezu baugleicher westlicher Flankenturm („Turm Baur“) siehe Brückenkopf; ehemaliges Exerzierhaus und ehemalige Reithalle siehe Regimentstraße. | D-1-61-000-680 zugehörig Wikidata | weitere Bilder          |
| Donaulände 1, 5, Auf der Schanz 45, Brückenkopf 5, Elbrachtstraße 20, Friedhofstraße 1 a, 3, 4, 1/2, 7, Frühlingstraße, Harderstraße 38, Heydeckstraße 1, 3, Jahnstraße 1, 5, 25, Regimentstraße 28, Schloßlände 26, Unterer Grasweg 5 (Standort) | Brückenkopfbefestigung  | Hauptwerk der Brückenkopfbefestigung, sog. Reduit Tilly, jetzt Teil des Bayerischen Armeemuseums, in kolossalem Halbrund angelegter, flach gedeckter und von zwei runden Treppentürmen überragter Baukörper mit tonnengewölbten Geschützkasematten in zwei Etagen und monumentalisierenden Kalk-/Sandsteinfassaden, radial angeschlossen zwei niedrigere Flankenbatterien, zentrales Wacht- und Torgebäude, bzw. ehemaliges Pulvermagazin, in Sichtziegelmauerwerk mit Hausteinquaderung, beiderseits mit dem Hauptbau durch sog. Infanteriemauer verbunden, welche auch in Verlängerung der östlichen Flankenbatterie weiterführt, nach Plänen von Ingenieur-Oberst Michael von Streiter und Leo von Klenze, 1828–50. (Donaulände 1) – Kriegerdenkmal, in Form eines antiken Grabmals, bezeichnet mit dem Jahr 1923. (Donaulände 1) – Östlicher Flankenturm des Reduits, sog. Turm Triva, flach gedeckte ringförmige Anlage um längsovalen Innenhof mit tonnengewölbten Geschützkasematten in zwei Etagen, nach Plänen von Michael Streiter und Leo von Klenze 1828–41. (Regimentstr. 28) – Brückenkopf, sog. Turm Baur, westlicher Flankenturm des Reduits Tilly, flach gedeckte ringförmige Anlage um längsovalen Innenhof mit tonnengewölbten Geschützkasematten in zwei Etagen, durch kalksteinverblendete Fassaden zu bildhafter Monumentalität gesteigert, nach Plänen von Michael Streiter und Leo von Klenze, 1828–41; südwestlich vorgelagert erdgeschossiges Befestigungswerk auf abgewinkeltem Grundriss, in Sichtziegelmauerwerk mit Hausteinelementen. (Brückenkopf 5) – Befestigungswerk, erdgeschossig auf abgewinkeltem Grundriss, in Sichtziegelmauerwerk mit Erdaufschüttung. (Donaulände 5) – Kaponnieren-Verstärkung, sog. Kavalier Elbracht, zweigeschossiger flachgedeckter Sichtziegelbau mit Seitenflügeln und Türmen, im Inneren aneinandergereihte Kasematten, bezeichnet mit dem Jahr 1839–44. (Elbrachtstr. 20) – Südflügel der Kaponnieren-Verstärkung, des sog. Kavaliers Dallwigk, blockhafter, im Inneren kasemattenartig gewölbter Baukörper, Mitte 19. Jahrhundert, über dem Westteil zylindrischer Wasserturm mit leicht vorkragendem Obergeschoss, Stahlbeton mit Ziegelverkleidung, 1915, und Transformatorenstation als kubischer Dachaufbau über dem Ostteil; nördlich anschließend Fundamentmauern der 1925 ff. abgebrochenen Teile des Kavaliers Dallwigk. (Esplanade 2) – Uferbatterie VII, erdgeschossiges Befestigungswerk mit Kasematten, flachgedeckter Sichtziegelbau mit Hausteinsockel und -gesims, 1869/70. (Nähe Frühlingstr.) – Wachthaus des Kavaliers Spreti, eingeschossiger Sichtziegelbau mit flachem Walmdach, 1840/50. (Harderstr. 38) – Kaponnieren-Verstärkung mit Torbau, sog. Kavalier Heydeck, zweigeschossiger flachgedeckter Sichtziegelbau mit stumpfwinklig ansetzenden Seitenflügeln, runden Treppentürmen sowie Geschütz-Aufzugstürmen, im Inneren aneinandergereihte Kasematten, bezeichnet mit dem Jahr 1840–42, Ende 19. Jahrhundert verändert; Torbau, abgerückt freistehend mit reich gestalteten Natursteinfassaden, an der stadtauswärts gewandten Front Standbilder der Festungsbaumeister des 19. Jahrhunderts, nach Entwurf Leo von Klenzes, bezeichnet mit dem Jahr 1839. (Heydeckstr. 1) – Wachthaus des Kavaliers Heydeck, eingeschossig in Sichtziegelmauerwerk mit flachem Walmdach, 1845. (Heydeckstr. 3) – Kaponnieren-Verstärkung mit Torbau, sog. Kavalier Hepp, zweigeschossiger flachgedeckter Sichtziegelbau mit stumpfwinklig ansetzenden Seitenflügeln, runden Treppentürmen sowie Geschütz-Aufzugstürmen, im Inneren aneinandergereihte Kasematten, bezeichnet mit dem Jahr 1838–43, Umbau zum Stadtmuseum, Archiv und Bibliothek 1973–81; Torbau, freistehend mit reich gestalteten Natursteinfassaden, an der stadtauswärts gewandten Front Reiterfiguren der Festungsbaumeister Solms und Speckle, nach Entwurf Leo von Klenzes, 1837–47. (Auf der Schanz 45) – Kaponnieren-Verstärkung, sog. Kavalier Zweibrücken, zweigeschossiger, flach gedeckter Sichtziegelbau auf zweifach abgewinkeltem Grundriss mit eingestellten runden Treppentürmen, im Inneren aneinandergereihte Kasematten, bezeichnet mit dem Jahr 1840. (Friedhofstr. 4 1/2) – Teile der Fronten Butler und Preysing, sog. Schutterhof, davon erhalten Rampe, Durchgang zu den unterirdischen Räumen des Schutterhofes, Wallmeisterhaus, Mauerzüge, Gräben und kleinere Gebäude, um 1838. (Friedhofstr. 3 u. 7) – Flankenbatterie der Fronten Butler und Preysing, sog. Werk 90, eingeschossiger Ziegelbau mit aufgeschüttetem Flachdach, bezeichnet mit dem Jahr 1843. (Jahnstr. 5) – Äußere Kaponniere, sog. Fronte 79, eingeschossiger Ziegelbau mit Flachdach, 1842. (Jahnstr. 25) – Abflussgraben der Fronten Butler und Preysing, sog. Künettegraben, um 1842. (Jahnstr. 5) – Äußere Kaponniere, sog. Batterie 94, erdgeschossiger Ziegelbau in den Künettegraben hineinragend, 1845. Jahnstr. 1) – Rest des Kreuzblockhauses, sog. Minucci, erdgeschossige Befestigungsanlage mit stark vorspringendem halbrund geschlossenem Mittelteil und flankierenden Mauern mit gleichmäßig gereihten Schießscharten, 1837. (Unterer Grasweg 5) | D-1-61-000-103 Wikidata           | Brückenkopfbefestigung  |
| Donaustraße 3 (Standort) | Wohnhaus                | Ehemaliges Wohnhaus der Spitalhofbaumeister, schmaler zweigeschossiger Bau mit steilem Treppengiebel und Hofdurchfahrt, im Kern mittelalterlich, Veränderungen um 1600. | D-1-61-000-100 Wikidata           | BW                      |
| Donaustraße 15 (Standort) | Wohnhaus                | Als dreigeschossiger Traufseitbau 1864 über mittelalterlichen Kellern neu erbaut, Fassadengliederung der Obergeschosse wohl 1920er Jahre. | D-1-61-000-101 Wikidata           | BW                      |

### E
| Lage                                                                        | Objekt                          | Beschreibung | Akten-Nr.               | Bild              |
| --------------------------------------------------------------------------- | ------------------------------- | --- | ----------------------- | ----------------- |
| Eckiusstraße 8 (Standort)                                                   | Ackerbürgerhaus                 | Ehemaliges Ackerbürgerhaus, zweigeschossiges Eckhaus mit steilem Satteldach, im Kern 15. Jahrhundert. | D-1-61-000-102 Wikidata | Ackerbürgerhaus   |
| Eichendorffstraße 2, 4, Nürnberger Straße 27, 29, 31, 35, 37, 39 (Standort) | Wohnkolonie                     | Teile der Wohnkolonie II der ehemaligen Baugenossenschaft der Militärarbeiter Ingolstadts, Kleinwohnungen als Blockrandbebauung zu einer spitzwinkligen Baugruppe mit Eckausbildung zusammengeschlossen, bzw. als dreiteilige Häuserzeile von der Straße abgerückt, im barockisierenden Heimatstil, teilweise mit Mansardwalmdächern und Eckerkern, nach Vorplanung von 1914 erbaut 1919û25. | D-1-61-000-638 Wikidata | weitere Bilder    |
| Eichendorffstraße 31 (Standort)                                             | Klosterniederlassung St. Joseph | Ehem. Klosterniederlassung St. Joseph, hoher dreigeschossiger Putzbau mit steilem Satteldach, Treppengiebel und nördlichem Kindergartenanbau, Hauskapelle, im neugotischen Stil von Valentin Abe, bez. 1930/31. | D-1-61-000-685 Wikidata | weitere Bilder    |
| Esplanade 2 (Standort)                                                      | Kanonenwerkstätte               | Ehemalige Kanonenwerkstätte im Bereich der Königlich Bayerischen Geschützgießerei und Geschossfabrik, zweischiffiger, über zwei Geschosse reichender Hallenbau mit gusseisernen Säulenreihen im Inneren, nördliche Längsseite und westliche Doppelgiebelfront in reich gegliedertem Sichtziegelmauerwerk, errichtet 1882–84. | D-1-61-000-105 Wikidata | weitere Bilder    |
| Esplanade 5 (Standort)                                                      | Geschützremise                  | Langgestreckter zweigeschossiger Sichtziegelbau mit Satteldach, Inneres durch hölzerne Stützenkonstruktion dreischiffig gegliedert, wohl um 1870 erbaut, 1949 ff. während der Nutzungsphase durch die Auto-Union als Lagerhalle in den Werkskomplex einbezogen. | D-1-61-000-671 Wikidata | Geschützremise    |
| Esplanade 7 (Standort)                                                      | Körnermagazin                   | Langgestreckter viergeschossiger Flachsatteldachbau mit giebelseitig vorgesetzten Treppenhäusern, vierschiffiger Eisenbeton-Skelettbau mit einheitlichem Stützenraster und kreuzweise bewehrten Decken, von der Militärbauverwaltung als Getreidelager 1907/08 erbaut, 1949 ff. während der Nutzungsphase durch die Auto-Union als Montage- und Verwaltungsgebäude adaptiert, dabei ursprüngliche Befensterung an den Längsseiten durch Fensterbänder ersetzt.                                                                                              | D-1-61-000-672 Wikidata | Körnermagazin     |
| Esplanade 25 (Standort)                                                     | Villa                           | Zweigeschossiger Mansarddachbau mit übergiebeltem Mittelrisalit und Eckerkertürmchen, bezeichnet mit dem Jahr 1896. | D-1-61-000-106 Wikidata | Villa             |
| Esplanade 27 (Standort)                                                     | Dienstwohngebäude               | Ehemaliges Dienstwohngebäude für Personal der Garnison Ingolstadt, freistehender dreigeschossiger Walmdachbau in zweifarbigem Sichtziegelmauerwerk mit Eckrisaliten, 1891–92 erbaut; Pendant zu Esplanade 29. | D-1-61-000-107 Wikidata | Dienstwohngebäude |
| Esplanade 29 (Standort)                                                     | Dienstwohngebäude               | Ehemaliges Dienstwohngebäude für Personal der Garnison Ingolstadt, freistehender dreigeschossiger Walmdachbau in zweifarbigem Sichtziegelmauerwerk mit Eckrisaliten, 1891–92 erbaut; Pendant zu Esplanade 27. | D-1-61-000-108 Wikidata | weitere Bilder    |
| Esplanade 38, 40 (Standort)                                                 | Friedenskaserne                 | Ehemalige Kaserne, sog. Friedenskaserne, zwei langgestreckte, in Disposition und Fassadengliederung identische Trakte in Sichtziegelmauerwerk mit flachen Walmdächern, jeweils aus einem viergeschossigen Hauptbau, viergeschossigen Eckbauten und dreigeschossigen Verbindungsbauten bestehend, erbaut 1878–80, Inneres 1980–84 vollständig entkernt und neu strukturiert; Pulvermagazine, zwei langgestreckte Bauten mit Satteldächern und verzahnter Eckquaderung, erbaut 1848, das östliche heute als Russisch-Orthodoxe Kirche (St. Nikolaus) genutzt. | D-1-61-000-109 Wikidata | weitere Bilder    |

### F
| Lage                                       | Objekt                  | Beschreibung | Akten-Nr.                         | Bild                 |
| ------------------------------------------ | ----------------------- | --- | --------------------------------- | -------------------- |
| Fechtgasse 6 (Standort)                    | Getreidespeicher        | Ehemaliger Getreidespeicher des Neuburger Jesuitenkollegs, sog. Neuburger Kasten, langgestreckter dreigeschossiger Putzbau mit Satteldach, wohl 1698 errichtet, 1975 entkernt. | D-1-61-000-111 Wikidata           | BW                   |
| Feldkirchener Straße 79 (Standort)         | St. Konrad              | Katholische Pfarrkirche, basilikale Anlage mit stark überhöhtem Mittelschiff, von Treppentürmen flankiertem Eingangsvorbau im Westen, leicht eingezogenem Rechteckchor und nordöstlich beigestelltem hohem Glockenturm, von Wilhelm Lutter und Paul Juraschko, 1951/52; mit Ausstattung; Gemeinderäume und Pfarrsaalanbau an den Chor, zweigeschossiger Satteldachbau, gleichzeitig; Pfarrhaus, rechtwinklig angeschlossener Satteldachbau, gleichzeitig, 1978–80 umgebaut. | D-1-61-000-624 Wikidata           | weitere Bilder       |
| Friedhofstraße 1 (Standort)                | Schutterhof             | Teil des sog. „Schutterhofs“, Befestigungsanlage, um 1838. | D-1-61-000-680 zugehörig Wikidata | BW                   |
| Friedhofstraße 1 1/2 (Standort)            | Schutterhof             | Teil des sog. „Schutterhofs“, Befestigungsanlage, um 1838. | D-1-61-000-680 zugehörig          | BW                   |
| Friedhofstraße 3 (Standort)                | Schutterhof             | Teil des sog. „Schutterhofs“, Befestigungsanlage, um 1838. | D-1-61-000-680 zugehörig          | BW                   |
| Friedhofstraße 4 1/2 (Standort)            | Kavalier Zweibrücken    | Teil der klassizistischen Befestigung, zweigeschossiger, flach gedeckter Sichtziegelbau auf zweifach abgewinkeltem Grundriss mit eingestellten runden Treppentürmen, im Inneren aneinandergereihte Kasematten, bezeichnet mit dem Jahr 1840. | D-1-61-000-680 zugehörig Wikidata | Kavalier Zweibrücken |
| Friedhofstraße 5 (Standort)                | Schutterhof             | Teil des sog. „Schutterhofs“, Befestigungsanlage, um 1838. | D-1-61-000-680 zugehörig          | BW                   |
| Friedhofstraße 7 (Standort)                | Schutterhof             | Teil des sog. „Schutterhofs“, Befestigungsanlage, um 1838. | D-1-61-000-680 zugehörig          | BW                   |
| Friedrich-Ebert-Straße 75 (Standort)       | Wohn- und Geschäftshaus | Wohn- und Geschäftshaus, zweigeschossiger, traufständiger Satteldachbau mit aufwändiger neuklassizistischer Putzgliederung, von Otto Abe, 1895. | D-1-61-000-682 Wikidata           | BW                   |
| Friedrich-Ebert-Straße 78, 78 a (Standort) | Wohnhaus                | Ehemaliges Wohnhaus für Beschäftigte der Geschützfabrik Königlich Bayerisches Hauptlaboratorium, dreigeschossiger gegliederter Sichtziegelbau mit Eckrisaliten und flachem Walmdach, um 1895. | D-1-61-000-609 Wikidata           | Wohnhaus             |
| Friedrich-Ebert-Straße 80 1/3 (Standort)   | Wohnhaus                | ehemaliges Wohngebäude für Beschäftigte der ehemaligen Geschützfabrik des Königlich Bayerischen Hauptlaboratoriums, dreigeschossiger Satteldachbau über hohem Kellergeschoss, Sichtziegelmauerwerk, um 1882. | D-1-61-000-1002                   | BW                   |
| Friedrich-Ebert-Straße 84 (Standort)       | Wasserturm              | Wasserturm der Geschützfabrik Königlich Bayerisches Hauptlaboratorium, polygonaler Putzbau mit vorkragendem Behältergeschoss und seitlich angesetztem Erkertürmchen mit Zwiebelhaube, Inneres als Stahlbeton-Stützenkonstruktion, 1915. | D-1-61-000-625 Wikidata           | Wasserturm           |
| Friedrich-Ebert-Straße 84 (Standort)       | Fabrikhalle             | ehem. zum Königlich Bayerischen Hauptlaboratorium gehöriger, eingeschossiger Backsteinbau mit Sheddächern, Gliederung mit historisierenden Elementen durch Pilaster, Rundbogen- und Ornamentfries, um 1881/82, mit nördlichem Erweiterungsbau von 1915. | D-1-61-000-963                    | BW                   |
| Friedrich-Ebert-Straße 84 (Standort)       | Bürogebäude             | Bürogebäude, ehem. Hauptverwaltung der Schubert & Salzer AG, sechsgeschossiger Flachdachbau in Stahlbetonskelettkonstruktion mit plastisch hervortretender Rasterfassade und umlaufendem Dachabschluss in Form einer ausschwingenden Balkenbekrönung, nach Plänen von Josef Elfinger, 1973. | D-1-61-000-990                    | Bürogebäude          |
| Frühlingstraße 31, 33 (Standort)           | Schlachthof             | Ehemaliger Städtischer Schlachthof, 1896–97: Verwaltungsgebäude, zwei symmetrisch aufeinander bezogene zweigeschossige Sichtziegelgebäude mit jeweils kurzem Querflügel, mit Natursteingliederungen; Wasserturmbau, Sichtziegelbau mit schiefergedecktem Zeltdach. | D-1-61-000-118 Wikidata           | Schlachthof          |
| Frühlingstraße 32 (Standort)               | Uferbatterie            | Uferbatterie VII, jetzt Gaststätte „El Chico“, erdgeschossiges Befestigungswerk mit Kasematten, flachgedeckter Sichtziegelbau mit Hausteinsockel und -gesims, 1869/70 errichtet. | D-1-61-000-680 zugehörig Wikidata | Uferbatterie         |

### G
| Lage                                              | Objekt                          | Beschreibung | Akten-Nr.               | Bild                         |
| ------------------------------------------------- | ------------------------------- | --- | ----------------------- | ---------------------------- |
| Gaimersheimer Straße 18 (Standort)                | Villa                           | Zweigeschossiger historisierender Bau mit Kniestock und flachem Walmdach, Obergeschoss in unverputztem Ziegelmauerwerk, von Vinzenz Pfaffel, 1894; Einfriedung, schmiedeeisern, gleichzeitig. | D-1-61-000-119 Wikidata | BW                           |
| Georg-Oberhäußer-Straße 9, Holzmarkt 8 (Standort) | Doppelhaus                      | Zweigeschossiges Doppelhaus mit Mansardwalmdach mit Schopf, Neubau von Johann Schellhorn, 1826. | D-1-61-000-104 Wikidata | weitere Bilder               |
| Goldknopfgasse 1 (Standort)                       | Bäckerei                        | Ehemalige Bäckerei, zweigeschossiger verputzter Giebelbau mit mittelalterlichem Kern, im 17./18. Jahrhundert aufgestockt und umgebaut. | D-1-61-000-120 Wikidata | weitere Bilder               |
| Goldknopfgasse 2 (Standort)                       | Mietshaus                       | Drei- und viergeschossiges Eckhaus mit Satteldach, historisierend gegliedert mit geschweiftem Ziergiebel zur Theresienstraße, Neubau von 1898. | D-1-61-000-121 Wikidata | weitere Bilder               |
| Goldknopfgasse 4 (Standort)                       | Wohnhaus                        | Dreigeschossiger Traufseitbau in Formen des späten Jugendstils, Neubau von 1911. | D-1-61-000-122 Wikidata | weitere Bilder               |
| Goldknopfgasse 7 (Standort)                       | Pfründnerhaus                   | Ehemaliges Pfründnerhaus nach Stiftung von Herzog Ludwig dem Gebarteten, dann Universität, sog. Hohe Schule, dreigeschossiger Bau mit hohem Satteldach und durch Kantlisenen gegliedertem Nordgiebel, dendrochronologisch datiert auf das Jahr 1434, Umbau zur Universität ab 1472, von Franz Schwäbl um 1933 zum Teil historisierend umgebaut. | D-1-61-000-123 Wikidata | weitere Bilder               |
| Griesbadgasse 1 (Standort)                        | Wohnhaus                        | Zweigeschossiger traufständiger Putzbau, 1877. | D-1-61-000-124 Wikidata | BW                           |
| Griesbadgasse 2 (Standort)                        | Gasthof Goldener Stern          | Ehemaliger Gasthof Goldener Stern, zweigeschossiges giebelständiges Eckhaus, 18. Jahrhundert, Fassade später umgestaltet. | D-1-61-000-125 Wikidata | BW                           |
| Griesbadgasse 3 (Standort)                        | Mietshaus                       | Dreigeschossiger traufständiger Mansarddachbau mit historisierender Fassadengliederung, 1898. | D-1-61-000-126 Wikidata | BW                           |
| Griesbadgasse 6 (Standort)                        | Wohnhaus                        | Zweigeschossiges Eckhaus mit Satteldach, urspr. Fachwerkhaus dendrochronologisch datiert auf das Jahr 1384, wohl als Gerberhaus in massivem Mauerwerk ausgebaut dendrochronologisch datiert auf das Jahr 1471. | D-1-61-000-127 Wikidata | Wohnhaus                     |
| Griesbadgasse 7, Griesmühlstraße 12 (Standort)    | Mietshaus mit Gastwirtschaft    | Freistehender dreigeschossiger Mansardwalmdachbau mit schlichter historisierender Gliederung, 1897. | D-1-61-000-128 Wikidata | Mietshaus mit Gastwirtschaft |
| Griesbadgasse 16, 18 (Standort)                   | Marienheim                      | Institut für Kinderbetreuung und Mädchenausbildung, langgestreckter zweigeschossiger Mansarddachbau mit neubarocker Putzgliederung, Mittelrisalit und Ziergiebel, bezeichnet mit dem Jahr 1902. | D-1-61-000-132 Wikidata | weitere Bilder               |
| Griesbadgasse 19 (Standort)                       | Wohnhaus und ehemalige Bäckerei | Dreigeschossiges Eckhaus mit Satteldach in reduziert historisierenden Formen, 1896, mit Geschäftszeichen der Bäckerei und Mehlhandlung von 1912. | D-1-61-000-133 Wikidata | BW                           |
| Griesbadgasse 22 (Standort)                       | Wohnhaus                        | Zweigeschossiger giebelständiger Putzbau, im Kern um 1500, Fassadengliederung und Dachabwalmung 19. Jahrhundert. | D-1-61-000-136 Wikidata | BW                           |
| Griesbadgasse 23 (Standort)                       | Wohnteil                        | Wohnteil eines ehemaligen landwirtschaftlichen Anwesens, zweigeschossiger Satteldachbau, 1862. | D-1-61-000-137 Wikidata | BW                           |
| Griesbadgasse 24 (Standort)                       | Mietshaus                       | Dreigeschossiger Putzbau mit breitem zweigeschossigem Kastenerker und schlichtem Ziergiebel, Anfang 20. Jahrhundert. | D-1-61-000-138 Wikidata | BW                           |
| Griesbadgasse 30 (Standort)                       | Mietshaus                       | Zweigeschossig mit Mansarddach und seitlichem Zwerchgiebel, 1901. | D-1-61-000-140 Wikidata | BW                           |
| Griesbadgasse 32 (Standort)                       | Mietshaus                       | Zweigeschossiger traufständiger Mansarddachbau, 1903. | D-1-61-000-141 Wikidata | BW                           |
| Griesbadgasse 48 (Standort)                       | Gasthaus Storchenwirt           | Ehemaliges Stadtbauernhaus und Gasthaus Storchenwirt, zweigeschossiges Eckhaus mit Satteldach, 1874 durch Umbau eines spätmittelalterlichen Gebäudes entstanden, 1928 Veränderungen. | D-1-61-000-143 Wikidata | BW                           |
| Griesmühlstraße 3 a (Standort)                    | Stadel                          | Ehemaliger Stadel, eingeschossiger Massivbau mit steilem Krüppelwalmdach, wohl 16. Jahrhundert, 1996 stark verändert. | D-1-61-000-148 Wikidata | BW                           |
| Griesmühlstraße 4 (Standort)                      | Mietshaus                       | Dreigeschossiger Traufseitbau mit klassizisierender Gliederung, 1892. | D-1-61-000-146 Wikidata | BW                           |
| Griesmühlstraße 6 (Standort)                      | Mietshaus                       | Dreigeschossiger Traufseitbau mit Neurenaissance-Gliederung, 1897. | D-1-61-000-147 Wikidata | BW                           |
| Griesmühlstraße 7 (Standort)                      | Griesmühle                      | Ehemalige Griesmühle, freistehender zweigeschossiger Mansarddachbau mit Schopfwalm, barockzeitlich überformter Bau des 16. Jahrhunderts, 1987 entkernt. | D-1-61-000-149 Wikidata | Griesmühle                   |
| Griesmühlstraße 8 (Standort)                      | Mietshaus                       | Dreigeschossiger Traufseitbau mit schlichter historisierender Gliederung, 1889. | D-1-61-000-150 Wikidata | BW                           |
| Griesmühlstraße 10 (Standort)                     | Tagelöhnerhaus                  | Ehemaliges Tagelöhnerhaus, zweigeschossiger, in der Grundsubstanz wohl noch mittelalterlicher Traufseitbau, 1985 entkernt. | D-1-61-000-151 Wikidata | BW                           |
| Gymnasiumstraße 1 (Standort)                      | Wohnhaus                        | Zweigeschossiger Satteldachbau mit polygonalem Eckerkertürmchen, 17. Jahrhundert, Inneres und Fassaden im 19. Jahrhundert verändert. | D-1-61-000-152 Wikidata | Wohnhaus                     |
| Gymnasiumstraße 3 (Standort)                      | Wohnhaus                        | Zweigeschossiger Satteldachbau mit neugotischem Treppengiebel, unter Verwendung der Außenmauern eines spätmittelalterlichen Stadels 1872 neu erbaut, Dach 1907 angehoben und erneuert. | D-1-61-000-153 Wikidata | Wohnhaus                     |
| Gymnasiumstraße 11 (Standort)                     | Mietshaus                       | Dreigeschossiger Mansarddachbau mit halbrunden Erkern, im barockisierenden Heimatstil, nach Entwurf von Martin Mendler, 1912. | D-1-61-000-154 Wikidata | Mietshaus                    |
| Gymnasiumstraße 15 (Standort)                     | Reuchlin-Gymnasium              | Langgestreckter dreigeschossiger Bau mit flachem Walmdach und spätklassizistisch gegliederter Fassade mit Mittelrisalit, bezeichnet mit dem Jahr 1893. | D-1-61-000-155 Wikidata | BW                           |

### H
| Lage                                              | Objekt                                   | Beschreibung | Akten-Nr.                         | Bild                                     |
| ------------------------------------------------- | ---------------------------------------- | --- | --------------------------------- | ---------------------------------------- |
| Hallstraße 2 (Standort)                           | Palas                                    | Ehemaliges Palas der ersten herzoglichen Burg, dann Getreidemagazin, sog. Herzogskasten, viergeschossiger verputzter Satteldachbau, hochgotische Giebelgliederung mit in Fialen übergehenden Wandvorlagen sowie Kapellenerker, nach 1255, zweites Dachwerk von 1556, Umbau zum viergeschossigen Getreidespeicher wohl Ende 17. Jahrhundert, Inneres 1979–82 entkernt. | D-1-61-000-156 Wikidata           | weitere Bilder                           |
| Hallstraße 5 (Standort)                           | Reitschule                               | Ehemalige kurfürstlich bayerische Universitäts-Reitschule, als Hallenbau mit Satteldach 1690–94 errichtet, mehrfach verändert und im Inneren neu strukturiert. | D-1-61-000-157 Wikidata           | weitere Bilder                           |
| Hans-Sachs-Straße 21 (Standort)                   | St. Joseph                               | Katholische Pfarrkirche und Gemeindezentrum, 1961–63 von Josef Elfinger, Betonständerkonstruktionen mit Ausfachung in Jura-Kalkstein: Kirchenbau von basilikalem Querschnitt mit hallenartigem, zwischen zwei Stahlbeton-Rahmenbinder eingespanntem Mittelschiff und extrem niedrigen, flachgedeckten Seitenschiffen; mit Ausstattung; Atrium, rechteckig ummauerter Bereich mit seitlich angeordnetem Kirchturm; Pfarrhaus, über Sakristei-Zwischenbau an Kirche angeschlossen, erdgeschossiger Flachdachbau mit Innenhof; Pfarrbibliothek, erdgeschossiger Flachdachbau; Wohngebäude, zweigeschossig mit Flachdach. | D-1-61-000-627 Wikidata           | weitere Bilder                           |
| Hanstraße 3, 3 a (Standort)                       | Wohnhaus                                 | Zweigeschossig mit Klinkergliederungen und Schopfwalmdach, zwischen 1900 und 1909 als Teil der Militär-Arbeiterkolonie der Geschützgießerei und Geschossfabrik erbaut; vgl. Hanstraße 4–6b, 6c, 8–10b und 9–11b. | D-1-61-000-628 Wikidata           | Wohnhaus                                 |
| Hanstraße 9, 9 a, 9 b, 11, 11 a, 11 b (Standort)  | Wohnkolonie                              | Arbeiter-Wohnkolonie der Geschützgießerei und Geschossfabrik, erbaut durch die Bayerische Militärbauverwaltung: Reihenhauszeile, eingeschossig mit Klinkergliederungen, verschaltem Kniestock und Gauben, 1900; Reihenhauszeile, eingeschossiger Satteldachbauten mit Klinkergliederungen und verschaltem Kniestock, 1908; Reihenhauszeile, eingeschossig mit Klinkergliederungen, Krüppelwalmdach und verschaltem Kniestock, gleichzeitig; Doppelhaus, zweigeschossiger Putzbau mit Krüppelwalmdach und Klinkergliederung, 1900/09; ehemaliges Bade- und Waschhaus, freistehender erdgeschossiger Krüppelwalmdachbau mit Klinkergliederung, gleichzeitig.                                                                                                | D-1-61-000-611 Wikidata           | Wohnkolonie                              |
| Harderstraße 1 (Standort)                         | Gasthaus                                 | Ehemaliges Gasthaus, dreigeschossiger Traufseitbau mit schlichter klassizisierender Putzgliederung, Ende 19. Jahrhundert über älterem Kern durch Umbau und Aufstockung mit Firstdrehung entstanden. | D-1-61-000-159 Wikidata           | Gasthaus                                 |
| Harderstraße 2 (Standort)                         | Mariä Himmelfahrt                        | Ehemaliges Minoriten- und Franziskaner- jetzt Kapuzinerkloster Mariä Himmelfahrt, als Gründung Herzog Ludwigs II. des Strengen 1275 begonnen: Klosterkirche, dreischiffige Basilika mit stark eingezogenem Polygonalchor in der Breite des Mittelschiffs, angefügter Sakristei und stark auskragenden Kapellen, Dachwerk dendrologisch datiert auf das Jahr 1302–04, teilweise Umgestaltung des Inneren im 18. Jahrhundert, Dachreiter 1886; mit Ausstattung; Klostergebäude, zweigeschossige Vierflügelanlage mit Kreuzgang, nördlich an die Kirche angebaut, jetziger Bestand weitgehend 1724–26, zum Teil über älterer Grundlage; mit Ausstattung; Rest einer ehemaligen Dreiflügelanlage, langgestreckter Satteldachbau, 1724–26, stark überarbeitet. | D-1-61-000-160 Wikidata           | weitere Bilder                           |
| Harderstraße 3 (Standort)                         | Hotel Rappensberger                      | Dreigeschossiger Bau mit hohem historisierenden Blendgiebel und Putzgliederung, Wiederaufbau nach Brand 1927 über Kellern der ehemaligen Brauerei Rappensbergerbräu von Albert Uhlmann und Karl August Tinti | D-1-61-000-161 Wikidata           | Hotel Rappensberger                      |
| Harderstraße 4 (Standort)                         | Kloster                                  | Ehemaliges Minoriten-, jetzt Franziskanerkloster, Gründung Herzog Ludwigs II. des Strengen für 1275 überliefert; Vierflügelanlage mit Kreuzgang nördlich an die Kirche angebaut, jetziger Bestand weitgehend 1724–26, zum Teil über älterer Grundlage; mit Ausstattung. – Nördlich davon langgestreckter Satteldachbau, Rest einer ehemaligen Dreiflügelanlage, 1724–26, stark überarbeitet. | D-1-61-000-162 Wikidata           | Kloster                                  |
| Harderstraße 5 (Standort)                         | Kloster St. Johann im Gnadenthal         | Ordensniederlassung der Franziskanerinnen, angeblich 1276 gegründet, dreigeschossige Vierflügelanlage, die Klosterkirche durch enge Reihe abgesetzt im Norden; Nordflügel 1480/81, Ostflügel an der Harderstraße Teilneubau und Erhöhung nach 1592, Südflügel gleichzeitig unter Einbeziehung eines älteren Bürgerhauses, im Westen Neubau um 1683/84; über zum Teil älteren Kelleranlagen; Barockisierung des Inneren um 1686/87. – Siehe auch Johannesstraße 2 (Klosterkirche), 4 und 6 (zum Kloster gehörige Schule mit Nebengebäude). | D-1-61-000-163 Wikidata           | weitere Bilder                           |
| Harderstraße 6 (Standort)                         | Stadtpalast                              | Ehemaliger Stadtpalast der Fugger, dann Stadthaus des Klosters Kaisheim und Sitz der Festungsbau-Direktion, sog. Kaisheimer Haus, dreigeschossiges Eckhaus mit Walmdach und polygonalen, von Zwiebelhauben bekrönten Eckerkertürmchen, im Kern auf drei gotische Häuser zurückgehend, um 1600 ausgebaut und im 17./18. Jahrhundert barock überformt, Fassaden 1962 verändert. | D-1-61-000-164 Wikidata           | weitere Bilder                           |
| Harderstraße 7 (Standort)                         | Fausthaus                                | Wohn- und Geschäftshaus, dreigeschossiges Eckhaus mit polygonalem Eckerkerturm und hohem Giebel mit Aufzugsluken, über spätmittelalterlichem Kern im 15./16. Jahrhundert errichtet, Inneres 1899 verändert. | D-1-61-000-165 Wikidata           | Fausthaus                                |
| Harderstraße 10 (Standort)                        | Wohn- und Geschäftshaus                  | Symmetrischer dreigeschossiger Giebelbau mit Hausteingewänden und zweigeschossigem Kastenerker, rekonstruierender Neubau von Franz Xaver Proebst, bezeichnet mit dem Jahr 1950; Gartenhäuschen, sog. Orangerie, erdgeschossig mit konvex geschwungener Front und ausladendem Traufgesims, wohl Ende 18. Jahrhundert. | D-1-61-000-167 Wikidata           | Wohn- und Geschäftshaus                  |
| Harderstraße 11 (Standort)                        | Bürgerwohnhaus                           | Ehemalige Brauerei und Bürgerwohnhaus, zweigeschossig mit neubarockem geschweiftem Knickgiebel und seitlicher Tordurchfahrt, im Kern wohl 16. /17. Jahrhundert, 1873 historisierend überformt und später vereinfacht. | D-1-61-000-168 Wikidata           | Bürgerwohnhaus                           |
| Harderstraße 12 (Standort)                        | Lenzbräu                                 | Ehemalige Brauerei, langgestreckter zweigeschossiger Traufseitbau mit Walmdach und Aufzugshäuschen, unter Zusammenfassung von vier spätmittelalterlichen ehemaligen Giebelhäusern 1735 (dendrochronologisch datiert auf das Jahr) und 1843 entstanden. | D-1-61-000-169 Wikidata           | Lenzbräu                                 |
| Harderstraße 14 (Standort)                        | Wohn- und Geschäftshaus                  | Schmales dreigeschossiges Traufseithaus mit spätklassizistischer Fassadengliederung und breitem Zwerchhaus, 1881, Dachausbau mit Rundgiebel 1913. | D-1-61-000-170 Wikidata           | Wohn- und Geschäftshaus                  |
| Harderstraße 18 (Standort)                        | Wohn- und Geschäftshaus                  | Schmales zweigeschossiges Giebelhaus, im Kern mittelalterlich, Fassade mit geschweiftem Giebel 1888 erneuert. | D-1-61-000-172 Wikidata           | Wohn- und Geschäftshaus                  |
| Harderstraße 20 (Standort)                        | Wohnhaus                                 | Zweigeschossiger Satteldachbau mit barockem Ziergiebel und seitlich angeschlossenem Anbau, auf zwei mittelalterliche Bauten zurückgehend, im 18. Jahrhundert umgebaut und unter einem Dach zusammengefasst. | D-1-61-000-173 Wikidata           | weitere Bilder                           |
| Harderstraße 22 (Standort)                        | Wohn- und Geschäftshaus                  | Dreigeschossiger Traufseitbau mit Treppengiebeln und spätklassizistischer Fassadengliederung, über zweigeschossigem Vorgängerbau durch L. Blum 1885 errichtet. | D-1-61-000-174 Wikidata           | Wohn- und Geschäftshaus                  |
| Harderstraße 23 (Standort)                        | Wohn- und Geschäftshaus                  | Zweigeschossig historisierender Bau mit Treppengiebel, wohl Neubau von 1853. | D-1-61-000-175 Wikidata           | BW                                       |
| Harderstraße 24 (Standort)                        | Ökonomiegut                              | Westflügel des Ökonomieguts der Jesuiten, nach 1861 als Festungsschirrhof genutzt, sog. Hahnenhof, zweigeschossiger straßenseitiger Trakt zu 19 Obergeschossachsen mit Walmdach, 18. Jahrhundert, verschlepptes spätgotisches Portal in der Tordurchfahrt eingelassen, bezeichnet mit dem Jahr 1532; ehemaliger Sommerkeller, eingeschossiger Putzbau mit Treppengiebel, 1845. | D-1-61-000-176 Wikidata           | Ökonomiegut                              |
| Harderstraße 25 (Standort)                        | Wohn- und Geschäftshaus                  | Zweigeschossig mit Treppengiebel, durch Umbau eines ehemaligen Stadels 1863 entstanden, Rückgebäude als Atelier in neubarocken Formen durch Otto Abe 1905 umgebaut. | D-1-61-000-177 Wikidata           | Wohn- und Geschäftshaus                  |
| Harderstraße 29 (Standort)                        | Wohnhaus                                 | Dreigeschossiger Traufseitbau mit Mittelrisalit in historisierenden Formen, 1872, ehemaliger Kniestock 1931 zum Vollgeschoss ausgebaut. | D-1-61-000-178 Wikidata           | BW                                       |
| Harderstraße 33 (Standort)                        | Zum Weissen Lamm                         | Ehemaliges Gasthaus Zum Weissen Lamm, dreigeschossiger Eckbau mit Satteldach, 1861. | D-1-61-000-179 Wikidata           | Zum Weissen Lamm                         |
| Harderstraße 35 (Standort)                        | Knabenpensionat                          | Ehemaliges Knabenpensionat, dreigeschossiger villenartiger Bau mit Quergiebel, polygonalem Erkerturm und Neurenaissance-Gliederungen, 1885. | D-1-61-000-180 Wikidata           | Knabenpensionat                          |
| Harderstraße 38 (Standort)                        | Wachhaus                                 | Wachhaus zum Kavalier Spreti, eingeschossiger Sichtziegelbau mit flachem Walmdach, um 1840/50. | D-1-61-000-429 Wikidata           | Wachhaus                                 |
| Hartmannplatz 1 (Standort)                        | Schule                                   | Ehemalige Realschule, jetzt Christoph-Scheiner-Gymnasium, in einzelne Baukörper differenzierter Komplex aus zwei winkelförmig angeordneten Flügeln mit Eingangsbereich in der einspringenden Ecke und polygonalem Eckturm über Terrassenvorbau nach Südosten sowie westlich angeschlossener Turnhalle, in modernhistorisierenden Formen von Buchert und Neu erbaut, 1910–12. | D-1-61-000-181 Wikidata           | weitere Bilder                           |
| Heydeckstraße 1 (Standort)                        | Kavalier Heydeck                         | Kavalier Heydeck mit Torbau, Teil des klassizistischen Befestigungsrings der Landesfestung; zweigeschossiger flachgedeckter Sichtziegelbau mit stumpfwinklig ansetzenden Seitenflügeln, runden Treppentürmen sowie Geschütz-Aufzugstürmen, im Inneren aneinandergereihte Kasematten, lt. Bauinschrift 1840–42 errichtet, Ende 19. Jahrhundert verändert; nördlich abgerückt freistehender Torbau, errichtet 1839 (bezeichnet mit dem Jahr) nach Entwurf Leo von Klenzes mit reich gestalteten Natursteinfassaden, an der stadtauswärts gewandten Front Standbilder der Festungsbaumeister des 19. Jahrhunderts (Michael von Streiter, Peter von Becker) von Johann Ernst Mayer.                                                                           | D-1-61-000-680 zugehörig Wikidata | weitere Bilder                           |
| Heydeckstraße 3 (Standort)                        | Wachhaus                                 | Wachhaus des Kavaliers Heydeck, eingeschossiger Walmdachbau mit Sichtziegelmauerwerk auf Erhöhung, 1845. | D-1-61-000-183 Wikidata           | Wachhaus                                 |
| Heydeckstraße 5 (Standort)                        | Direktorenvilla                          | Ehemalige Direktorenvilla der Deutschen Werke AG in Gartenanlage auf der dem Kavalier Heydeck vorgelagerten Geländeaufschüttung mit einbezogener Stützmauer der ehemaligen Durchfahrt durch das Glacis, zweigeschossiger Putzbau mit Schopfwalmdach und weit heruntergezogenen Mansarden, durch Quergiebelrisalit bzw. zwei polygonale Bodenerker, mittig vorgelagerte Terrasse und loggiaartig geöffnetem Zwerchhaus symmetrisch gegliedert, im historisierenden Landhausstil, 1922/23. | D-1-61-000-629 Wikidata           | Direktorenvilla                          |
| Hieronymusgasse 3 (Standort)                      | Zehntstadel                              | Ehemaliger Zehntstadel, dann Pfarrhof St. Moritz, zweigeschossiger Putzbau mit Krüppelwalmdach, wohl 18. Jahrhundert, Umbau 1882. | D-1-61-000-184 Wikidata           | weitere Bilder                           |
| Hofkoflerstraße 3 (Standort)                      | Villa                                    | Zweigeschossiger Walmdachbau mit Eckerkertürmchen und zwei Ziergiebeln, in historisierenden Formen von Georg Meister, 1887. | D-1-61-000-188 Wikidata           | BW                                       |
| Hohe-Schul-Straße 1 (Standort)                    | Wohnhaus                                 | Barockzeitlich geprägtes Eckhaus, zweigeschossig mit geschweiftem Knickgiebel und Eckerker über profilierten Konsolen, wohl 18. Jahrhundert, Inneres modern verändert. | D-1-61-000-189 Wikidata           | Wohnhaus                                 |
| Hohe-Schul-Straße 2 1/2 (Standort)                | Mietshaus                                | Dreigeschossiger Putzbau mit zweigeschossigem Erker und phantasievoll gestaltetem Giebel, im barockisierenden Jugendstil von Martin Mendler, 1912. | D-1-61-000-191 Wikidata           | Mietshaus                                |
| Hohe-Schul-Straße 2 a, Kanalstraße 1 c (Standort) | Mälzerei                                 | Ehemalige Mälzerei, zweigeschossiger Satteldachbau mit hohem Erdgeschoss und schlichter Putzgliederung, Ende 19. Jahrhundert. | D-1-61-000-630 Wikidata           | BW                                       |
| Hohe-Schul-Straße 2 b (Standort)                  | Pedellhaus                               | Wohnhaus der Hohen Schule, zweigeschossiger Putzbau mit Treppengiebel, Keller und Mauerwerk mittelalterlich, Inneres in den 1980er Jahren stark erneuert. | D-1-61-000-190 Wikidata           | Pedellhaus                               |
| Hohe-Schul-Straße 3, 3 1/2 (Standort)             | Collegium Georgianum                     | Erweiterungsbau des ehemaligen Collegiums Georgianum, dreigeschossiger traufständiger Putzbau mit rekonstruierter barocker Fassadenbemalung, im Kern 1582, nach Brand umgebaut 1881, Entkernung und Ausbau des östlichen ehemals landwirtschaftlich genutzten Teils 1903, Inschriftentafel, bezeichnet mit dem Jahr 1582. | D-1-61-000-192 Wikidata           | weitere Bilder                           |
| Hohe-Schul-Straße 4 (Standort)                    | Churfürstliches Universitäts-Kammerariat | Ehemaliges Verwaltungs- und Wohngebäude, sog. Churfürstliches Universitäts-Kammerariat, zweigeschossig mit Schweifgiebel und Putzgliederung in barocken Formen, im Kern 15. Jahrhundert, nach Süden verlängert mit Erneuerung des Dachstuhls 1661 (dendrochronologisch datiert auf das Jahr); ehemaliger Getreidestadel und Stadel mit Malzdörre, zwei zweigeschossige Satteldachbauten, der westliche dendrochronologisch datiert auf das Jahr 1515, der östliche besteht im Kern aus drei mittelalterlichen Vorgängerbauten, Umbau dendrochronologisch datiert auf das Jahr 1872, beide Stadel durch Gang 1873 verbunden. | D-1-61-000-193 Wikidata           | Churfürstliches Universitäts-Kammerariat |
| Hohe-Schul-Straße 5 (Standort)                    | Collegium Georgianum                     | Ehemalige Stipendienstiftung Herzog Georgs des Reichen, sog. Collegium Georgianum, dreigeschossiger Putzbau mit hohem Giebel an der Westseite, 1494–96, in eine Brauerei umgewandelt (bezeichnet mit dem Jahr 1817) und 1921 als deren Verwaltungsgebäude umgebaut, mit nördlichen Anbauten des 16. und 19. Jahrhunderts; ehemalige Hauskapelle Kapelle St. Peter und Paul, ehemals Saalbau mit stark eingezogenem Chor und Dachreiter, 1594, 1803 aufgelassen und im 19. Jahrhundert für Brauereizwecke umgebaut, Dachwerk dendrochronologisch datiert auf das Jahr 1878/80. | D-1-61-000-194 Wikidata           | weitere Bilder                           |
| Hohe-Schul-Straße 6 (Standort)                    | Wohnhaus                                 | zweigeschossiger traufständiger Mansarddachbau, 1836. | D-1-61-000-195 Wikidata           | Wohnhaus                                 |
| Hohe-Schul-Straße 7 (Standort)                    | Handwerkerhaus                           | Ehemaliges Handwerkerhaus, zweigeschossiger, auf zwei mittelalterliche Hausparzellen zurückgehender Traufseitbau, westlicher Teil mit Mansardwalmdach im 18. Jahrhundert ausgebaut, östlicher Teil mit Satteldach 1872 neu errichtet. | D-1-61-000-196 Wikidata           | BW                                       |
| Höllbräugasse 1 (Standort)                        | Wohnhaus und Gaststätte                  | Zweigeschossiger Eckbau mit steilem Giebel und seitlich angeschiftetem dreigeschossigem Anbau mit Durchfahrt, Mauer- und Dachwerk mittelalterlich, Anbau urspr. giebelständig, 1868 aufgestockt mit Firstdrehung, Fassaden im späten 19. Jahrhundert vereinheitlicht, Portal mit Rokoko-Kartusche, Mitte 18. Jahrhundert. | D-1-61-000-186 Wikidata           | BW                                       |
| Höllbräugasse 2 (Standort)                        | Wohnhaus                                 | Ehemaliges Wohnhaus des Union-Filmtheater-Pächters, zweigeschossig mit Krüppelwalmdach und Kastenerker, von Otto Abe, 1911. | D-1-61-000-187 Wikidata           | BW                                       |
| Holzmarkt 9 (Standort)                            | Wohnhaus                                 | Zweigeschossiger im Kern mittelalterlicher Putzbau mit geschweiftem Knickgiebel, bezeichnet mit dem Jahr 1754, barocke Fassade mehrfach verändert. | D-1-61-000-197 Wikidata           | Wohnhaus                                 |

### J
| Lage                                          | Objekt                           | Beschreibung | Akten-Nr.                         | Bild              |
| --------------------------------------------- | -------------------------------- | --- | --------------------------------- | ----------------- |
| Jägergasse 5, Reiterkasernstraße 3 (Standort) | Wohnhaus                         | Zweigeschossig mit hohem Satteldach und durch aufsteigende Blendarkaden gegliedertem Giebel, dendrochronologisch datiert auf das Jahr 1465, im 18. Jahrhundert geteilt. | D-1-61-000-383 Wikidata           | weitere Bilder    |
| Jahnstraße 2 (Standort)                       | Festungsanlage                   | Fertiggestellt am 5. September 1843. | D-1-61-000-680 zugehörig Wikidata | BW                |
| Jahnstraße 5 (Standort)                       | Batterie 64                      | Teil der klassizistischen Festungsanlage, fertiggestellt am 5. September 1843. | D-1-61-000-680 zugehörig Wikidata | BW                |
| Jahnstraße 25 (Standort)                      | Fronte 79                        | Teil der klassizistischen Befestigungsanlage, fertiggestellt 1842; mit „Künettegraben“ (Abflussgraben). | D-1-61-000-680 zugehörig Wikidata | Fronte 79         |
| Jahnstraße 29 (Standort)                      | Pavillon des Freibades           | fünfeckiger Pavillon des Freibades, auf Festungsmauer vorkragender Betonbau mit Zeltdach und seitlich freitragenden Betontreppen, 1971 nach Plänen des Ingolstädter Architekten Manfred Törmer | D-1-61-000-965                    | BW                |
| Jesuitenstraße 2, Oberer Graben 4 (Standort)  | Kriegsspital                     | Ehemaliges Kriegsspital, dann Kaserne, sog. Flandernkaserne, langgestreckter dreigeschossiger Zweiflügelbau mit zwei um eine Fensterachse vorspringenden Risaliten auf der Nordseite, aus Sichtziegeln, als bombensicher mit tonnengewölbten Räumen in allen Geschossen 1861–64 erbaut, bei Umbau 1979 teilweise verändert. | D-1-61-000-202 Wikidata           | BW                |
| Jesuitenstraße 5 (Standort)                   | Wohnhaus                         | Wohnhaus eines ehemaligen Ackerbürgerhofs, erdgeschossiges Giebelhaus mit steilem Satteldach, dendrochronologisch datiert auf das Jahr 1528/30, barocke Umformungen. | D-1-61-000-203 Wikidata           | Wohnhaus          |
| Jesuitenstraße 10 (Standort)                  | Katharinengymnasium              | höhengestaffelter, zwei- bis fünfgeschossiger Betonbau auf unregelmäßigem Grundriss, 1967/70 von Hardt-Waltherr Hämer; Kollegstufenbau, an der Stelle des ehem. Kriegsgefangenenlagers errichteter, polygonaler, sich nach oben verjüngender Bau auf Backsteinsockel mit Bleiverkleidung, 1976/77, Büro Hämer unter Leitung von Werner Rausch | D-1-61-000-968                    | BW                |
| Jesuitenstraße 17 (Standort)                  | Kugelbastei                      | Als Bollwerk der von Reinhard Graf Solms zu Münzenberg für Ingolstadt 1539 konzipierten Landesbefestigung vermutlich um 1560/65 errichtet; davon erhalten Schildmauer, stadtseitige Stützmauer und Teile der Kaponnieren, 1997/98 durch Wohn- und Geschäftshaus überbaut, zugehörig Oberer Graben 11, 11 a. – Einbezogenes Teilstück der Stadtmauer mit Halbrund- und Fünfeckturm siehe Oberer Graben 5, 7, 7a, 9, 9 a (vgl. auch Stadtbefestigung). | D-1-61-000-680 zugehörig Wikidata | BW                |
| Johannesstraße 1 (Standort)                   | Wohnhaus                         | Dreigeschossiger Traufseitbau mit Krangaube, dendrochronologisch datiert auf das Jahr 1551/53, mit Veränderungen v. a. des 19. Jahrhunderts. | D-1-61-000-204 Wikidata           | weitere Bilder    |
| Johannesstraße 2 (Standort)                   | Kloster St. Johann im Gnadenthal | Ordensniederlassung der Franziskanerinnen, angeblich 1276 gegründet: Klosterkirche, einschiffiger Bau mit dreiseitigem Chorschluss und Dachreiter, 1487 erbaut, 1605 barocke Erweiterung nach Westen und Veränderungen bezeichnet mit dem Jahr 1697/98; mit Ausstattung; Franziskanerinnenkloster, dreigeschossige Vierflügelanlage, Nordflügel 1480/81, Ostflügel an der Harderstraße Teilneubau und Erhöhung nach 1592, Südflügel gleichzeitig unter Einbeziehung eines älteren Bürgerhauses, im Westen Neubau um 1683/84, über zum Teil älteren Kelleranlagen, Barockisierung des Inneren um 1686/87. | D-1-61-000-205 Wikidata           | BW                |
| Johannesstraße 4 (Standort)                   | Nebengebäude                     | Nebengebäude zur Schule des Franziskanerinnenklosters Gnadenthal, stattlicher dreigeschossiger Traufseitbau, symmetrisch gegliedert, mit barockisierendem Portal, Neubau von 1878. | D-1-61-000-208 zugehörig Wikidata | BW                |
| Johannesstraße 5 (Standort)                   | Wohnhaus                         | Wohnhaus eines ehemaligen Stadtbauernhofs und Mesnerhaus, zweigeschossiger Putzbau mit geschweiftem Giebel, im Kern mittelalterlich, barockzeitlich überformt; Hofmauer mit Toreinfahrt und Ädikulaaufsatz. | D-1-61-000-207 Wikidata           | weitere Bilder    |
| Johannesstraße 6 (Standort)                   | Schule                           | Schule des Franziskanerinnenklosters Gnadenthal, ehemals erdgeschossiger Traufseitbau ohne Schmuckformen, bezeichnet mit dem Jahr 1830, 1860 und 1878 jeweils aufgestockt; Nebengebäude zur Schule, dreigeschossiger historisierender Traufseitbau mit symmetrischer Fassadengliederung und barockisierendem Portal, Neubau von 1878. | D-1-61-000-208 Wikidata           | BW                |
| Johannesstraße 7 (Standort)                   | Wohnhaus                         | Wohnhaus eines ehemaligen Stadtbauernhofs, zweigeschossiger Putzbau mit geschweiftem Giebel, im Kern wohl mittelalterlicher Bau, barockzeitlich überformt; Nebengebäude, zweigeschossiger Putzbau mit steilem Satteldach, 16./17. Jahrhundert. | D-1-61-000-209 Wikidata           | weitere Bilder    |
| Johannesstraße 8 (Standort)                   | Gewölberäume                     | Gewölberäume im Erdgeschoss, Rest des ehemals zum Kloster Gnadenthal gehörigen Bräuhauses, wohl barockzeitlich, im 19. Jahrhundert verändert. | D-1-61-000-632 Wikidata           | BW                |
| Johannesstraße 9 (Standort)                   | Wohnhaus                         | Schmaler erdgeschossiger Giebelbau, im Kern mittelalterlich. | D-1-61-000-210 Wikidata           | weitere Bilder    |
| Johannesstraße 11 (Standort)                  | St.-Bartholomäer-Institut        | Ehemaliges Priesterseminar, dann Offizierskasino, langgestreckter traufständiger Walmdachbau mit drei Geschossen, auf der Grundlage von drei mittelalterlichen Vorgängerbauten in zwei Bauphasen 1687 und 1721 errichtet (dendrochronologisch datiert auf das Jahr), Inneres im 19. Jahrhundert teilweise verändert. | D-1-61-000-211 Wikidata           | weitere Bilder    |
| Johannesstraße 13 (Standort)                  | Gebäudeflügel                    | Ehemaliger westlicher Flügel des Priesterseminars, dreigeschossiger Traufseitbau mit steilem Satteldach, wohl 1710 unter Verwendung mittelalterlicher Mauerstrukturen zusammen mit dem westlich anschließenden Eckhaus Neubaustraße 2 neu erbaut, im 19. Jahrhundert verändert. | D-1-61-000-212 Wikidata           | weitere Bilder    |
| Josef-Ponschab-Straße 1 1/2 (Standort)        | Union-Filmtheater                | Ehemaliges Kinematographen-Theater, sog. Union-Filmtheater, längsrechteckiger Saalbau mit Eingangsfassade und -vorbau in barockisierenden Formen, von Otto Abe, 1911, in den 1950er Jahren überformt. | D-1-61-000-617 Wikidata           | Union-Filmtheater |
| Josef-Ponschab-Straße 14 (Standort)           | Wohnhaus                         | Zweigeschossiger spätmittelalterlicher Traufseitbau, im Inneren 1876 zum Teil erneuert. | D-1-61-000-213 Wikidata           | BW                |

### K
| Lage                          | Objekt                          | Beschreibung | Akten-Nr.               | Bild                           |
| ----------------------------- | ------------------------------- | --- | ----------------------- | ------------------------------ |
| Kanalstraße 1 (Standort)      | Wohnhaus                        | Zweigeschossiger Putzbau mit hohem Satteldach, dendrochronologisch datiert auf das Jahr 1486/88. | D-1-61-000-386 Wikidata | Wohnhaus                       |
| Kanalstraße 3 (Standort)      | Wohnhaus                        | Wohnhaus eines ehemaligen Stadtbauernhofes, zweigeschossiges Eckhaus mit Treppengiebel an der Südseite, im Kern spätmittelalterlich, 1882 teilweise umgebaut. | D-1-61-000-216 Wikidata | Wohnhaus                       |
| Kanalstraße 5 (Standort)      | Substituten-Häusl               | Ehemaliges Wohnhaus eines Universitätsangestellten, zweigeschossiger Traufseitbau mit sehr steilem Satteldach, östlicher Hausteil im Kern mittelalterlich, um 1800 nach Westen verlängert. | D-1-61-000-218 Wikidata | BW                             |
| Kanalstraße 7 (Standort)      | Laboratorium                    | Ehemaliges chemisch-pharmazeutisches Laboratorium der Universität, ehemals eingeschossiger Traufseitbau mt Satteldach, 1778/79, 1864 und 1900 jeweils aufgestockt. | D-1-61-000-633 Wikidata | Laboratorium                   |
| Kanalstraße 16 (Standort)     | Wohnhaus                        | Freistehender zweigeschossiger Traufseitbau mit geschwungenem Giebel, im Kern auf zwei mittelalterliche Bauten zurückgehend, um 1800 unter neuem Dachwerk zusammengefasst; Nebengebäude, schmaler zweigeschossiger Putzbau mit steilem Satteldach, gleichzeitig; Einfriedungsmauer, massive Garteneinfassung. | D-1-61-000-222 Wikidata | weitere Bilder                 |
| Konviktstraße 1 (Standort)    | Gebäudeflügel                   | Ostflügel des ehemaligen Jesuitenkollegiums, dann Kaserne, dreieinhalbgeschossiger Trakt mit gleichmäßig-strenger Gliederung und hohem Satteldach, erbaut 1582/83, Umbauten ab 1774 und nach 1918, an der Südostecke lebensgroße barocke Marienfigur, wohl erste Hälfte 18. Jahrhundert. | D-1-61-000-223 Wikidata | Gebäudeflügel                  |
| Konviktstraße 2 (Standort)    | Wohnhaus                        | Zweigeschossiges Eckhaus mit steilem Satteldach, im Kern um 1500. | D-1-61-000-421 Wikidata | BW                             |
| Kreuzstraße 1 (Standort)      | Zur Schönen Unserer Lieben Frau | Katholische Stadtpfarrkirche Zur Schönen Unserer Lieben Frau, sog. Münster, dreischiffige Staffelhalle mit Umgangschor und Langhaus mit Seitenkapellen, sowie zwei übereck gestellten Türmen an der Westseite, unverputzter Backsteinbau, erbaut unter den Münsterbaumeistern Friedrich Spies, Hans Rottaler, Erhard und Ulrich Heydenreich, 1425–1536; mit Ausstattung. | D-1-61-000-224 Wikidata | weitere Bilder                 |
| Kreuzstraße 3 (Standort)      | Wohnhaus                        | Wohnhaus mit Bäckerei, zweigeschossiger Satteldachbau, auf mittelalterlichen Bestand zurückgehend, barockzeitlich umgebaut. | D-1-61-000-226 Wikidata | Wohnhaus                       |
| Kreuzstraße 4 (Standort)      | Kongregation Maria de Victoria  | Fassaden des ehemaligen Komplexes der bürgerlichen Kongregation Maria de Victoria, Eingangsfront des ehemaligen Oratoriums, zweigeschossig mit eingeschwungenen Seiten zum aufgesetzten und erneuerten Dreiecksgiebel, am östlichen Anbau Renaissance-Portal der ehemaligen Sakristei, frühes 17. Jahrhundert, und Inschrifttafel von 1721, westliche Fassade des ehemaligen Bruderschafts- und Mesnerhauses, zweigeschossig mit wohl wiederverwendetem Renaissance-Portal und um 1980 rekonstruiertem Volutengiebel, von Stadtmaurermeister Albrecht Khrenner, 1679/80. | D-1-61-000-225 Wikidata | Kongregation Maria de Victoria |
| Kreuzstraße 5 (Standort)      | Stadel                          | Ehemaliger Stadel, dann Umbau zu Wohnhaus, zweigeschossig mit geknicktem Schweifgiebel, 1836, historisierende Putzgliederung Ende 19. Jahrhundert, nach 1980 entkernt. | D-1-61-000-227 Wikidata | Stadel                         |
| Kreuzstraße 9 (Standort)      | Wohnhaus                        | Wohnhaus mit Bäckerei, breitgelagerter zweigeschossiger Walmdachbau mit abgewinkelter Straßenfront und Durchfahrt, westlicher Teil auf mittelalterlichen Bestand zurückgehend, 1867 nach Osten erweitert; ehemaliger Rinderstall, dreigeschossiger Satteldachbau, 1866, Umbau zu Wohnhaus 1910. | D-1-61-000-229 Wikidata | BW                             |
| Kreuzstraße 11 (Standort)     | Wohnhaus                        | Ehemaliges Wohnhaus, dann Gaststätte, zweigeschossiger Traufseitbau mit seitlicher Hofeinfahrt, auf mittelalterliches Giebelhaus zurückgehend, firstgedrehtes Satteldach Anfang 19. Jahrhundert, Aufstockung der Toreinfahrt 1864; ehemaliger Stall, zweigeschossiger Satteldachbau, 1838, 1882 verlängert und 1898 aufgestockt. | D-1-61-000-230 Wikidata | BW                             |
| Kreuzstraße 12 (Standort)     | Gasthaus                        | Ehemaliges Gasthaus, palastartiger dreigeschossiger Neurenaissance-Bau mit Mezzanin und Walmdächern, über mittelalterlichen Kellern nach Mitte 19. Jahrhundert neu erbaut, 1878 zum Postgebäude umgebaut. | D-1-61-000-231 Wikidata | Gasthaus                       |
| Kreuzstraße 13, 15 (Standort) | Kreuztor                        | Stadttor, mittelalterliche Torturmanlage in unverputztem Ziegelmauerwerk, über quadratischem Unterbau mit spitzbogiger Durchfahrt und feldseitigem Vortor, zurückgestaffelter, ins Polygon übergehender Turm mit Zinnenkranz und Spitzhelm, erbaut 1385 ff., seitlich angefügt ehemaliges Pflasterzolleinnehmerhaus, zweigeschossiger verputzter Satteldachbau mit Durchbruch von 1883. | D-1-61-000-232 Wikidata | weitere Bilder                 |
| Kreuzstraße 18 (Standort)     | Wohnhaus                        | Dreigeschossiger Walmdachbau mit spätklassizistischer Gliederung, Ende 19. Jahrhundert. | D-1-61-000-233 Wikidata | Wohnhaus                       |
| Kupferstraße 1 (Standort)     | Bürgerhaus                      | Ehemaliges Bürgerhaus, dann Marienapotheke, zweigeschossiges Eckhaus mit barock geschwungenem Giebel, wohl Neubau nach 1745, reiche Putzdekoration der Fassaden in historisierenden Jugendstilformen, bezeichnet mit dem Jahr 1906. | D-1-61-000-234 Wikidata | weitere Bilder                 |
| Kupferstraße 12 (Standort)    | Handwerkerhaus                  | Ehemaliges Handwerkerhaus, schmaler dreigeschossiger Giebelbau zu zwei Achsen, im Kern 15. Jahrhundert. | D-1-61-000-236 Wikidata | Handwerkerhaus                 |
| Kupferstraße 14 (Standort)    | Wohnhaus                        | Zweigeschossiger Traufseitbau mit steilem Satteldach und seitlicher Aufzugsgaube, sog. Ohrwaschl, im Kern wohl 16. Jahrhundert, Fassade 19. Jahrhundert. | D-1-61-000-237 Wikidata | Wohnhaus                       |
| Kupferstraße 16 (Standort)    | Wohnhaus                        | und ehemaliges Handwerkerhaus, schmaler dreigeschossiger Traufseitbau, Ende 16. Jahrhundert, Fassade um 1900. | D-1-61-000-238 Wikidata | BW                             |
| Kupferstraße 18 (Standort)    | Fleißerhaus                     | Ehemaliges Handwerkerhaus und Geburtshaus von Marieluise Fleißer, dreigeschossiger Traufseitbau mit Satteldach, frühes 16. Jahrhundert, Fassade um 1900. | D-1-61-000-239 Wikidata | BW                             |
| Kupferstraße 19 (Standort)    | Wohnhaus                        | Dreigeschossiges Giebelhaus mit Satteldach, spätes 16. Jahrhundert, Inneres 1851 erneuert, Fassadengliederung Ende 19. Jahrhundert. | D-1-61-000-240 Wikidata | Wohnhaus                       |
| Kupferstraße 22 (Standort)    | Handwerkerhaus                  | Ehemaliges Handwerkerhaus und Ackerbürgerhaus, langgestreckter zweigeschossiger Walmdachbau mit Aufzugsgaube, wohl im 17. Jahrhundert unter Zusammenfassung mehrerer mittelalterlicher Hausstellen erbaut, moderne Rekonstruktion der Fassadenmalerei im Stil der Renaissance. | D-1-61-000-242 Wikidata | Handwerkerhaus                 |
| Kupferstraße 23 (Standort)    | Elisabethhaus                   | Gnadenthal-Gymnasium und Gnadenthal-Realschule der Franziskanerinnen, dreigeschossiger barockisierender Walmdachbau mit übergiebeltem Mittelrisalit, seitlichen Zwerchgiebeln und kleiner Zwiebelhaube als Dachreiter, 1908. | D-1-61-000-243 Wikidata | BW                             |
| Kupferstraße 26 (Standort)    | Wohn- und Geschäftshaus         | Viergeschossiger Traufseitbau mit flachem Satteldach und reicher historisierender Fassadengliederung, von Otto Abe, 1898. | D-1-61-000-244 Wikidata | Wohn- und Geschäftshaus        |
| Kupferstraße 27 (Standort)    | Beichtvaterhaus                 | Wohnhaus, kleiner zweigeschossiger Walmdachbau, 1888, Äußeres vereinfacht. | D-1-61-000-634 Wikidata | BW                             |
| Kupferstraße 28 (Standort)    | Bäckerei                        | Ehemalige Bäckerei, dreigeschossiger Satteldachbau, 1855, Dachanhebung 1892 sowie weitere Veränderungen in jüngerer Zeit. | D-1-61-000-245 Wikidata | BW                             |
| Kupferstraße 32 (Standort)    | Kaplanhaus                      | Ehemaliges Kaplanhaus, dreigeschossiges Giebelhaus mit steilem Satteldach, um 1500, zum Teil barock ausgebaut, zweiflügelige Haustür mit biedermeierlichem Schnitzdekor. | D-1-61-000-246 Wikidata | BW                             |
| Kupferstraße 34 (Standort)    | Pfarramt                        | Katholisches Stadtpfarramt der Münsterpfarrei U. L. Frau, zweigeschossiges Eckhaus mit barockem Zwerchhaus und Mansardwalmdach, wohl weitgehender Neubau von 1627 über mittelalterlichem Kern, 1905 umgebaut. | D-1-61-000-247 Wikidata | Pfarramt                       |

### L
| Lage                         | Objekt                          | Beschreibung | Akten-Nr.               | Bild           |
| ---------------------------- | ------------------------------- | --- | ----------------------- | -------------- |
| Lebzeltergasse 2 (Standort)  | Wohnhaus                        | Zweigeschossiger Giebelbau mit Satteldach, im Kern 15. Jahrhundert, Kastenerker über geschwungenen und profilierten Konsolen wohl um 1600. | D-1-61-000-248 Wikidata | BW             |
| Lebzeltergasse 5 (Standort)  | Handwerkerhaus                  | Ehemaliges Handwerkerhaus, dreigeschossig mit steilem Treppengiebel und doppelstöckigem, über geschwungenen und profilierten Konsolen ansetzendem Erker, im Kern 16. Jahrhundert (Dachwerk dendrochronologisch datiert auf den Zeitraum 1587–91), Fassade Mitte 20. Jahrhundert vereinfacht.                                                                 | D-1-61-000-249 Wikidata | Handwerkerhaus |
| Lebzeltergasse 14 (Standort) | Wohnhaus                        | Schmaler zweiachsiger Giebelbau mit drei geschossen und steilem Satteldach, auf mittelalterlichen Bestand zurückgehend, Inneres modernisiert. | D-1-61-000-251 Wikidata | Wohnhaus       |
| Lichtgutgasse 1 (Standort)   | Ehem. Schul- und Lehrerwohnhaus | Anlage aus zweigeschossigem Hauptbau mit steilem Walmdach, erdgeschossigem Schulsaal-Anbau unter weit herabgezogenem Satteldach und quer angeschlossenem Nebengebäude, im barockisierenden Heimatstil, von Karl Bauer-Ulm, 1908–10 | D-1-61-000-987          | BW             |
| Ludwigstraße 1 (Standort)    | Wohn- und Geschäftshaus         | Viergeschossiges Eckhaus mit klassizisierend gegliederten Fassaden, durch Zusammenfassung und Aufstockung mehrerer Vorgängerbauten um 1880/88 entstanden. | D-1-61-000-252 Wikidata | weitere Bilder |
| Ludwigstraße 3 (Standort)    | Wohn- und Geschäftshaus         | Viergeschossig mit Fassadengliederung und geschweiftem Knickgiebel in Neurenaissance-Formen, bezeichnet mit dem Jahr 1890, durch Aufstockung und Überformung eines mittelalterlichen Giebelhauses entstanden. | D-1-61-000-253 Wikidata | weitere Bilder |
| Ludwigstraße 5 (Standort)    | Ickstatthaus                    | Fassade des Wohn- und Geschäftshauses, fünfgeschossig mit geschweiftem Knickgiebel und reicher Stuckierung mit Rocaillen und vegetabilen Formen, 1746, nach Entkernung wiedereingebautes barockes Treppenhaus sowie hofseitige Front und teilweise tonnengewölbte Kellerräume des mittelalterlichen Vorgängerbaus.                                           | D-1-61-000-254 Wikidata | weitere Bilder |
| Ludwigstraße 6 (Standort)    | Bankgebäude                     | Ehemalige Filiale der Kgl. Bayerischen Bank, dreigeschossiges, asymmetrisch gegliedertes Eckhaus mit Erkern und reichem Hausteindekor, ehemals Schweifgiebel jetzt vereinfacht, im barockisierenden Heimatstil mit Jugendstil-Anklängen von Eugen Drollinger, 1907–08.                                                                                       | D-1-61-000-255 Wikidata | weitere Bilder |
| Ludwigstraße 10 (Standort)   | Wohn- und Geschäftshaus         | Viergeschossiger historisierender Traufseitbau mit geschwungenem Zwerchhaus und polygonalem mehrgeschossigem Erker, von Otto Abe, 1904, Fassade nach Umbau Mitte 20. Jahrhundert vereinfacht. | D-1-61-000-256 Wikidata | weitere Bilder |
| Ludwigstraße 13 (Standort)   | Wohn- und Geschäftshaus         | Zweigeschossig mit steilem geschweiftem Knickgiebel, Fachwerkbau dendrochronologisch datiert auf den Zeitraum 1471–74, nach 1500 in massivem Mauerwerk erneuert und nach Norden verlängert, Fassade Ende 19. Jahrhundert. | D-1-61-000-258 Wikidata | weitere Bilder |
| Ludwigstraße 22 (Standort)   | Wohn- und Geschäftshaus         | Dreigeschossiger giebelständiger Bau in barocken Formen, 17. Jahrhundert, 1985 entkernt. | D-1-61-000-259 Wikidata | weitere Bilder |
| Ludwigstraße 27 (Standort)   | Wohn- und Geschäftshaus         | Wohn- und Geschäftshaus, fünfgeschossiges Gebäude in Ecklage mit flach gezogenem Walmdach, Stahlbetonkonstruktion mit gerasterter Fassadengestaltung, regelmäßige Fensterreihung mit durchlaufender Brüstung, westlich dreigeschossiger Anbau mit flachem Satteldach und Laubengängen, von Ludwig Geith, 1954, an der Ostseite Madonnenrelief, gleichzeitig. | D-1-61-000-989 Wikidata | weitere Bilder |
| Ludwigstraße 38 (Standort)   | Wohnhaus                        | Palaisartiger zweigeschossiger Mansardwalmdachbau mit volutengeziertem Zwerchgiebel, Putzgliederung und konvex vortretender Eingangsachse, zweite Hälfte 18. Jahrhundert, 1975 entkernt. | D-1-61-000-261 Wikidata | weitere Bilder |
| Luftgasse 2 (Standort)       | Wohnhaus                        | Zweigeschossiges Eckhaus mit steilem Satteldach und zweigeschossigem Bodenerker an der Traufseite, dendrochronologisch datiert auf das Jahr 1485–87, Fassadengestaltung spätes 16. Jahrhundert, weiterer Umbau Ende 19. Jahrhundert. | D-1-61-000-262 Wikidata | Wohnhaus       |

### M
| Lage                                 | Objekt                   | Beschreibung | Akten-Nr.                         | Bild                     |
| ------------------------------------ | ------------------------ | --- | --------------------------------- | ------------------------ |
| Manggasse 8 (Standort)               | Wohnhaus                 | Dreigeschossiger Traufseitbau mit flachem Satteldach und neuklassizistischer Fassadengliederung, durch Umbau und Aufstockung eines zweigeschossigen Giebelhauses 1875 entstanden, modern verändert. | D-1-61-000-266 Wikidata           | Wohnhaus                 |
| Mauthstraße 8 (Standort)             | Zollamt                  | Ehemaliges Zollamt, zweigeschossiger giebelständiger Putzbau mit Flachsatteldach, spätmittelalterlicher Kernbau dendrochronologisch datiert auf das Jahr 1496, barocker Ausbau 17. und 18. Jahrhundert, 1879/80 umgebaut, zweiflügelige barocke Tür mit reichem Schnitzdekor. | D-1-61-000-267 Wikidata           | weitere Bilder           |
| Mercystraße 1 1/2 (Standort)         | Mehrfamilienhaus         | Dreigeschossiger Putzbau mit polygonalen Eckturm, zwei Mansarddach-Quergiebeln und Balkonerkern, in modern-historisierenden Formen, von Adam Beikler, 1913; Einfriedungsmauer, massiv, gleichzeitig. | D-1-61-000-636 Wikidata           | Mehrfamilienhaus         |
| Mercystraße 5 (Standort)             | Mehrfamilienhaus         | Dreigeschossiger Walmdachbau mit fachwerkverziertem Eckturm, von Adam Beikler, 1907, modern verändert. | D-1-61-000-269 Wikidata           | Mehrfamilienhaus         |
| Mercystraße 7, 7 a (Standort)        | Doppelhaus               | Zweigeschossiger Sichtziegelbau mit Krüppelwalmdächern und hölzernen Ziergiebeln, von Adam Beikler, 1902. | D-1-61-000-270 Wikidata           | Doppelhaus               |
| Milchstraße 15 (Standort)            | Benefiziatenhaus         | Ehemaliges Benefiziatenhaus, dann Lehrerhaus und ab 1735 Seelhaus der Stadt Ingolstadt, zweigeschossiger Putzbau mit Treppengiebel, dendrochronologisch datiert auf das Jahr 1587. | D-1-61-000-273 Wikidata           | weitere Bilder           |
| Milchstraße 17, 19 (Standort)        | Doppelmietshaus          | Dreigeschossiger, historisierend gegliederter Mansarddachbau mit Eckerker und seitlichem Erker, Ende 19. Jahrhundert unter Verwendung älterer Substanz. | D-1-61-000-274 Wikidata           | weitere Bilder           |
| Mittermühlweg 2 (Standort)           | Gartenhaus Reindl        | Eingeschossige verbundene Gebäudegruppe von Flachdachbauten, Gartenhaus und Garagenbau verbunden über überdachter Weg mit offener Stützenkontruktion, nach Plänen von Ludwig Geith, 1962. | D-1-61-000-999 Wikidata           | Gartenhaus Reindl        |
| Moritzstraße 1 (Standort)            | Wohnhaus                 | Dreigeschossig mit Mansardwalmdach, auf zwei mittelalterlichen Parzellen 1819 errichtet, teilweise entkernt. | D-1-61-000-276 Wikidata           | BW                       |
| Moritzstraße 2 (Standort)            | Mesnerhaus               | Mesnerhaus von St. Moritz, schmaler dreigeschossiger Traufseitbau mit Walmdach und Flacherker über profiliertem Fuß mit Konsolbüste, weitgehender Neubau mit einbezogenen älteren Strukturen, 1909. | D-1-61-000-277 Wikidata           | Mesnerhaus               |
| Moritzstraße 2 (Standort)            | St. Moritz               | Katholische Stadtpfarrkirche, gotische Basilika mit stark eingezogenem Polygonalchor, Seitenkapellen, Chorwinkelturm und angefügter Sakristei, Langhaus und Kirchturm im Kern noch erste Hälfte 13. Jahrhundert, Chor 1359 geweiht, Kapellen 14. und 17. Jahrhundert, städtischer Wachturm, sog. Pfeifturm, über südwestlichem Joch errichtet, 14./15. Jahrhundert, mit Dachhaube von 1720; mit Ausstattung. | D-1-61-000-278 Wikidata           | weitere Bilder           |
| Moritzstraße 6 (Standort)            | Ladenzeile               | Erdgeschossiger Flachdachbau mit Stirnseite in Neurenaissance-Formen, Ende 19. Jahrhundert. | D-1-61-000-279 Wikidata           | BW                       |
| Moritzstraße 7 (Standort)            | Wohn- und Geschäftshaus  | Zweigeschossiger Kernbau von 1846 über mittelalterlichem Keller, 1910 aufgestockt und überformt, Fassadengliederung mit Jugendstilanklängen. | D-1-61-000-280 Wikidata           | BW                       |
| Moritzstraße 9 (Standort)            | Kaufmannshaus            | Ehemaliges Kaufmannshaus, schmales zweigeschossiges Giebelhaus, im Kern mittelalterlich, im 17. Jahrhundert um ein Geschoss verringert und umgebaut, Erdgeschoss modern verändert. | D-1-61-000-281 Wikidata           | Kaufmannshaus            |
| Moritzstraße 11 (Standort)           | Kaufmannshaus            | Ehemaliges Kaufmannshaus, schmales dreigeschossiges Giebelhaus mit Flacherker und Vorschuss, im Kern spätmittelalterlich, dendrochronologisch datiert auf das Jahr 1468–70, Giebelabschluss wohl im 18. Jahrhundert verändert. | D-1-61-000-282 Wikidata           | weitere Bilder           |
| Moritzstraße 15 (Standort)           | Kaufmannshaus            | Ehemaliges Kaufmannshaus, dann Gasthaus, dreigeschossiges Eckhaus mit steilem Satteldach, mittelalterlicher Bau mit lisenengegliedertem West- und wohl barockem Ostgiebel, 1904 umgebaut und historisierend überformt. | D-1-61-000-283 Wikidata           | BW                       |
| Moritzstraße 17 (Standort)           | Stadtapotheke            | Ehemalige Stadtapotheke, dreigeschossiger Satteldachbau mit straßenseitigem Schweifgiebel und überbauter seitlicher Durchfahrt, dendrochronologisch datiert auf das Jahr 1454/56, barockzeitlich umgebaut, hofseitig nach Nordwesten ehemaliges Wirtschaftsgebäude, im 16. Jahrhundert durch Erweiterung an Hauptbau angeschlossen. | D-1-61-000-284 Wikidata           | Stadtapotheke            |
| Moritzstraße 19 (Standort)           | Handwerkshaus            | Ehemaliges Handwerkshaus, dann Apotheke zu St. Moritz, dreigeschossiges Giebelhaus, im Kern mittelalterlicher Bau, barockzeitlich umgebaut, nach Kriegsschäden 1953 aufgestockt und 1972 mit neuem Dach versehen. | D-1-61-000-285 Wikidata           | Handwerkshaus            |
| Münchener Straße 8 (Standort)        | Gasthaus                 | Ehemaliges Wohn- und Wirtschaftsgebäude, zweigeschossiger barockisierender Mansarddachbau mit Putzgliederung, 1902. | D-1-61-000-287 Wikidata           | Gasthaus                 |
| Münchener Straße 9 (Standort)        | Mietshaus mit Gaststätte | Dreigeschossiger Walmdachbau mit zweigeschossigem Eckerker, Giebelrisalite und Klinkerfassaden mit historisierenden Werksteingliederungen, 1893. | D-1-61-000-288 Wikidata           | Mietshaus mit Gaststätte |
| Münchener Straße 22 a, 24 (Standort) | Doppelmietshaus          | Dreigeschossiger Mansarddachbau in Neurenaissance-Formen, symmetrisch angelegt mit übergiebeltem Mittelrisalit und zwei Eckerkertürmchen, Klinkerfassaden mit Kunststeingliederungen, erbaut 1900 zusammen mit dem gleichartigen Haus Nr. 26; Einfahrt, pfeilergerahmt, gleichzeitig. | D-1-61-000-289 Wikidata           | Doppelmietshaus          |
| Münchener Straße 25 (Standort)       | Mietshaus                | Viergeschossiger barockisierender Putzbau mit flachem Satteldach, Mittelrisalit und zwei Eckerkertürmchen, 1898. | D-1-61-000-290 Wikidata           | Mietshaus                |
| Münchener Straße 26 (Standort)       | Mietshaus                | Dreigeschossiger Mansarddachbau in Neurenaissanceformen, mit Eckerkertürmchen und übergiebeltem Risalit, Klinkerfassaden mit Kunststeingliederungen, bezeichnet mit dem Jahr 1900, zusammen mit dem gleichartigen nördlichen Nachbarhaus. | D-1-61-000-291 Wikidata           | Mietshaus                |
| Münchener Straße 36 (Standort)       | St. Markus               | Evang.-Luth. Pfarrkirche, genordeter Hallenbau über leicht trapezförmigem Grundriss mit steilem, mehrfach gebrochenem Zeltdach, darin einbezogen aufgeglaste Vorhalle und Gemeindesaal, nördlich angegliedert Mesnerwohnung und daran vorangestellt schlanker Turm mit Glockenhaube, nach Plänen von Gustav Gsaenger, 1959/60; mit Ausstattung. | D-1-61-000-637 Wikidata           | St. Markus               |
| Münchener Straße 40 (Standort)       | St. Anton                | Katholische Pfarrkirche, in neubarocken Formen als hallenartiger Saalraum mit schmalen, leicht ausschwingenden Seitenschiffen und westlich auskragender Kapelle errichtet, nach Plänen von Theodor Vonwerden und Rolf Behringer 1914–25, 1945–47 Wiederaufbau in wesentlich vereinfachten Formen nach Entwurf von Friedrich F. Haindl unter Verwendung der Außenmauern und Seitenschiffspfeiler, Turm an neuer Stelle erbaut 1955/56; mit Ausstattung; Pfarrhaus, zweigeschossiger, mit niedrigem Zwischentrakt südlich an die Kirche angebundener Satteldachbau, 1951. | D-1-61-000-292 Wikidata           | St. Anton                |
| Münchener Straße 41 (Standort)       | Mietshaus                | Villenartiger zweigeschossiger Klinkerbau mit Krüppelwalmdach und seitlichem Erkerturm, hölzernen Balkonen und Zierfachwerk, 1895. | D-1-61-000-293 Wikidata           | Mietshaus                |
| Münzbergstraße (Standort)            | Stadtmauer               | Teilstück der mittelalterlichen Stadtmauer mit stichbogigem Fußgängerdurchgang, um 1400 und 19. Jahrhundert (siehe auch Stadtbefestigung). | D-1-61-000-680 zugehörig Wikidata | BW                       |
| Münzbergstraße 3 (Standort)          | Mietshaus                | Dreigeschossiger traufständiger Mansarddachbau mit reicher historisierender Putzgliederung, von Otto Abe, 1899. | D-1-61-000-295 Wikidata           | Mietshaus                |
| Münzbergstraße 16 (Standort)         | Wohnhaus                 | Dreigeschossiger Klinkerbau mit Walmdach, Neurenaissance-Gliederung und Ziergiebel, 1897. | D-1-61-000-297 Wikidata           | BW                       |
| Münzbergstraße 26 (Standort)         | Stadtmauer               | Teilstück der mittelalterlichen Stadtmauer mit zwei Halbtürmen, um 1400 (siehe auch Stadtbefestigung). | D-1-61-000-680 zugehörig Wikidata | BW                       |
| Münzbergstraße 28 (Standort)         | Stadtmauer               | Unverbautes Teilstück der mittelalterlichen Stadtmauer mit Halbturm, um 1400 (siehe auch Stadtbefestigung). | D-1-61-000-680 zugehörig Wikidata | Stadtmauer               |
| Münzbergstraße 30 (Standort)         | Stadtmauer               | Teilstück der mittelalterlichen Stadtmauer mit Halbturm, um 1400 (siehe auch Stadtbefestigung). | D-1-61-000-680 zugehörig          | BW                       |

### N
| Lage                               | Objekt                  | Beschreibung | Akten-Nr.                | Bild                    |
| ---------------------------------- | ----------------------- | --- | ------------------------ | ----------------------- |
| Neubaustraße 1 1/2 (Standort)      | Mesnerhaus              | Ehemaliges Mesnerhaus, schmaler dreigeschossiger Walmdachbau mit neubarocker Putzgliederung, von Otto Abe, 1901. | D-1-61-000-305 Wikidata  | weitere Bilder          |
| Neubaustraße 2 (Standort)          | Tillyhaus               | Wohnhaus, dreigeschossiger Satteldachbau mit reich gestaltetem Schweifgiebel und Kastenerker, barocker Umbau von 1710 unter Einbeziehung älterer Außenmauern und hofseitig angebautem dreigeschossigem Arkadengang, Wappenkartusche und gerahmte Stifter-Inschrift, bezeichnet mit dem Jahr 1600, sowie Gedenktafel für den 1632 im Vorgängerbau verstorbenen bayerischen Feldherrn Tilly.                                                                       | D-1-61-000-306 Wikidata  | weitere Bilder          |
| Neubaustraße 3 (Standort)          | Versammlungsraum        | Ehemaliger Versammlungsraum und Betsaal der Marianischen Studentenkongregation, jetzt Bürgersaal und Bruderschaftskirche St. Maria de Victoria, barocker Saalbau ohne ausgewiesenen Chor mit prunkvoller Rokokofassade an der Ostseite und Ausmalung und Innenstuckierung von Cosmas Damian Asam und vermutlich Egid Quirin Asam, erbaut von Michael Anton Prunnthaller, 1732–36; mit Ausstattung.                                                               | D-1-61-000-307 Wikidata  | weitere Bilder          |
| Neubaustraße 8 (Standort)          | Amtsgericht Ingolstadt  | Dreigeschossiger neubarocker Mansardwalmdachbau mit Eckrisaliten, reichen Putzgliederungen und Zierdetails, 1899–1900; ehemalige Hausmeisterwohnung, erdgeschossiger pavillonartiger Putzbau mit Mansardwalmdach im neubarocken Stil, 1902/03; ehemalige Holzlege und Waschhaus, erdgeschossiger Mansarddachbau mit Arkadenstellung und neubarocker Putzzier, gleichzeitig; Einfriedung, gemauerte Pfeiler mit schmiedeeisernen Gittern und Toren, gleichzeitig. | D-1-61-000-309 Wikidata  | weitere Bilder          |
| Neubaustraße 9 (Standort)          | Mietshaus               | Dreigeschossiger Satteldachbau mit neubarocker Fassadengliederung und Ziergiebel, Otto Abe, 1905. | D-1-61-000-310 Wikidata  | weitere Bilder          |
| Neuburger Straße 25 (Standort)     | Gasolin-Typentankstelle | Ehem. Tankstelle, Gasolin-Typentankstelle in Stahlbetonkonstruktion, winkelförmige Anlage von Flachdachbauten mit Werkstatt, Tankstellenladen mit Kassenraum und vorgelagerter Tankinsel, verbunden über ein Flugdach mit schlanker Pilzstütze, nach Plänen von Ludwig Geith, 1956. | D-1-61-000-1000 Wikidata | Gasolin-Typentankstelle |
| Nördliche Ringstraße 13 (Standort) | Wohnhaus                | Dreigeschossiger Sichtziegelbau mit flachem Walmdach und Balkon mit gusseiserner Brüstung, in historisierenden Formen, 1899; Einfriedung, gemauerte Ziegelsteinpfeiler, gleichzeitig. | D-1-61-000-315 Wikidata  | Wohnhaus                |
| Nördliche Ringstraße 18 (Standort) | Vorstadtvilla           | Zweigeschossiger historisierender Bau mit steilen Schopfwalmdächern und Treppentürmchen, im Heimatstil, 1904. | D-1-61-000-316 Wikidata  | Vorstadtvilla           |
| Nördliche Ringstraße 39 (Standort) | Wohnhaus                | Ehemaliges Wohnhaus des Bataillonsbüchsenmachers, zweigeschossiger Sichtziegelbau mit steilem Satteldach und Zwerchhaus, 1898. | D-1-61-000-612 Wikidata  | weitere Bilder          |
| Nördliche Ringstraße 43 (Standort) | Vorstadtvilla           | Zweigeschossiger historisierender Mansardwalmdachbau mit seitlichem Ziergiebel-Risalit und Jugendstil-Stuckdekor, bezeichnet mit dem Jahr 1900. | D-1-61-000-317 Wikidata  | Vorstadtvilla           |

### O
| Lage                                            | Objekt                                                                          | Beschreibung | Akten-Nr.                         | Bild           |
| ----------------------------------------------- | ------------------------------------------------------------------------------- | --- | --------------------------------- | -------------- |
| Oberer Graben 1 (Standort)                      | Glockengießeranwesen                                                            | Ehemaliges Glockengießeranwesen, dann Gaststätte und Schlachterei, langgestreckter dreigeschossiger Satteldachbau, auf drei an die Stadtmauer angebaute mittelalterliche Giebelhäuser zurückgehend, dendrochronologisch datiert auf die Zeit 1553–58, 1867 Ersatz der quergerichteten Dachstühle durch einheitliches Traufdach, modernisiert.                  | D-1-61-000-318 Wikidata           | weitere Bilder |
| Oberer Graben 2 (Standort)                      | Handwerkerhaus                                                                  | Ehemaliges Handwerkerhaus, zweigeschossiger Eckbau mit geschweiftem Knickgiebel zur Kreuzstraße, auf mittelalterlichen, im 16. Jahrhundert ausgebauten Bestand zurückgehend, neuzeitlich verändert, an der Giebelfassade Fresko. | D-1-61-000-319 Wikidata           | weitere Bilder |
| Oberer Graben 4 (Standort)                      | Kriegsspital                                                                    | Westflügel des ehemaligen Kriegsspitals (später sog. „Flandernkaserne“), langgestreckter dreigeschossiger Sichtziegelbau, 1861–64 als bombensicher mit tonnengewölbten Räumen in allen Geschossen erbaut, Ende der 1980er Jahre zur Fachoberschule umgebaut; Nordflügel siehe Jesuitenstraße 2/4.                                                              | D-1-61-000-320 Wikidata           | Kriegsspital   |
| Oberer Graben 5, 7, 7 a, 9, 9 a, 9 b (Standort) | Stadtmauer                                                                      | Teilstück der mittelalterlichen Stadtmauer, um 1380, mit Halbrundturm und Resten eines Fünfeckturms, ab 1539 in die Kugelbastei einbezogen (siehe auch Stadtbefestigung und Jesuitenstraße 17). | D-1-61-000-680 zugehörig Wikidata | Stadtmauer     |
| Oberer Graben 6 (Standort)                      | Wohn- und Gasthaus                                                              | Ehemaliges Wohn- und Gasthaus, langgestrecktes zweigeschossiges Eckhaus mit Satteldach in Traufstellung, 1860 durch Umbau eines Stadels des 18. Jahrhunderts entstanden. | D-1-61-000-322 Wikidata           | BW             |
| Oberer Graben 8 (Standort)                      | Dienstwohngebäude                                                               | Ehemaliges Dienstwohngebäude des Wallmeisters, dann Zinshaus, dreigeschossiger Sichtziegelbau mit flachem Walmdach und historisierender Fassadengliederung, 1896. | D-1-61-000-323 Wikidata           | BW             |
| Oberer Graben 13 (Standort)                     | Stadtmauer                                                                      | Teilstück der mittelalterlichen Stadtmauer mit Halbturm, um 1380 (siehe auch Stadtbefestigung). | D-1-61-000-680 zugehörig Wikidata | BW             |
| Oberer Graben 19 (Standort)                     | Stadtmauer                                                                      | Teilstück der mittelalterlichen Stadtmauer mit Halbturm, um 1380 (siehe auch Stadtbefestigung). | D-1-61-000-680 zugehörig Wikidata | weitere Bilder |
| Oberer Graben 25 (Standort)                     | Stadtmauer                                                                      | Teilstück der mittelalterlichen Stadtmauer mit Halbturm, um 1380 (siehe auch Stadtbefestigung). | D-1-61-000-680 zugehörig          | Stadtmauer     |
| Oberer Graben 29 (Standort)                     | Stadtmauer                                                                      | Teilstück der mittelalterlichen Stadtmauer mit Halbturm, um 1380 (siehe auch Stadtbefestigung). | D-1-61-000-680 zugehörig          | Stadtmauer     |
| Oberer Graben 39 (Standort)                     | Stadtmauer                                                                      | Teilstück der mittelalterlichen Stadtmauer mit Halbturm, um 1380 (siehe auch Stadtbefestigung). | D-1-61-000-680 zugehörig          | Stadtmauer     |
| Oberer Graben 49 (Standort)                     | Mehrfamilienhaus                                                                | Dreigeschossiger Satteldachbau mit Kastenerker, schlichter Neurenaissance-Gliederung und getreppten Ziergiebeln, 1900. | D-1-61-000-343 Wikidata           | weitere Bilder |
| Oberer Graben 55 (Standort)                     | Harder-Bastei                                                                   | Als Torbollwerk der von Reinhard Graf Solms zu Münzenberg für Ingolstadt konzipierten Landesbefestigung um 1540 angelegt, davon erhalten äußere Mauern des Vorhofs, zahlreiche Gewölberäume und gewölbte ehemalige Durchfahrt im Untergeschoss der Erdbastion; einbezogenes Teilstück der mittelalterlichen Stadtmauer, um 1380 (siehe auch Stadtbefestigung). | D-1-61-000-680 zugehörig Wikidata | Harder-Bastei  |
| Oberer Graben 59 (Standort)                     | Stadtmauer                                                                      | Teilstück der mittelalterlichen Stadtmauer mit Halbturm, um 1380 (siehe auch Stadtbefestigung). | D-1-61-000-680 zugehörig          | BW             |
| Oberer Graben 63 (Standort)                     | Stadtmauer                                                                      | Teilstück der mittelalterlichen Stadtmauer mit Halbturm, um 1380 (siehe auch Stadtbefestigung). | D-1-61-000-680 zugehörig          | Stadtmauer     |
| Oberer Graben 71 (Standort)                     | Stadtmauer                                                                      | Teilstück der mittelalterlichen Stadtmauer mit Halbturm, um 1380 (siehe auch Stadtbefestigung). | D-1-61-000-680 zugehörig          | Stadtmauer     |
| Oberer Graben 73 (Standort)                     | Wohnhaus                                                                        | Dreigeschossiges spätklassizistisches Eckhaus mit flachem Walmdach, 1879, mit Inschrifttafel zur Erinnerung an das 1879 abgebrochene Hardertor von 1373. | D-1-61-000-353 Wikidata           | Wohnhaus       |
| Östliche Ringstraße 16 (Standort)               | Mehrfamilienhaus                                                                | Dreigeschossiger Satteldachbau mit Eckerkertürmchen, Mittelrisalit, Sichtziegel-Gliederungen und hölzernen Balkonen, im historisierenden Heimatstil von Otto Abe, 1902. | D-1-61-000-354 Wikidata           | weitere Bilder |
| Östliche Ringstraße 17 (Standort)               | Forstdirektion des Wittelsbacher Ausgleichsfonds, Forstverwaltung und Wohnhaus, | zweigeschossiger Walmdachbau mit Eckrustika in Formen des reduzierten Heimatstils, 1939 von Karl Weinzierl; Einfriedung, Kunststeinpfeiler mit Lattenzaun, Pfeilerportal am Wohnhauszugang mit geschweiften Abschlüssen, gleichzeitig. | D-1-61-000-962                    | BW             |
| Ostermairstraße 8 (Standort)                    | Mehrfamilienhaus                                                                | Zweigeschossiger Satteldachbau mit Mittelrisalit und neubarocker Fassadengliederung, 1899. | D-1-61-000-355 Wikidata           | BW             |
| Ostermairstraße 10 (Standort)                   | Mietshaus                                                                       | Dreigeschossiger Sichtziegelbau mit Mansardwalmdach und aufgeputzter historisierender Fassadengliederung, bezeichnet mit dem Jahr 1905. | D-1-61-000-356 Wikidata           | BW             |

### P
| Lage                             | Objekt                  | Beschreibung | Akten-Nr.               | Bild           |
| -------------------------------- | ----------------------- | --- | ----------------------- | -------------- |
| Paradeplatz (Standort)           | Laufbrunnen             | Neubarocke Anlage mit vierpassförmiger Brunnenschale und Stele mit Bronzefigur Kaiser Ludwigs des Bayern, von Michael Wagmüller, 1881. | D-1-61-000-363 Wikidata | weitere Bilder |
| Paradeplatz 1 (Standort)         | Wohnhaus                | Zweigeschossiger Satteldachbau in Ecklage, durch Umbau eines älteren Stadels 1863 entstanden, 1922 Umbau mit neubarocker Fassadengliederung, Zwerchhaus und Ziergiebel. | D-1-61-000-357 Wikidata | weitere Bilder |
| Paradeplatz 2 (Standort)         | Militär-Wohngebäude     | Ehemaliges Militär-Wohngebäude, langgestreckter dreigeschossiger Traufseitbau mit zweifarbig gegliederten Klinkerfassaden und flachem Walmdach, 1898/99. | D-1-61-000-358 Wikidata | weitere Bilder |
| Paradeplatz 3 (Standort)         | Lautnerbräu             | Ehemaliges Bräuhaus des Lautnerbräus, dreigeschossiger traufständiger Satteldachbau, 17. Jahrhundert, Umbau zum Wohnhaus erste Hälfte 19. Jahrhundert, teilweise modern verändert. | D-1-61-000-359 Wikidata | weitere Bilder |
| Paradeplatz 4 (Standort)         | Neues Schloss           | Verteidigungsanlage, dann Kaserne und Gefängnis, jetzt Bayerisches Armeemuseum, umfangreicher Baukomplex um einen querrechteckigen Hof, unter Herzog Ludwig dem Gebarteten 1417/18 begonnen, in der zweiten Hälfte des 15. Jahrhunderts zur spätgotischen Residenz ausgebaut und im 16./17. Jahrhundert ergänzt, nach Veränderungen im 19. Jahrhundert und Kriegsschäden 1945 teilweise das Äußere rekonstruierender Wiederaufbau und Innenrenovierung für museale Nutzung 1965–83; mit Ausstattung: ehemaliges Palas, dreigeschossig mit hohem Satteldach und vier Ecktürmen, der südöstliche weit vorgeschoben und übereck gestellt, der nordöstliche über fünfeckigem Grundriss, um 1450–90; Verwaltungsgebäude, sog. Statthalterei, dreigeschossiger, an den Palas angefügter Walmdachbau unter Verwendung des im frühen 15. Jahrhundert entstandenen Feldkirchener Stadttors, 15. Jahrhundert, barock überformt; Zeughaus und Getreidekasten, hoher geschlämmter Ziegelbau mit einbezogenem Rundturm, dendrochronologisch datiert auf das Jahr 1472/73; Torbau zum Schlosshof, dreiteilig gegliederter Baukörper mit rundbogiger Durchfahrt und manieristischer Fassadengliederung, um 1580, mit Glockenturm Mitte 18. Jahrhundert; Schlossnebengebäude, sog. Kavaliersbauten, abgewinkelter Trakt als südwestliche Hofbegrenzung, 18. Jahrhundert, mit älterem Kern und südseitig einbezogenem Stadtmauer-Teilstück; Hofbrunnen sog. Johann-Nepomuk-Brunnen, oktogonales Becken mit schlanker Heiligensäule, wohl 18. Jahrhundert; Wassergraben, ausgemauert, 15. Jahrhundert; Nebengebäude, zwei schlichte erdgeschossige Satteldachbauten, 17./18. Jahrhundert. | D-1-61-000-360 Wikidata | weitere Bilder |
| Paradeplatz 5 (Standort)         | Wohn- und Geschäftshaus | Viergeschossiges Eckhaus mit Satteldach, zweigeschossigem Flacherker und barockisierend gegliedertem Giebel, 1911. | D-1-61-000-361 Wikidata | weitere Bilder |
| Parkstraße 1, 3, 6, 8 (Standort) | Wohnanlage              | Wohnanlage mit vier ehemaligen Militärwohngebäuden, einheitliche freistehende Sichtziegelbauten mit Fassadengliederung, zweigeschossig mit Mittelrisalit und Walmdach, 1899; Versorgungshäuschen, zwei erdgeschossige Ziegelbauten mit Flachdach, gleichzeitig; Reste der ehemaligen Einfriedung, fünf Ziegelsteinpfeiler und Teilabschnitt eines schmiedeeisernen Zaunes, gleichzeitig. | D-1-61-000-364 Wikidata | Wohnanlage     |
| Parkstraße 1 a (Standort)        | Wachhaus                | Wachhaus des sog. Turms Baur, eingeschossiger Ziegelbau mit flachem Walmdach, um 1830. | D-1-61-000-286 Wikidata | BW             |
| Parkstraße 3 (Standort)          | Wohnhaus                | Freistehender gegliederter Sichtziegelbau, zweigeschossig mit Mittelrisalit und Walmdach, 1899 als Militär-Wohngebäude erbaut, in einheitlicher Baugruppe mit Parkstraße 1, 6 und 8; zugehörig Reste der alten Einfriedung. | D-1-61-000-365 Wikidata | Wohnhaus       |
| Parkstraße 6 (Standort)          | Wohnhaus                | Freistehender gegliederter Sichtziegelbau, zweigeschossig mit Mittelrisalit und Walmdach, 1899 als Militär-Wohngebäude erbaut, in einheitlicher Baugruppe mit Parkstraße 1, 3 und 8; zugehörig Reste der alten Einfriedung. | D-1-61-000-366 Wikidata | Wohnhaus       |
| Parkstraße 8 (Standort)          | Wohnhaus                | Freistehender gegliederter Sichtziegelbau, zweigeschossig mit Mittelrisalit und Walmdach, 1899 als Militär-Wohngebäude erbaut; in einheitlicher Baugruppe mit Parkstraße 1, 3 und 6; zugehörige Reste der alten Einfriedung. | D-1-61-000-367 Wikidata | Wohnhaus       |
| Parkstraße 10 (Standort)         | Villa Weinzierl         | Wohnhaus, zweigeschossiger Putzbau mit hohem Satteldach und flachgedeckten mittigen Dachausbauten, in konservativ modernem Stil, von Franz Xaver Proebst, 1928; Gartenmauer mit geometrischen Eisengittern, gleichzeitig; Remise, Massivbau mit Walmdach, gleichzeitig. | D-1-61-000-640 Wikidata | BW             |
| Pestalozzistraße 1 (Standort)    | Schule                  | Schule, sog. Josephschule, dreigeschossiger Eckbau auf hohem Kellergeschoss mit Walmdach und Zwerchhäusern, bez. 1927, südliche Erweiterung mit zwei Geschossen und breitem Zwerchhaus sowie östlich angefügter Turnhalle mit Verbindungsgang 1937. | D-1-61-000-686 Wikidata | weitere Bilder |
| Pettenkoferstraße 12 (Standort)  | St. Augustin            | Katholische Pfarrkirche mit Gemeindezentrum, von Hans Zitzelsberger, 1957–59: Kirche als Hallenraum über quadratischem Grundriss mit durch vier rautenförmige Dachflächen gebildetem Zeltdach, Traggerüst aus Zweigelenkrahmen und Wandscheiben aus Betonfertigteilen mit runden und schlitzförmigen Lichtöffnungen, seitlich angeschobene Seitenkapelle; mit Ausstattung; Pfarrhaus mit Gemeindesaal, über Zwischenbau an die Seitenkapelle quer angeschlossener, langgestreckter zweigeschossiger Sichtziegelbau mit Flachdach; Glockenturm, freistehendes und vierkantiges, sich verjüngendes Stahlbetongerüst mit Ziegelausfachung. | D-1-61-000-641 Wikidata | weitere Bilder |
| Pfarrgasse 1 (Standort)          | Wohnhaus                | Wohnhaus der Pfarrei St. Moritz, zweigeschossiger Satteldachbau mit polygonalem Bodenerker, 1909, Wappentafel, bezeichnet mit dem Jahr 1532. | D-1-61-000-368 Wikidata | weitere Bilder |
| Poppenstraße 1 (Standort)        | Poppenbräu              | Fassade des ehemaligen Gasthauses Poppenbräu, zweigeschossige Treppengiebelfront, 1858, mit Fassadengemälde von Johannes Eppelein erste Hälfte 20. Jahrhundert. | D-1-61-000-369 Wikidata | Poppenbräu     |
| Proviantstraße 1 (Standort)      | Kriegsbäckerei          | Ehemalige Kriegsbäckerei des kgl. Proviantamtes, langgestreckter, in beiden Geschossen gewölbter Satteldachbau mit Sichtziegelfassaden, 1877–80. | D-1-61-000-373 Wikidata | Kriegsbäckerei |
| Proviantstraße 4 (Standort)      | Wohnhaus                | Zweigeschossiger Giebelbau, wohl mittelalterlicher Bestand, im 19. Jahrhundert verändert, Fassade später vereinfacht. | D-1-61-000-374 Wikidata | BW             |
| Proviantstraße 34 (Standort)     | Villa                   | Dreigeschossiger historisierender Sichtziegelbau mit asymmetrisch angesetzten Vorbauten, Erkern und Dachgauben, 1896; Nebengebäude mit vorgesetzter Remise, erdgeschossige Backsteinbauten mit Satteldach, gleichzeitig. | D-1-61-000-377 Wikidata | Villa          |

### R
| Lage                                | Objekt                 | Beschreibung | Akten-Nr.               | Bild             |
| ----------------------------------- | ---------------------- | --- | ----------------------- | ---------------- |
| Rathausplatz 2 (Standort)           | Rathaus                | Rathaus mit ehemaligem Pfarrhof St. Moritz, dreigeschossiger Gebäudekomplex mit Ziergiebeln, Erkern und Dekor in Neurenaissance-Formen, Zusammenfassung, Umbau und Erweiterung von vier Häusern des 16. Jahrhunderts nach Plänen von Gabriel von Seidl, 1882–84, Bauplastik von Lorenz Gedon, Überformung nordöstlicher Teil 1923. | D-1-61-000-378 Wikidata | weitere Bilder   |
| Rathausplatz 7 (Standort)           | Sparkasse und Wohnhaus | Viergeschossiger Steildachbau mit Treppengiebel und zweigeschossigem Kastenerker, in modern-historisierenden und expressionistischen Formen von Franz Schwäbl, 1925. | D-1-61-000-379 Wikidata | weitere Bilder   |
| Rathausplatz 9 (Standort)           | Nebengebäude           | Ehemaliges Nebengebäude des Bürgerspitals, dreigeschossiger traufständiger Satteldachbau im Anschluss an die Spitalkirche, mit neugotischem Treppengiebel und Fassadengestaltung, 1843, mit Resten des mittelalterlichen Vorgängerbaus. | D-1-61-000-380 Wikidata | weitere Bilder   |
| Rechbergstraße 1, 3, 5 (Standort)   | Mehrfamilienhaus       | Langgestreckter zweigeschossiger Walmdachbau als östliches Pendant von Rechbergstraße 2/4/6, erbaut über Kaponniere der Fronte Rechberg, 1924. | D-1-61-000-381 Wikidata | weitere Bilder   |
| Rechbergstraße 2, 4, 6 (Standort)   | Mehrfamilienhaus       | Langgestreckter zweigeschossiger Walmdachbau als östliches Pendant von Rechbergstraße 1/3/5, erbaut über Kaponniere der Fronte Rechberg, 1924. | D-1-61-000-382 Wikidata | Mehrfamilienhaus |
| Rechbergstraße 8 (Standort)         | Dienstgebäude          | Ehemaliges Dienstgebäude des Finanzamtes, jetzt Vermessungsamt Ingolstadt, langgestreckter dreigeschossiger Walmdachbau mit straßenseitigem Säulenportikus und polygonalen Erkertürmchen an den Schmalseiten, in modernhistorisierenden Formen, bezeichnet mit dem Jahr 1934/35. | D-1-61-000-642 Wikidata | weitere Bilder   |
| Regimentstraße 24 (Standort)        | Militär-Reithalle      | Eingeschossiger Satteldachbau, Eisenbetonkonstruktion mit Pfeilervorlagen zwischen den Fensterachsen und offenem Dachstuhl auf bogenförmigen Brettbindern, 1916. | D-1-61-000-607 Wikidata | BW               |
| Regimentstraße 26 (Standort)        | Exerzierhaus           | Jetzt Ausstellungshalle, erdgeschossiger Sichtziegelbau mit traufseitig gleichmäßig gereihten Rundbogentoren, offene Dachkonstruktion aus Polonceau-Bindern, 1826. | D-1-61-000-643 Wikidata | weitere Bilder   |
| Reiterkasernstraße 2 (Standort)     | Kaserne                | Freistehender zweigeschossiger Satteldachbau mit Putzgliederung, 18. Jahrhundert. | D-1-61-000-158 Wikidata | BW               |
| Richard-Wagner-Straße 26 (Standort) | St. Pius               | Katholisches Pfarrzentrum, nach Plänen von Josef Elfinger, 1957/58: Kirche St. Pius, halbkugelförmiger Kuppelbau aus 40 radial angeordneten, vom Boden aufsteigenden Stahlbetonrippen, durch zylindrische Ziegel-Vorsatzschale eingefasst und durch darüber hinausragende kastenförmige Fensterelemente mit Buntglasscheiben belichtet; mit Ausstattung; Pfarramt mit Gemeindesaal, zweigeschossiger Backsteinbau mit Satteldach, durch erdgeschossigen Zwischenbau mit Sakristei und Werktagskapelle an die Kirche angeschlossen; Kirchturm, freistehend, in ziegelverblendeter Stahlbetonkonstruktion. | D-1-61-000-635 Wikidata | BW               |
| Röntgenstraße 35 (Standort)         | St. Peter              | Pfarrzentrum St. Peter: Kath. Pfarrkirche St. Peter, Saalkirche aus Sichtbeton mit geradem Chorschluss und Seitenkapelle, von Josef Elfinger, 1968/69; mit Ausstattung; Pfarrzentrum, erdgeschossiger Flachdachbau mit Pfarrhaus und Pfarrheim, durch einen Gang mit der Kirche verbunden, 1969/70; Kirchturm, freistehender Glockenträger aus Sichtbeton, 1968/69; Felsen Petri, Betonplastik von Pius Eichlinger, gleichzeitig. | D-1-61-000-676 Wikidata | BW               |
| Roseneckstraße 1 (Standort)         | Brauereigasthof        | Ehemaliges Wohngebäude der Brauerei, jetzt Brauereigasthof zum Daniel, zweigeschossiges Eckhaus mit hohem getrepptem Giebel und spitzbogigem Portalgewände, dendrochronologisch datiert auf das Jahr 1469/71, 1925 im Inneren verändert; Remise, zweigeschossiger Putzbau mit steilem Satteldach, 18. Jahrhundert; Hofmauer. | D-1-61-000-384 Wikidata | BW               |
| Roseneckstraße 3 (Standort)         | Wohnhaus               | Schmaler Traufseitbau, 1862 zweigeschossig erbaut, 1910 aufgestockt mit Firstdrehung und geschweiftem Giebelaufsatz. | D-1-61-000-385 Wikidata | BW               |
| Roßmühlstraße (Standort)            | Roßmühle               | Ehemalige herzogliche Mühle des Neuen Schlosses, zweigeschossiger Putzbau mit steilem Satteldach, dendrochronologisch datiert auf das Jahr 1565/67. | D-1-61-000-387 Wikidata | BW               |

### S
| Lage                             | Objekt                          | Beschreibung | Akten-Nr.               | Bild                            |
| -------------------------------- | ------------------------------- | --- | ----------------------- | ------------------------------- |
| Sauerstraße 9 (Standort)         | Wohnhaus                        | Breitgelagerter zweigeschossiger Mansarddachbau mit Schopf, Mitte 18. Jahrhundert. | D-1-61-000-389 Wikidata | Wohnhaus                        |
| Schäffbräustraße 1 (Standort)    | Rosa Eckhaus                    | Wohnhaus und ehemalige Bierschenke, zweigeschossiges Eckhaus mit Mansardwalmdach, auf spätmittelalterliche und barockzeitliche Bausubstanz (2. Hälfte des 18. Jahrhunderts) zurückgehend, 2017–2019 Revitalisierung durch Andreas Mühlbauer | D-1-61-000-390 Wikidata | Rosa Eckhaus                    |
| Schäffbräustraße 3 (Standort)    | Wohnhaus                        | Dreigeschossiger giebelständiger Bau mit Durchfahrt, dendrochronologisch datiert auf das Jahr 1465, Renaissance-Giebel und Anbau um 1600. | D-1-61-000-391 Wikidata | Wohnhaus                        |
| Schäffbräustraße 11 a (Standort) | Schäffbräu-Stadel               | Ehemaliger Schäffbräu-Stadel, giebelständiger Putzbau mit Satteldach, wohl Ende 16. Jahrhundert, Dachwerk 1939 ersetzt, durch Umnutzung verändert. | D-1-61-000-392 Wikidata | Schäffbräu-Stadel               |
| Schleifmühlgasse 2 (Standort)    | Wohnhaus                        | Zweigeschossiger giebelständiger Satteldachbau, um 1500. | D-1-61-000-393 Wikidata | BW                              |
| Schloßlände 1 (Standort)         | Stadttheater mit Festsaal       | Auf asymmetrisch polygonalem Grundriss horizontal gelagerter und plastisch durchgeformter Doppelhauskomplex in Sichtbeton, Theater und Festsaal gegeneinander versetzt angeordnet und durch Dachaufbauten in geschwungener Form als Hauptfunktionsbereiche auch am Außenbau kenntlich, beide Säle von gemeinsamen, in verschiedenen Ebenen angelegten Foyers umzogen, diese durch frei eingestellte Treppen verbunden und an der nach Westen zur Platzseite aufgeglasten Front durch Terrassen erweitert, nach Südosten und Nordosten mehrgeschossiger Verwaltungs- und Garderobenbereich sowie das Bühnenhaus umgreifender Magazin- und Werkstättentrakt, von Hardt-Waltherr Hämer und Marie Brigitte Hämer-Buro, 1962–66. | D-1-61-000-645 Wikidata | weitere Bilder                  |
| Schmalzingergasse 2 (Standort)   | Mietshaus                       | Dreigeschossiges Eckhaus mit Mansardwalmdach und Eckerker, unter Zusammenfassung dreier Vorgängerbauten, von Otto Abe, 1897. | D-1-61-000-394 Wikidata | Mietshaus                       |
| Schmalzingergasse 7 (Standort)   | Wohnhaus                        | Dreigeschossiger schmaler Satteldachbau mit mittelalterlichem Kern, Aufstockung und Neurenaissance-Giebel von 1891. | D-1-61-000-395 Wikidata | Wohnhaus                        |
| Schmalzingergasse 9 (Standort)   | Wohnhaus                        | Schmaler zweigeschossiger Satteldachbau des späten 15. Jahrhunderts, Fassade und Gebäudeinneres verändert. | D-1-61-000-396 Wikidata | Wohnhaus                        |
| Schrannenstraße 1 (Standort)     | Schranne                        | Ehemalige Schranne, seit 1926 Verwaltungsgebäude, freistehender langgestreckter Putzbau mit zwei Geschossen und geschweiftem Giebel, mittelalterlicher Bestand im 17./18. Jahrhundert umgebaut, im 19. Jahrhundert Innenstruktur und Dach verändert, bezeichnet mit dem Jahr 1926 in Anlehnung an das frühere Erscheinungsbild erneuert. | D-1-61-000-397 Wikidata | weitere Bilder                  |
| Schrannenstraße 3 (Standort)     | Verwaltungsgebäude              | Verwaltungsgebäude des königlichen Proviantamtes, freistehender zweigeschossiger Bau mit Mittelrisalit und Walmdach, 1880, ursprüngliche Sichtziegelfassaden jetzt verputzt. | D-1-61-000-398          | Verwaltungsgebäude              |
| Schrannenstraße 6 (Standort)     | Wohnhaus                        | Dreigeschossiger giebelständiger Bau mit Satteldach, um 1500, barock überformt und im späten 19. Jahrhundert umgebaut. | D-1-61-000-399 Wikidata | Wohnhaus                        |
| Schrannenstraße 7 (Standort)     | Gemeindehaus                    | Evangelisch-lutherisches Gemeindehaus, kubischer Betonskelettbau mit Klinkerausfachung und hohem mittlerem Saalgeschoss, Fassade zum Holzmarkt mit loggiaartig zurückgesetztem oberstem Geschoss, durch enges Stützenraster und axial eingebundene Fensterelemente vertikal gegliedert, von Franz Xaver Proebst und Josef Elfinger, 1955/56. | D-1-61-000-646 Wikidata | Gemeindehaus                    |
| Schrannenstraße 11 (Standort)    | St. Matthäus                    | Evangelisch-lutherische Stadtpfarrkirche, dreischiffiger neugotischer Backsteinbau mit eingezogenem Poplygonalchor, angefügter Sakristei und westlichem Spitzturm, von Karl Alexander von Heideloff, 1845/46; mit Ausstattung. | D-1-61-000-400 Wikidata | weitere Bilder                  |
| Schrannenstraße 14 (Standort)    | Wohnhaus                        | Schmaler dreigeschossiger Steildachbau mit Kastenerker und gegliedertem Giebel, nach 1572/73, 1993 entkernt. | D-1-61-000-401 Wikidata | weitere Bilder                  |
| Schrannenstraße 16 (Standort)    | Wohnhaus                        | Zweigeschossiger Satteldachbau mit durch dreieckige Mauervorlagen gegliedertem Giebel, 1550, im Inneren barockzeitlich überformt, stark erneuert 1999. | D-1-61-000-402 Wikidata | weitere Bilder                  |
| Schrannenstraße 22 (Standort)    | Mietshaus                       | Viergeschossiger Traufseitbau mit barockisierend gegliederter Fassade und flachem Satteldach, 1902. | D-1-61-000-403 Wikidata | Mietshaus                       |
| Schrannenstraße 26 (Standort)    | Wohnhaus                        | Zweigeschossiger barockzeitlich geprägter Giebelbau auf mittelalterlichem Fundament, Ende 18. Jahrhundert, stark verändert 1908 und in jüngerer Zeit. | D-1-61-000-404 Wikidata | Wohnhaus                        |
| Schrannenstraße 30 (Standort)    | Wohnhaus                        | Dreigeschossiger Putzbau mit Satteldach, wohl mittelalterlicher Kern, aufgestockt 1877. | D-1-61-000-406 Wikidata | BW                              |
| Schulstraße 1 (Standort)         | Handwerkerhaus                  | Ehemaliges Handwerkerhaus, zweigeschossiges Doppelhaus mit flachem Satteldach und Werkstatt, im Kern wohl mittelalterlich, rückwärtiger Anbau mit Mansarddach, 1837, Umbau zur Schäfflerei nach Mitte 19. Jahrhundert; ehemaliges Fasslager, zweigeschossiges traufständiges Nebengebäude, 19. Jahrhundert. | D-1-61-000-407 Wikidata | Handwerkerhaus                  |
| Schulstraße 3 (Standort)         | Wohnhaus                        | Dreigeschossiger Traufseitbau mit Segmentbogenfenstern und Putzgliederung, weitgehender Neubau von 1861 auf älterer Grundlage. | D-1-61-000-647 Wikidata | Wohnhaus                        |
| Schulstraße 4 (Standort)         | Wohnhaus                        | Zweigeschossiger Traufseitbau mit neugotischem Ziertreppengiebel und zweigeschossigem Kastenerker, Neubau auf spätgotischem Keller, 1906. | D-1-61-000-408 Wikidata | Wohnhaus                        |
| Schulstraße 8 (Standort)         | Handwerkerhaus                  | Ehemaliges Handwerkerhaus, dreigeschossiger Putzbau mit Treppengiebel, im Kern mittelalterlich, Innenausbau und Überformung 19. Jahrhundert. | D-1-61-000-410 Wikidata | Handwerkerhaus                  |
| Schulstraße 9 (Standort)         | Handwerkerhaus                  | Ehemaliges Handwerkerhaus, dreigeschossiger giebelständiger Satteldachbau, überwiegend mittelalterlicher Bestand, um 1865 teilweise neu strukturiert und äußerlich vereinfacht. | D-1-61-000-648 Wikidata | Handwerkerhaus                  |
| Schulstraße 13 (Standort)        | Wohnhaus                        | Zweigeschossiger giebelständiger Satteldachbau, im Kern wohl mittelalterlich. | D-1-61-000-411 Wikidata | Wohnhaus                        |
| Schulstraße 15 (Standort)        | Mehrfamilienhaus                | Dreigeschossiger Satteldachbau mit Mittelrisalit und Zwerchhaus, von Otto Abe, 1903. | D-1-61-000-412 Wikidata | Mehrfamilienhaus                |
| Schulstraße 17 (Standort)        | Wohnhaus                        | Dreigeschossiger Satteldachbau mit neugotischem Treppengiebel und seitlichem Kastenerker, von Otto Abe, 1908. | D-1-61-000-413 Wikidata | Wohnhaus                        |
| Schulstraße 18 (Standort)        | Mehrfamilienhaus                | Dreigeschossiger Traufseitbau mit neubarockem Ziergiebel und Kastenerker, von C. Blum, 1906. | D-1-61-000-414 Wikidata | Mehrfamilienhaus                |
| Schulstraße 19 (Standort)        | Wohn- und Geschäftshaus         | Dreigeschossiger Satteldachbau mit geschweiftem, gotisierend gegliedertem Quergiebel, von Otto Abe, 1907. | D-1-61-000-415 Wikidata | Wohn- und Geschäftshaus         |
| Schulstraße 20 (Standort)        | Mietshaus                       | Dreigeschossig historisierender Krüppelwalmdachbau mit zwei versetzt angeordneten Erkern, von Otto Abe, 1905. | D-1-61-000-416 Wikidata | Mietshaus                       |
| Schulstraße 23 (Standort)        | Handwerkerhaus                  | Ehemaliges Handwerkerhaus, dreigeschossiger Putzbau mit Treppengiebel, Anfang 16. Jahrhundert, 1889 verändert. | D-1-61-000-417 Wikidata | Handwerkerhaus                  |
| Schulstraße 24 (Standort)        | Handwerkerhaus                  | Ehemaliges Handwerkerhaus, zweigeschossiger Satteldachbau zu zwei Achsen mit vorkragendem Obergeschoss, auf Traufseitbau des 16. Jahrhunderts zurückgehend, 1989 entkernt. | D-1-61-000-418 Wikidata | Handwerkerhaus                  |
| Schulstraße 25 (Standort)        | Wohnhaus                        | Zweigeschossiger Putzbau mit Satteldach, wohl 17. Jahrhundert. | D-1-61-000-419 Wikidata | Wohnhaus                        |
| Schulstraße 27 (Standort)        | Mesnerhaus                      | Ehemaliges Mesnerhaus, zweigeschossiger Putzbau mit Satteldach, Ende 18. Jahrhundert. | D-1-61-000-420 Wikidata | Mesnerhaus                      |
| Schutterstraße 10 (Standort)     | Wohnhaus                        | Zweigeschossiger Satteldachbau, auf mittelalterlichen Bau zurückgehend, Dach und Innenstruktur in der zweiten Hälfte des 19. Jahrhunderts verändert. | D-1-61-000-423 Wikidata | Wohnhaus                        |
| Schutterstraße 14 (Standort)     | Mehrfamilienhaus                | Viergeschossiger Traufseitbau mit zwei dreigeschossigen Kastenerkern und mittigem Ziergiebel, in Neurenaissance-Formen, 1898. | D-1-61-000-425 Wikidata | Mehrfamilienhaus                |
| Sebastianstraße 27 (Standort)    | St. Sebastian                   | Ehemalige katholische Pestkirche, dann Nebenkirche, jetzt katholische Filialkirche, breiter Saalbau beim früheren Pestfriedhof mit polygonalem Chorschluss und nördlichem Chorflankenturm, Ende 15. Jahrhundert, 1634/35 verlängert, Turmabschluss 1674; mit Ausstattung. | D-1-61-000-426 Wikidata | weitere Bilder                  |
| Spitalstraße 1 (Standort)        | Spitalkirche Heilig Geist       | Katholische Spitalkirche Heilig Geist, gotische Hallenkirche ohne ausgewiesenen Chor, mit mittelalterlicher Giebelgliederung und Dachreiter von 1845, um 1337/50, Verlängerung und Neueinwölbung zweite Hälfte 15. Jahrhundert; mit Ausstattung. | D-1-61-000-427 Wikidata | weitere Bilder                  |
| Spitalstraße 2 (Standort)        | Wohn- und Geschäftshaus         | Dreigeschossiges Eckhaus mit Mansarddach und Eckerkertürmchen, unter Zusammenfassung mehrerer Hausstellen angeblich 1827/28 erbaut, vereinheitlichende Fassadengliederung 1894, jetzt vereinfacht. | D-1-61-000-428 Wikidata | weitere Bilder                  |
| Spretistraße 9 (Standort)        | Villa                           | Zweigeschossiger kubischer Zeltdachbau mit asymmetrisch gegliederten Fassaden mit Erker und Vorbauten, barockisierend mit Jugendstilanklängen, von Albert Uhlmann, 1911. | D-1-61-000-430 Wikidata | BW                              |
| Spretistraße 9 1/2 (Standort)    | Villa                           | Zweigeschossiger Putzbau mit Krüppelwalmdach, Zierfachwerk und asymmetrisch angeordneten Erken und Vorbauten, im Heimatstil von Albert Uhlmann, 1911. | D-1-61-000-431 Wikidata | BW                              |
| Spretistraße 15 (Standort)       | Villa                           | Zweigeschossiger historisierender Putzbau mit Krüppelwalmdach, Standerker und weit auskragendem Treppenhaus, 1908. | D-1-61-000-432 Wikidata | BW                              |
| Spretistraße 19 (Standort)       | Villa                           | Erdgeschossiger Mansardwalmdachbau mit Quergiebel und Vorbau in barockisierenden Formen, von Albert Uhlmann, 1908. | D-1-61-000-433 Wikidata | BW                              |
| Steuartstraße 2 (Standort)       | Handwerker- und Stadtbauernhaus | Ehemaliges Handwerker- und Stadtbauernhaus, zweigeschossiges Eckgebäude mit schmaler geschwungener Giebelfront, im Kern um 1600, 1851 umgebaut, 1949 Wiederaufbau in Anlehnung an barocke Formen. | D-1-61-000-434 Wikidata | Handwerker- und Stadtbauernhaus |

### T
| Lage                                                 | Objekt                      | Beschreibung | Akten-Nr.               | Bild                        |
| ---------------------------------------------------- | --------------------------- | --- | ----------------------- | --------------------------- |
| Taschenturmstraße 2 (Standort)                       | Handwerkerhaus              | Ehemaliges Handwerkerhaus, zweigeschossiger Putzbau mit steilem Satteldach und durch Blendnischen gegliedertem Giebel, dendrochronologisch datiert auf das Jahr 1475. | D-1-61-000-436 Wikidata | Handwerkerhaus              |
| Taschenturmstraße 5 (Standort)                       | Stadtbauernhaus             | Ehemaliges Stadtbauernhaus, zweigeschossiges Eckhaus mit Satteldach, auf mittelalterliche Anlage zurückgehend, 1902 aufgestockt. | D-1-61-000-437 Wikidata | weitere Bilder              |
| Theresienstraße 1 (Standort)                         | Wohn- und Geschäftshaus     | Viergeschossiger schmaler Bau mit steilem Treppengiebel, um 1500, Fassade 1917 überformt. | D-1-61-000-438 Wikidata | Wohn- und Geschäftshaus     |
| Theresienstraße 2 (Standort)                         | Apotheke                    | Sogenannte Obere Apotheke, dreigeschossiges Eckhaus mit Satteldach und polygonalem Eckerkertürmchen, dendrochronologisch datiert auf das Jahr 1566/67, barock überformter Schweifgiebel. | D-1-61-000-439 Wikidata | Apotheke                    |
| Theresienstraße 3 (Standort)                         | Patrizierhaus               | Ehemaliges Patrizierhaus, zweigeschossiger breiter Putzbau, im Kern spätmittelalterlich, Mansarddach und geschweifter Fassadengiebel 18. Jahrhundert. | D-1-61-000-440 Wikidata | Patrizierhaus               |
| Theresienstraße 5 (Standort)                         | Adelspalais                 | Ehemaliges Adelspalais, dann Handwerkerhaus, dreigeschossiges Giebelhaus mit Steildach und mittigem Kastenerker, um 1500, Fassade mit Schweifgiebelabschluß barock überformt. | D-1-61-000-441 Wikidata | Adelspalais                 |
| Theresienstraße 9 (Standort)                         | Wohnhaus                    | Dreigeschossiges mittelalterliches Giebelhaus mit steilem Satteldach, dendrochronologisch datiert auf das Jahr 1400, Giebel um 1770 spätbarock überformt. | D-1-61-000-442 Wikidata | Wohnhaus                    |
| Theresienstraße 10 (Standort)                        | Handwerkerhaus              | Ehemaliges Handwerker- und Wohn- und Geschäftshaus, zweigeschossiger Putzbau mit steilem Treppengiebel, dendrochronologisch datiert auf das Jahr 1428/29, teilweise barock ausgebaut, Fassadengliederung zweite Hälfte 19. Jahrhundert. | D-1-61-000-443 Wikidata | BW                          |
| Theresienstraße 11 (Standort)                        | Lagerhaus                   | Ehemaliges Lagerhaus, dreigeschossiger verputzter Steildachbau, dendrochronologisch datiert auf das Jahr 1474, im frühen 17. Jahrhundert zum Wohnhaus ausgebaut, spätbarocker Schweifgiebel Ende 18. Jahrhundert, 1922 und 1950 verändert. | D-1-61-000-444 Wikidata | Lagerhaus                   |
| Theresienstraße 12 (Standort)                        | Wohnhaus                    | Zweigeschossiger mittelalterlicher Bau mit zwei zum Teil über figürlichen Konsolen ansetzenden Kastenerkern, dendrochronologisch datiert auf das Jahr 1462, Veränderungen um 1510/20 und um 1600, im Barock durch Vorblendung einer breiteren Giebelscheibe in geschweifter Form zu dreigeschossig wirkender Front umgestaltet.                                             | D-1-61-000-445 Wikidata | BW                          |
| Theresienstraße 13 (Standort)                        | Wohnhaus Theresienstraße 13 | Dreigeschossiger verputzter Satteldachbau mit zweigeschossigem Kastenerker und Treppengiebel, im Kern mittelalterlich, gegen 1600 aufgestockt und im Inneren verändert, Fassade Mitte 20. Jahrhundert stark vereinfacht. | D-1-61-000-446 Wikidata | Wohnhaus Theresienstraße 13 |
| Theresienstraße 14 (Standort)                        | Bürgerhaus                  | Ehemaliges Bürgerhaus, dreigeschossiger unregelmäßiger Steildachbau mit zweigeschossigem Kastenerker und Treppengiebel, spätmittelalterlicher Kernbau um 1400, Erweiterung um 1500. | D-1-61-000-649 Wikidata | BW                          |
| Theresienstraße 15 (Standort)                        | Wohnhaus                    | Dreigeschossiger Steildachbau mit zweigeschossigem Kastenerker und Treppengiebel, eingeschossiger mittelalterlicher Kernbau, Ende 16. Jahrhundert aufgestockt, 1895 Veränderungen im Inneren und Überformung der Fassade mit Putzgliederung und zwei Fresken; ehemaliger Pferdestall, zweischiffig gewölbter Bau, wohl zweite Hälfte 19. Jahrhundert.                       | D-1-61-000-447 Wikidata | weitere Bilder              |
| Theresienstraße 17 (Standort)                        | Wohnhaus                    | Dreigeschossiger Putzbau mit steilen Satteldach und geschweiftem Giebel, im Kern spätmittelalterlich, kurz vor 1572/73 und im späten 18. Jahrhundert überformt, Fassade 1907 vereinfacht. | D-1-61-000-448 Wikidata | Wohnhaus                    |
| Theresienstraße 18 (Standort)                        | Wohnhaus                    | Zweigeschossiger Steildachbau mit dreigeschossigem geschweiftem Blendgiebel, spätmittelalterlicher Kernbau, Umbau dendrochronologisch datiert auf das Jahr 1565/66, barock überformt und seitliche Durchfahrt überbaut. | D-1-61-000-650 Wikidata | Wohnhaus                    |
| Theresienstraße 19 (Standort)                        | Bürgerhaus                  | Ehemaliges Bürgerhaus, dreigeschossiger Satteldachbau mit Schweifgiebel und moderner Fassadenbemalung, im Kern auf zwei mittelalterliche Bauten zurückgehend, Umbau 18. Jahrhundert, Giebel im 19. Jahrhundert wohl erneuert. | D-1-61-000-449 Wikidata | weitere Bilder              |
| Theresienstraße 20 (Standort)                        | Wohnhaus                    | Zweigeschossiges Eckhaus mit Eckerkertürmchen, spätmittelalterlicher Kern, wohl im 18. Jahrhundert umgebaut, 1865 neugotisch überformt mit vorgeblendeter dreigeschossiger Giebelfassade. | D-1-61-000-450 Wikidata | Wohnhaus                    |
| Theresienstraße 22 (Standort)                        | Patrizierhaus               | Ehemaliges Patrizierhaus, dann Gasthof Goldener Adler, dreigeschossiger, aus mehreren Bauten erwachsener spätmittelalterlicher Eckbau mit Steil- und Krüppelwalmdach, spitzbogigem Portalgewände und zweigeschossigem Kastenerker auf wappenverzierten Konsolen, dendrochronologisch datiert auf das Jahr 1509/10 und bezeichnet mit dem Jahr 1511, Giebel barock erneuert. | D-1-61-000-451 Wikidata | BW                          |
| Theresienstraße 23 (Standort)                        | Bürgerhaus                  | Ehemaliges Bürgerhaus, dreigeschossiger Putzbau mit zwei Kastenerkern und Satteldach, im Kern mittelalterlich, 1873 aufgestockt, Fassade und Giebel 1909 barockisierend überformt; ehemaliger Versammlungsraum des Illuminatenordens, dann Synagoge, zweigeschossiger Satteldachbau zu drei Achsen mit Rundbogenfenstern, 1776, 1909 Umgestaltung.                          | D-1-61-000-452 Wikidata | weitere Bilder              |
| Theresienstraße 24 (Standort)                        | Wohnhaus                    | Dreigeschossiger Putzbau mit Satteldach und leicht geschweiftem Giebel mit bekrönendem Giebeldreieck, mittelalterlicher Kernbau, wohl im 17./18. Jahrhundert aufgestockt und überformt. | D-1-61-000-453 Wikidata | BW                          |
| Theresienstraße 25 (Standort)                        | Amtsgebäude                 | Ehemaliges Amtsgebäude der Bayerischen Landschaft, dreigeschossiger palaisartiger Mansardwalmdachbau mit übergiebeltem, durch Zwerchhaus akzentuiertem Mittelrisalit und kolossaler Pilasterordnung, von Veit Haltmayr unter Einbeziehung älterer Bausubstanz, 1771–73. | D-1-61-000-454 Wikidata | weitere Bilder              |
| Theresienstraße 26 (Standort)                        | Handwerkerhaus              | Ehemaliges Handwerkerhaus, schmaler dreigeschossiger Bau mit steilem Satteldach, im Kern spätmittelalterlich, geschweifter historisierender Blendgiebel Ende 19. Jahrhundert. | D-1-61-000-455 Wikidata | Handwerkerhaus              |
| Theresienstraße 28 (Standort)                        | Wohn- und Geschäftshaus     | Viergeschossiger historisierender Satteldachbau mit Schweifgiebel und zweigeschossigem Kastenerker, in Anlehnung an Renaissance- und Barockformen, von Martin Mendler, 1912. | D-1-61-000-457 Wikidata | weitere Bilder              |
| Theresienstraße 31 (Standort)                        | Brauerei mit Gastwirtschaft | Ehemalige Brauerei mit Gastwirtschaft, zweigeschossiges giebelständiges Eckhaus mit Satteldach, spätmittelalterlicher Kernbau mit barockzeitlichem Dach, östlich einachsig überbauter Toreinfahrt und an der Hausecke Sandsteinfigur des 19. Jahrhunderts. | D-1-61-000-460 Wikidata | weitere Bilder              |
| Theresienstraße 32 (Standort)                        | Wohnhaus                    | Dreigeschossiges Eckhaus mit Mansardwalmdach mit Zwerchgiebeln und neubarocker Putzgliederung, erweiternder Neubau unter Verwendung älterer Bausubstanz, 1905, an der Gebäudeecke Hausfigur Patrona Bavariae, wohl Anfang 20. Jahrhundert. | D-1-61-000-461 Wikidata | Wohnhaus                    |
| Theresienstraße 34 (Standort)                        | Wohn- und Geschäftshaus     | Viergeschossiges Eckhaus mit Zwerchgiebel und Fassadengliederung im barockisierenden Jugendstil, nach 1905, 1990 modernisiert. | D-1-61-000-462 Wikidata | Wohn- und Geschäftshaus     |
| Tränktorstraße 2, 4, 6, 8, 10, 12, 14, 16 (Standort) | Donaukaserne                | Langgestreckter dreigeschossiger Putzbau mit Walmdach zu 63 Obergeschossachsen, im frühen 18. Jahrhundert mit ostseitig einbezogenem Stadtmauerzug erbaut, entkernt und modern ausgebaut. | D-1-61-000-464 Wikidata | Donaukaserne                |

### U
| Lage                                                            | Objekt                              | Beschreibung | Akten-Nr.                         | Bild                                |
| --------------------------------------------------------------- | ----------------------------------- | --- | --------------------------------- | ----------------------------------- |
| Unterer Graben (Standort)                                       | Stadtmauer                          | Straßendurchbruch durch ein Teilstück der mittelalterlichen Stadtmauer, korbbogige Durchfahrt und rundbogiger Durchgang für Fußgänger, um 1370 und letztes Drittel 19. Jahrhundert; zwischen Haus Nr. 27 und 29 (siehe auch Stadtbefestigung). | D-1-61-000-680 zugehörig Wikidata | Stadtmauer                          |
| Unterer Graben 1; Unterer Graben 3; Unterer Graben 5 (Standort) | Mittelalterliche Stadtbefestigungen | Der erste, noch hochmittelalterliche Mauerring mit dem Rundturm beim Alten Schloss, dem Judenturm, dem Glockenturm und dem Striglturm ist heute bis auf geringe Fundamentreste gänzlich verschwunden. Der zweite Mauerring, der hingegen noch weitgehend erhalten ist, lässt sich in drei große Bauabschnitte gliedern. Die Stadtmauer mit ihren vielen eingebauten halbkreisförmigen Wehrtürmen, die mit einem Zinnenkranz versehen sind, ist aus Ziegelsteinen errichtet worden. Von den Wehrgängen haben sich nur geringe Reste erhalten; die Schießscharten sind meist vermauert. Von den mittelalterlichen Torbauten, wozu auch noch das Tränktor zählte, haben sich nur mehr das Alte Feldkirchner Tor beim Schloss (Paradeplatz 4) und das Kreuztor (Kreuzstraße 13, 15) erhalten. Unter den Wehr- bzw. Tortürmen sind auch noch der sogenannte „Schutterturm“ am Einlauf der Schutter in die Stadt und der Taschentorturm (Anatomiestraße 23) besonders zu erwähnen. | D-1-61-000-680 Wikidata           | Mittelalterliche Stadtbefestigungen |
| Unterer Graben 3 (Standort)                                     | Stadtmauer                          | Teilstück der mittelalterlichen Stadtmauer mit Halbturm, um 1370 (siehe auch Stadtbefestigung). | D-1-61-000-680 zugehörig Wikidata | Stadtmauer                          |
| Unterer Graben 7 (Standort)                                     | Stadtmauer                          | Teilstück der mittelalterlichen Stadtmauer mit Halbturm, um 1370 (siehe auch Stadtbefestigung). | D-1-61-000-680 zugehörig          | BW                                  |
| Unterer Graben 8 (Standort)                                     | Wohnhaus                            | Wohnhaus des ehemaligen Stadtbauernhauses, zweigeschossiger Putzbau mit Satteldach, frühes 19. Jahrhundert, 1877 aufgestockt; ehemaliger Stadel, erdgeschossiger Steildachbau mit Torbogen zum Wohnhaus, gleichzeitig. | D-1-61-000-471 Wikidata           | Wohnhaus                            |
| Unterer Graben 10 (Standort)                                    | Stadtbauernhaus                     | Ehemaliges Stadtbauernhaus, zweigeschossiger verputzter Einfirsthof mit Satteldach, 18. Jahrhundert, wohl auf mittelalterlichen Bestand zurückgehend; Remise, eingeschossig mit Pultdach, frühes 20. Jahrhundert; Einfriedung, massiv, 2009–2014 restauriert, umgebaut und erweitert von Architekt und Denkmalpfleger Andreas Mühlbauer | D-1-61-000-473 Wikidata           | Stadtbauernhaus                     |
| Unterer Graben 13 (Standort)                                    | Stadtmauer                          | Teilstück der mittelalterlichen Stadtmauer mit Halbturm, um 1370 (siehe auch Stadtbefestigung). | D-1-61-000-680 zugehörig          | BW                                  |
| Unterer Graben 14 (Standort)                                    | Wohnhaus                            | Zweigeschossiges Eckhaus mit Mansardwalmdach und Fassadengliederung, 1901. | D-1-61-000-477 Wikidata           | BW                                  |
| Unterer Graben 17 (Standort)                                    | Stadtmauer                          | Teilstück der mittelalterlichen Stadtmauer mit Halbturm, um 1370 (siehe auch Stadtbefestigung). | D-1-61-000-680 zugehörig          | BW                                  |
| Unterer Graben 23 (Standort)                                    | Stadtmauer                          | Teilstück der mittelalterlichen Stadtmauer, mit Halbturm, um 1370 (siehe auch Stadtbefestigung). | D-1-61-000-680 zugehörig Wikidata | BW                                  |
| Unterer Graben 25 (Standort)                                    | Stadtmauer                          | Teilstück der mittelalterlichen Stadtmauer mit Halbturm, um 1370 (siehe auch Stadtbefestigung). | D-1-61-000-680 zugehörig          | Stadtmauer                          |
| Unterer Graben 31 (Standort)                                    | Stadtmauer                          | Teilstück der mittelalterlichen Stadtmauer mit Halbturm, um 1370 (siehe auch Stadtbefestigung). | D-1-61-000-680 zugehörig          | BW                                  |
| Unterer Graben 35 (Standort)                                    | Stadtmauer                          | Teilstück der mittelalterlichen Stadtmauer mit Halbturm, um 1370 (siehe auch Stadtbefestigung). | D-1-61-000-680 zugehörig          | Stadtmauer                          |
| Unterer Graben 37 (Standort)                                    | Ziegelbastei                        | Ziegelbastei, auch „Wunderl-Kasematte“, als Bollwerk der von Reinhard Graf Solms zu Münzenberg für Ingolstadt konzipierten Landesbefestigung ab 1539 angelegt; Reste der den Vorhof flankierenden Kaponnieren und des Bastionskörpers mit Kasematten; mit einbezogenem Fünfeckturm der Stadtbefestigung, erste Hälfte 15. Jahrhundert (siehe auch Stadtbefestigung). | D-1-61-000-680 zugehörig Wikidata | Ziegelbastei                        |
| Unterer Graben 43 (Standort)                                    | Stadtmauer                          | Teilstück der mittelalterlichen Stadtmauer mit Halbturm, um 1370 (siehe auch Stadtbefestigung). | D-1-61-000-680 zugehörig          | Stadtmauer                          |
| Unterer Graben 49 (Standort)                                    | Stadtmauer                          | Teilstück der mittelalterlichen Stadtmauer mit Halbturm, um 1370 (siehe auch Stadtbefestigung). | D-1-61-000-680 zugehörig          | BW                                  |
| Unterer Graben 53 (Standort)                                    | Stadtmauer                          | Teilstück der mittelalterlichen Stadtmauer mit Halbturm, um 1370 (siehe auch Stadtbefestigung). | D-1-61-000-680 zugehörig          | BW                                  |
| Unterer Graben 59 (Standort)                                    | Stadtmauer                          | Teilstück der mittelalterlichen Stadtmauer mit Halbturm, um 1370 (siehe auch Stadtbefestigung). | D-1-61-000-680 zugehörig          | BW                                  |
| Unterer Graben 65 (Standort)                                    | Stadtmauer                          | Teilstück der mittelalterlichen Stadtmauer mit Halbturm, um 1370 (siehe auch Stadtbefestigung). | D-1-61-000-680 zugehörig          | Stadtmauer                          |
| Unterer Graben 71 (Standort)                                    | Stadtmauer                          | Teilstück der mittelalterlichen Stadtmauer mit Halbturm, um 1370 (siehe auch Stadtbefestigung). | D-1-61-000-680 zugehörig          | BW                                  |
| Unterer Graben 75 (Standort)                                    | Stadtmauer                          | Teilstück der mittelalterlichen Stadtmauer mit Halbturm, um 1370 (siehe auch Stadtbefestigung). | D-1-61-000-680 zugehörig          | Stadtmauer                          |
| Unterer Graben 77 (Standort)                                    | Stadtmauer                          | Teilstück der mittelalterlichen Stadtmauer mit Halbturm, um 1370 (siehe auch Stadtbefestigung). | D-1-61-000-680 zugehörig          | Stadtmauer                          |
| Unterer Graben 77 a (Standort)                                  | Wohnhaus                            | Zweigeschossiger Putzbau auf hohem Kellergeschoss mit Pultdach, 19. Jahrhundert, mit Teilstück der mittelalterlichen Stadtmauer mit Halbturm, um 1370. | D-1-61-000-510 Wikidata           | Wohnhaus                            |
| Unterer Graben 77 b (Standort)                                  | Wohnhaus                            | Zweigeschossiger Putzbau auf hohem Kellergeschoss mit Pultdach, 19. Jahrhundert, mit Teilstück der mittelalterlichen Stadtmauer, um 1370. | D-1-61-000-652 Wikidata           | BW                                  |
| Unterer Graben 77 c (Standort)                                  | Wohnhaus                            | Zweigeschossiger Putzbau auf hohem Kellergeschoss mit leicht erhöhtem Treppenhaus und Pultdach, 19. Jahrhundert, mit Teilstück der mittelalterlichen Stadtmauer mit Halbturm, um 1370. | D-1-61-000-653 Wikidata           | Wohnhaus                            |
| Unterer Graben 77 d (Standort)                                  | Wohnhaus                            | Zweigeschossiger Putzbau auf hohem Kellergeschoss mit Pultdach, 19. Jahrhundert, mit Teilstück der mittelalterlichen Stadtmauer, um 1370. | D-1-61-000-654                    | BW                                  |
| Unterer Graben 79 (Standort)                                    | Wohnhaus                            | Zweigeschossiger Putzbau auf hohem Kellergeschoss mit Pultdach, 19. Jahrhundert, mit Teilstück der mittelalterlichen Stadtmauer, um 1370. | D-1-61-000-511                    | BW                                  |
| Unterer Graben 79 a (Standort)                                  | Wohnhaus                            | Zweigeschossiger Putzbau auf hohem Kellergeschoss mit Pultdach und Polygonalturm, 19. Jahrhundert, mit Teilstück der mittelalterlichen Stadtmauer mit Halbturm, um 1370. | D-1-61-000-512 Wikidata           | BW                                  |
| Unterer Graben 79 b (Standort)                                  | Wohnhaus                            | Zweigeschossiger Putzbau auf hohem Kellergeschoss mit Flacherker und Pultdach, 19. Jahrhundert, mit Teilstück der mittelalterlichen Stadtmauer, um 1370. | D-1-61-000-513 Wikidata           | BW                                  |
| Unterer Graben 79 c (Standort)                                  | Wohnhaus                            | Zweigeschossiger historisierender Putzbau mit Pultdach, 19. Jahrhundert, mit Teilstück der mittelalterlichen Stadtmauer, um 1370. | D-1-61-000-655 Wikidata           | BW                                  |
| Unterer Graben 79 d (Standort)                                  | Wohnhaus                            | Zweigeschossiger historisierender Putzbau auf hohem Kellergeschoss mit Pultdach, 19. Jahrhundert, mit Teilstück der mittelalterlichen Stadtmauer mit Halbturm, um 1370. | D-1-61-000-656 Wikidata           | BW                                  |
| Unterer Graben 81 (Standort)                                    | Wohnhaus                            | Dreigeschossiger historisierender Putzbau auf hohem Kellergeschoss mit Pultdach, 19. Jahrhundert, mit Teilstück der mittelalterlichen Stadtmauer mit Halbturm, um 1370. | D-1-61-000-514 Wikidata           | Wohnhaus                            |
| Unterer Graben 83 (Standort)                                    | Wohnhaus                            | Zweigeschossiger Putzbau mit Pultdach, 19. Jahrhundert, mit Teilstück der mittelalterlichen Stadtmauer, um 1370. | D-1-61-000-516 Wikidata           | Wohnhaus                            |
| Unterer Graben 85 (Standort)                                    | Wohnhaus                            | Zweigeschossiger historisierender Putzbau mit Pultdach, 19. Jahrhundert, mit Teilstück der mittelalterlichen Stadtmauer, um 1370. | D-1-61-000-517                    | BW                                  |
| Unterer Graben 87 (Standort)                                    | Wohnhaus                            | Zweigeschossiger historisierender Putzbau mit Pultdach, 19. Jahrhundert, mit Teilstück der mittelalterlichen Stadtmauer mit Halbturm, um 1370. | D-1-61-000-518 Wikidata           | Wohnhaus                            |

### W
| Lage                               | Objekt       | Beschreibung | Akten-Nr.               | Bild           |
| ---------------------------------- | ------------ | --- | ----------------------- | -------------- |
| Wagnerwirtsgasse 1 (Standort)      | Mietshaus    | Dreigeschossiges Eckhaus mit schlichter Neurenaissance-Gliederung, Satteldach und Volutengiebel an der Schmalseite, 1901. | D-1-61-000-519 Wikidata | BW             |
| Wagnerwirtsgasse 16 (Standort)     | Mietshaus    | Dreigeschossiger Traufseitbau mit Satteldach und schlichter klassizisierender Gliederung, 1894. | D-1-61-000-521 Wikidata | BW             |
| Wagnerwirtsgasse 18 (Standort)     | Gasthaus     | Ehemaliges Gasthaus, zweigeschossiger Traufseitbau mit Satteldach, 1874, 1894 umgebaut. | D-1-61-000-522 Wikidata | BW             |
| Westliche Ringstraße 12 (Standort) | Westfriedhof | Mittelalterliche Anlage, die 1803 enorm ausgeweitet wurde: Aussegnungs- und Leichenhalle, monumentaler kubischer Walmdachbau mit Aufbahrungsgang und Anbau für die Friedhofsverwaltung, von Franz Schwäbl, 1933–35; Friedhofskreuz mit vergoldetem Corpus, bezeichnet mit dem Jahr 1912; Friedhofskapelle, einschiffiger Saalbau mit leicht eingezogener Apsis, spätbarocker Fassadengliederung und Dachreiter, bezeichnet mit dem Jahr 1802; mit Ausstattung; an der Nordseite der Friedhofskapelle drei klassizistische Grabsteine für Maria Helena Prandtner und ihre beiden Töchter; am östlichen Zugangsweg zur Kapelle Familiengrabstätten Bruckmayer und Lorenz, beide um 1915; südlich neben der Kapelle neugotischer Grabstein für den protestantischen Stadtpfarrer Leonhard Volkert (1810–1852); nördlich der Friedhofskapelle drei prunkvolle Grabdenkmäler in einer Reihe: Familiengrabstätte Engleder, um 1915; Familiengrabstätte Hofmann, um 1920; Familiengrabstätte Link, um 1930; an der Birkenallee nördlich der Kapelle: Familiengrabstätte des Brauereibesitzers Glossner, um 1905, aufwendig gestaltet in Form eines Obelisken mit Engel, von Gruber gearbeitet; Grabstätte Raffalt/Heilmaier, mit Steinengel in Nische, um 1910; Familiengrabstätte Ertl/Hardt, um 1906; im nördlichen Teil: Grabstätte Bengl, um 1919/20; Gedenkstätte für die Toten des Franziskanerklosters mit lebensgroßer Gruppe des Gekreuzigten mit hl. Franziskus, erste Hälfte 20. Jahrhundert; an der Birkenallee südlich der Friedhofskapelle: Grabstätte des Oberstleutnants Reichart, um 1920; Familiengrabstätte des Baumeisters und Magistratsrats Maier, um 1915; im Südteil des Friedhofs: Gedenkstätte für die Toten des Ersten Weltkriegs; Gedenkstein für französische Soldaten des Krieges von 1870/71; Grabstätte Scherzer, Komponist des sog. Bayerischen Defiliermarsches; Familiengrabstätten Beikler, um 1900; Kurz/Schödel, um 1917; Niggl, um 1930; Gedenkstein für die im Festungslazarett Ingolstadt verstorbenen Feldzugsteilnehmer des Krieges von 1870/71; am Mittelrondell Grabstätte für die Familie des Mühlenbesitzers Brod, um 1885; Familiengrabstätte Stegmaier, Anfang 20. Jahrhundert; Jüdischer Friedhof mit Tahara-Haus, 1891/92; davor großes Kruzifix mit vergoldetem Corpus, Renovierung bezeichnet mit dem Jahr 1852. | D-1-61-000-524 Wikidata | weitere Bilder |

### Z
| Lage                         | Objekt                                            | Beschreibung | Akten-Nr.               | Bild      |
| ---------------------------- | ------------------------------------------------- | --- | ----------------------- | --------- |
| Zeppelinstraße 90 (Standort) | Herz Jesu                                         | Katholische Pfarrkirche, hoher Saalbau in Westausrichtung über achsensymmetrischem siebenseitigem Grundriss, Stahlbetonbinderkonstruktion mit verputzten, zwischen die Stützen der Rahmenkonstruktion eingestellten und von Fensterbahnen umrahmten Wandscheiben, Sakristei und Werktagskirche als niedrige Anbauten in Querrichtung, von Hans Zitzelsberger, 1961/62; mit Ausstattung; Campanile, dreigeschossig aus Stahlbetonscheiben, gleichzeitig; Atriumshof mit rechteckigem Laubengang, gleichzeitig. | D-1-61-000-658 Wikidata | Herz Jesu |
| Ziegeleistraße 35 (Standort) | Ehemalige Ziegelei, sogenanntes Donnersberger Gut | zweigeschossiges Wohnhaus mit Walmdach und kurzem Querbau, 1839–42; Bildstock an der Südwestecke der Einfriedung, 19. Jahrhundert | D-1-61-000-526 Wikidata | BW        |

### Etting
| Lage                               | Objekt              | Beschreibung | Akten-Nr.               | Bild            |
| ---------------------------------- | ------------------- | --- | ----------------------- | --------------- |
| Kipfenberger Straße (Standort)     | Wegkreuz            | Holzkreuz mit gusseisernem Corpus, Ende 19. Jahrhundert. | D-1-61-000-531 Wikidata | BW              |
| Kipfenberger Straße 104 (Standort) | Pfarrhof            | Katholischer Pfarrhof: Pfarrhaus, zweigeschossiger giebelständiger Satteldachbau, 1699, Ende 18. Jahrhundert verlängert; ehemaliger Pfarrstadel, zweigeschossiger Putzbau mit flachem Satteldach, um 1700, Kalkplattendach erneuert.           | D-1-61-000-528 Wikidata | Pfarrhof        |
| Kipfenberger Straße 108 (Standort) | Bauernhaus          | Eingeschossiger Flachsatteldachbau auf hohem Kellergeschoss, mit Kniestock und Kalkplattendach, auf spätmittelalterlichen Fachwerkbau zurückgehend, wohl 16. Jahrhundert, später massiv ausgemauert; mit Eingang zu einem unterirdischen Gang. | D-1-61-000-529 Wikidata | Bauernhaus      |
| Ostenbrunnenstraße 13 (Standort)   | Ostenbrunnenkapelle | Ehemalige Wallfahrtskapelle, jetzt Friedhofskapelle, sog. Ostenbrunnenkapelle, kleiner Saalbau mit zweiseitigem Chorschluss und massivem Dachreiter, von Albrecht Khriner, 1679, mit Ausstattung.                                              | D-1-61-000-659 Wikidata | BW              |
| Pfarrer-Dorr-Straße 5 (Standort)   | Zehentstadel        | Ehemaliger Zehentstadel, eingeschossiger Putzbau mit Kniestock und flachem Satteldach, wohl 1735. | D-1-61-000-613 Wikidata | BW              |
| St.-Michael-Straße (Standort)      | Bildstock           | Steinerne Stele mit Ampel, um 1900. | D-1-61-000-537 Wikidata | BW              |
| St.-Michael-Straße 1 (Standort)    | Gasthof             | Ehemaliger Gasthof, zweigeschossiger Flachsatteldachbau mit Kniestock und abgerundeten Zinnen am verputzten Fachwerkgiebel, wohl frühes 17. Jahrhundert, 1956 Dachwerk ersetzt und im Inneren erneuert.                                        | D-1-61-000-533 Wikidata | Gasthof         |
| St.-Michael-Straße 2 (Standort)    | St. Michael         | Katholische Pfarr- und ehemalige Wallfahrtskirche St. Michael, im Kern romanische Chorturmanlage des 12. Jahrhunderts mit barockem Langhaus, erweitert und erneuert durch Albrecht Khriner 1673–80, Umbau 1712 und 1961–63; mit Ausstattung.   | D-1-61-000-534 Wikidata | St. Michael     |
| St.-Michael-Straße 7 (Standort)    | Kleinbauernhaus     | Ehemaliges Kleinbauernhaus mit Gaststätte, erdgeschossiger giebelständiger Satteldachbau mit Putzgliederung, Mitte 19. Jahrhundert, jetzt modernisiert.                                                                                        | D-1-61-000-535 Wikidata | Kleinbauernhaus |

### Gerolfing
| Lage                                               | Objekt                        | Beschreibung | Akten-Nr.               | Bild           |
| -------------------------------------------------- | ----------------------------- | --- | ----------------------- | -------------- |
| Eichenwaldstraße 18 (Standort)                     | Hakenhof                      | Wohnstallhaus, zweigeschossiger Putzbau mit Satteldach, 1898 neu erbaut; Stadel, erdgeschossiger Massivbau mit Satteldach, wohl älter. | D-1-61-000-545 Wikidata | BW             |
| Eichenwaldstraße 48 (Standort)                     | Gasthaus Meierbeck            | Zweigeschossiger Putzbau auf hohem Kellergeschoss mit Treppengiebel und Querfirst-Anbau, im Kern Ende 17. Jahrhundert, 1904 überformt, Stallteil mit Böhmischem Kappengewölbe, zweite Hälfte 19. Jahrhundert.                                                                                  | D-1-61-000-547 Wikidata | BW             |
| Eichenwaldstraße 65 (Standort)                     | Gesindehaus                   | Ehemaliges Gesindehaus, zweigeschossiger Putzbau mit Mansarddach auf dem Burgstall des ehemaligen Pfleggerichtsschlosses, ehemals bezeichnet mit dem Jahr 1748, über älterem Erdgeschoss und Keller, 1994 modernisiert.                                                                        | D-1-61-000-542 Wikidata | BW             |
| Eichenwaldstraße 75 (Standort)                     | Schulhaus                     | Ehemaliges Schulhaus mit Lehrerwohnung und integriertem Wirtschaftsteil, sog. Alte Schule, erdgeschossiger Putzbau mit Halbwalmdach, 1813. | D-1-61-000-549 Wikidata | BW             |
| Eichenwaldstraße 77 (Standort)                     | St. Rupertus                  | Katholische Pfarrkirche St. Rupertus, barockisierender Saalbau mit stark eingezogenem Chor, angefügter Sakristei und Turm des Vorgängerbaus, von Friedrich F. Haindl, 1938; mit Ausstattung; ehemalige Seelenkapelle von 1761, 1921 zur Kriegergedächtniskapelle umgestaltet; mit Ausstattung. | D-1-61-000-550 Wikidata | weitere Bilder |
| Dreiländerstein (Standort)                         | Grenzstein                    | Dreiländerstein zwischen Kurbaiern / Fürstentum Pfalz-Neuburg / Hochstift Eichstätt, bezeichnet mit dem Jahr 1696; westlich des Orts im Wald. | D-1-61-000-660 Wikidata | BW             |
| Gstätten (Standort)                                | Wegkreuz                      | Holzkreuz mit Hohlgusskorpus, zweite Hälfte 19. Jahrhundert. | D-1-61-000-552 Wikidata | BW             |
| Oberanger; Schanzschütt; Schusterletten (Standort) | Ehemaliges Zwischenwerk Nr. 9 | als Teil des äußeren Fortgürtels der Landesfestung Ingolstadt, Reste von gesprengten Bauteilen der ehemaligen Lünette aus Ziegelwerk und Beton, umlaufender Wassergraben, 1890–92 | D-1-61-000-661 Wikidata | BW             |
| Waag (Standort)                                    | Ehemaliges Zwischenwerk Nr. 1 | als Teil des äußeren Fortgürtels der Landesfestung Ingolstadt errichtet 1890–92, gesprengt 1945, erhalten davon noch Erdwerke und der ringartige Wassergraben. | D-1-61-000-541 Wikidata | BW             |

### Hagau
| Lage                             | Objekt          | Beschreibung | Akten-Nr.               | Bild            |
| -------------------------------- | --------------- | --- | ----------------------- | --------------- |
| Rosenschwaigstraße 31 (Standort) | Gasthaus        | Ehemaliges Gasthaus, zweigeschossiger Putzbau mit flachem Walmdach in spätklassizistischen Formen, 1876, 1999 durchgreifend modernisiert; Stadel mit angeschlossenem erdgeschossigem ehemaligen Waschhaus, 19. Jahrhundert. | D-1-61-000-553 Wikidata | BW              |
| Rosenschwaigstraße 34 (Standort) | Einfirsthof     | Erdgeschossiger Wohnteil mit steilem Satteldach, Anfang 19. Jahrhundert, und jüngerer, unter niedrigerem First angeschlossener Wirtschaftsteil.                                                                             | D-1-61-000-554 Wikidata | BW              |
| Rosenschwaigstraße 45 (Standort) | St. Nikolaus    | Katholische Kirche St. Nikolaus, spätgotischer Saalbau mit Westturm, polygonalem Chorschluss und angefügter Sakristei, Mitte 15. Jahrhundert, im späten 17. Jahrhundert barockisiert; mit Ausstattung.                      | D-1-61-000-555 Wikidata | St. Nikolaus    |
| Wasserkelchstraße (Standort)     | Wegkapelle      | Kleiner Putzbau mit seitlichen Ochsenaugen, um 1900; mit Ausstattung. | D-1-61-000-558 Wikidata | BW              |
| Weiherstraße 1 (Standort)        | Gasthaus Natzer | Zweigeschossiger traufständiger Putzbau mit geknicktem Schweifgiebel und Standerker, im Kern 18. Jahrhundert. | D-1-61-000-557 Wikidata | Gasthaus Natzer |

### Irgertsheim
| Lage                           | Objekt                 | Beschreibung | Akten-Nr.               | Bild           |
| ------------------------------ | ---------------------- | --- | ----------------------- | -------------- |
| Am Kirchberg 35 (Standort)     | St. Laurentius         | Katholische Filialkirche, frühmittelalterlicher Chorturm mit angefügtem Langhaus, barocke Überformung 1722, Langhausverlängerung 1936; mit Ausstattung. | D-1-61-000-562 Wikidata | St. Laurentius |
| Dreiländerstraße 21 (Standort) | Wohnhaus               | Zweigeschossiger Satteldachbau mit verzahnter Eckrustika und stuckierten Fensterumrahmungen, um 1900.                                                   | D-1-61-000-565 Wikidata | Wohnhaus       |
| Figuräcker (Standort)          | Dreifaltigkeitskapelle | Wegkapelle, kleine verputzte Nischenkapelle, 18. Jahrhundert.                                                                                           | D-1-61-000-563 Wikidata | BW             |
| Fluranger (Standort)           | St. Wendelin           | Kapelle, sog. Wiesherrle-Kapelle, schlichte Wallfahrtskapelle mit Putzgliederung und geradem Chorschluss, 1752; mit Ausstattung.                        | D-1-61-000-564 Wikidata | BW             |

### Kothau
| Lage                              | Objekt               | Beschreibung | Akten-Nr.               | Bild       |
| --------------------------------- | -------------------- | --- | ----------------------- | ---------- |
| Fliederstraße 36 (Standort)       | Hauptfeldwerk Kothau | Ehemaliges Hauptfeldwerk Kothau Nr. 138 des Vorwerkgürtels, erbaut 1866, gesprengt 1945, Reste mit teilweise verfülltem Wassergraben. | D-1-61-000-568 Wikidata | BW         |
| Geisenfelder Straße 48 (Standort) | Schule               | Zweigeschossiger Putzbau mit neubarockem Ziergiebel und steilem Satteldach, bezeichnet mit dem Jahr 1903.                             | D-1-61-000-569 Wikidata | Schule     |
| Geisenfelder Straße 50 (Standort) | Lehrerhaus           | Ehemaliges Lehrerhaus, zweigeschossiger gegliederter Walmdachbau mit Mittelrisalit und neubarockem Ziergiebel, 1903.                  | D-1-61-000-570 Wikidata | Lehrerhaus |

### Mailing
| Lage                            | Objekt        | Beschreibung | Akten-Nr.               | Bild           |
| ------------------------------- | ------------- | --- | ----------------------- | -------------- |
| Am Mailinger Moos (Standort)    | St. Martin    | Ehemalige Pfarrkirche, jetzt katholische Nebenkirche, neuromanischer Saalbau mit stark eingezogener Apsis, Westturm und angefügter zweigeschossiger Sakristei, an Stelle einer mittelalterlichen Burg und einer Vorgängerkirche, 1846–68; mit Ausstattung; Friedhofsmauer, zweite Hälfte 19. Jahrhundert; ehemalige Friedhofskapelle, jetzt Kriegergedächtniskapelle, offene Nischenkapelle, gleichzeitig; Friedhofskreuz, gusseisern, im historisierenden Stil von Ferdinand von Miller, um 1852. | D-1-61-000-571 Wikidata | weitere Bilder |
| Am Mailinger Moos 3 (Standort)  | Wittischhaus  | Einfirsthof, erdgeschossiges Bauernhaus mit steilem Satteldach, Ende 18. Jahrhundert Fresko bezeichnet mit dem Jahr 1779. | D-1-61-000-572 Wikidata | Wittischhaus   |
| Am Mailinger Moos 12 (Standort) | Wohnstallhaus | Ehemaliges Wohnstallhaus eines Parallelhofes, zweigeschossig mit Kniestock und Kalkplattendach, erneuertes Giebelfresko bezeichnet mit dem Jahr 1756, 1886 und später im Inneren verändert. | D-1-61-000-614 Wikidata | Wohnstallhaus  |
| St.-Martins-Platz 2 (Standort)  | Wohnstallhaus | Ehemaliges Wohnstallhaus, zweigeschossiger Flachsatteldachbau mit Kniestock, Putzgliederung und Kalkplattendach in Altmühl-Jura-Bauweise, im Kern 17./18. Jahrhundert; ehemaliger Stallstadel, erdgeschossiger Putzbau mit tief heruntergezogenem Satteldach, bezeichnet mit dem Jahr 1811. | D-1-61-000-573 Wikidata | Wohnstallhaus  |

### Mühlhausen
| Lage                                   | Objekt             | Beschreibung | Akten-Nr.               | Bild               |
| -------------------------------------- | ------------------ | --- | ----------------------- | ------------------ |
| Pfarrer-Hartinger-Straße (Standort)    | Martersäule        | Vierkantpfeiler mit Laterne, bezeichnet mit dem Jahr 1697. | D-1-61-000-576 Wikidata | BW                 |
| Pfarrer-Hartinger-Straße 6 (Standort)  | Pfarrhof           | Ehemaliger katholischer Pfarrhof: ehemaliges Pfarrhaus, zweigeschossiger Putzbau mit Kniestock und Kalkplattendach, 1611; ehemaliger Stallstadel, erdgeschossiger Satteldachbau mit Kalkplattendach und gewölbtem Stallteil, Neubau 1750; Einfriedungsmauer, teilweise mit Zinnen, 17./18. Jahrhundert.     | D-1-61-000-575 Wikidata | Pfarrhof           |
| Pfarrer-Hartinger-Straße 14 (Standort) | St. Peter und Paul | Katholische Pfarrkirche, romanische Chorturmkirche mit angefügter Sakristei und Vorzeichen, im Kern zweite Hälfte 13. Jahrhundert, nach 1705 und um 1730 barockisiert und verändert; mit Ausstattung; Friedhofsmauer, hohe Einfassung mit Eingangstor; Leichenhalle, Putzbau mit Walmdach, 19. Jahrhundert. | D-1-61-000-577 Wikidata | St. Peter und Paul |

### Oberhaunstadt
| Lage                               | Objekt                        | Beschreibung | Akten-Nr.               | Bild           |
| ---------------------------------- | ----------------------------- | --- | ----------------------- | -------------- |
| Am Weinberg 1 (Standort)           | Flur- und Wegkreuz            | Gusseisenkruzifix auf Steinsockel, bezeichnet mit dem Jahr 1894. | D-1-61-000-578 Wikidata | BW             |
| Dorfplatz 4 (Standort)             | Schul- und Mesnerhaus         | Ehemaliges Schul- und Mesnerhaus mit Ökonomie, zweigeschossiger Putzbau mit steilem Satteldach, im Kern wohl 18. Jahrhundert, 1877 verlängert. | D-1-61-000-580 Wikidata | weitere Bilder |
| Dorfplatz 5 (Standort)             | St. Willibald                 | Katholische Pfarrkirche, genordeter Saalbau mit stark eingezogener Apsis, unter Einbeziehung der Chorturmkirche des urspr. romanischen, im 14. Jahrhundert veränderten und 1860 erweiterten Vorgängerbaus, Neubau von Friedrich F. Haindl, 1950/51; mit Ausstattung; Friedhofsmauer, teilweise erneuert. | D-1-61-000-581 Wikidata | weitere Bilder |
| Gutsstraße 5 (Standort)            | Ökonomie                      | Ökonomie- und Brauhaustrakt des ehemaligen Gutshofs, erhaltener Teil der vom Ingolstädter Jesuitenkolleg unter Einbeziehung des ehemaligen Hofmarksschlosses erbauten Dreiflügelanlage, ab 1693. | D-1-61-000-582 Wikidata | BW             |
| Hegnenbergstraße 1, 1 a (Standort) | Mühle                         | Ehemaliges Mühle, erdgeschossiger Satteldachbau mit Anbauten, 19. Jahrhundert. | D-1-61-000-583 Wikidata | BW             |
| Hegnenbergstraße 3 (Standort)      | Wohnhaus der ehemaligen Mühle | zweigeschossiger Mansarddachbau mit Schopfwalm, Anfang 19. Jahrhundert. | D-1-61-000-584 Wikidata | BW             |
| Hegnenbergstraße 18 (Standort)     | Ehemaliges Gasthaus,          | zweigeschossiges Gebäude mit Mansardwalmdach über hohem Sockelgeschoss, mit Zwerchhaus und Erker, gewölbter Arkadengang im Erdgeschoss, in historisierenden Formen, um 1908–10; angegliedertes Nebengebäude und Lagerhaus, eingeschossiger Satteldachbau, westlich mit Halbwalm, wohl gleichzeitig. | D-1-61-000-998          | BW             |
| Hegnenbergstraße 24 (Standort)     | Taferne                       | Ehemaliger Gasthof und ehemaliger Pfarrhof, zweigeschossiges Wohnhaus mit traufständigem Satteldach, 18. Jahrhundert, über älteren Kellern; ehemaliger Stallstadel mit Kalkplattendach und korbbogigen Toren sowie dreischiffig gewölbtem Stallteil, erste Hälfte 19. Jahrhundert. | D-1-61-000-585 Wikidata | Taferne        |
| Röntgenstraße 35 (Standort)        | St. Peter                     | Pfarrzentrum St. Peter: Kath. Pfarrkirche St. Peter, Saalkirche aus Sichtbeton mit geradem Chorschluss und Seitenkapelle, von Josef Elfinger, 1968/69; mit Ausstattung; Pfarrzentrum, erdgeschossiger Flachdachbau mit Pfarrhaus und Pfarrheim, durch einen Gang mit der Kirche verbunden, 1969/70; Kirchturm, freistehender Glockenträger aus Sichtbeton, 1968/69; Felsen Petri, Betonplastik von Pius Eichlinger, gleichzeitig. | D-1-61-000-676 Wikidata | weitere Bilder |

### Pettenhofen
| Lage                                | Objekt     | Beschreibung | Akten-Nr.               | Bild           |
| ----------------------------------- | ---------- | --- | ----------------------- | -------------- |
| Pettenhofen (Standort)              | Wegkapelle | Kleiner offener Bau mit Portikus, um 1920/30. | D-1-61-000-588 Wikidata | BW             |
| Liebfrauenweg 26 (Standort)         | St. Maria  | Katholische Pfarr- und Wallfahrtskirche, barocker Saalbau mit Resten des romanischen Chorturmes und angefügter Sakristei und Leichenhaus, 1694/1714; mit Ausstattung; Friedhofsmauer mit Schlitzfenstern, wohl 17. Jahrhundert. | D-1-61-000-586 Wikidata | weitere Bilder |
| Pfarrer-Hausner-Straße 2 (Standort) | Pfarrhof   | Ehemaliger Pfarrhof: Wohnhaus, zweigeschossiger Putzbau mit steilem Satteldach, 1766/68; ehemaliger Pfarrstadel, verputzter Massivbau mit Satteldach, gleichzeitig; Einfriedung, massiv, gleichzeitig.                          | D-1-61-000-587 Wikidata | BW             |

### Samhof
| Lage                   | Objekt  | Beschreibung | Akten-Nr.      | Bild |
| ---------------------- | ------- | --- | -------------- | ---- |
| Samhof 1, 2 (Standort) | Gutshof | Wohnhaus (Nr. 1), zweigeschossig mit Walmdach, um 1800 erbaut, nach Mitte 20. Jh. äußerlich stark vereinfacht; neues Wohnhaus (Nr. 2), zweigeschossig mit Krüppelwalmdach, 1919 erbaut, modernisiert; dreiflügelige Ökonomiegebäude, 19. und 20. Jh., westlich von Nr. 1 Satteldachbau mit preußischem Kappengewölbe, ehem. Pferde- und Schweinestall und anschließend Getreidelager, quer dazu Kuhstall, Satteldachbau mit fünfjochigem böhmischem Kappengewölbe auf Natursteinsäulen, in Hofmitte Getreidelager, Satteldachbau mit weitem Dachüberstand, westlich von Nr. 2 Scheune und Getreidelager, Satteldachbau mit Durchfahrt. | D-1-61-000-540 | BW   |

### Spitalhof
| Lage                            | Objekt                  | Beschreibung | Akten-Nr.               | Bild           |
| ------------------------------- | ----------------------- | --- | ----------------------- | -------------- |
| Hans-Denck-Straße 20 (Standort) | St. Martin              | Evangelisch-Lutherische Pfarrkirche, Saalbau mit stark eingezogener Apsis und Westturm, 1874–77, umgestaltet 1971; mit Ausstattung; ehemaliges Vikariatshaus, jetzt Gemeindehaus, angefügter zweigeschossiger Satteldachbau mit Putzgliederung, 1974. | D-1-61-000-590 Wikidata | weitere Bilder |
| Hans-Denck-Straße 22 (Standort) | Schul- und Gemeindehaus | Ehemaliges Schul- und Gemeindehaus, jetzt evangelischer Kindergarten, ein- und zweigeschossiger Walmdachbau mit Zwerchhaus und Putzgliederung, 1907.                                                                                                  | D-1-61-000-591 Wikidata | BW             |
| Osianderstraße 5 (Standort)     | Wohnstallhaus           | Langgestrecktes und erdgeschossiges Bauernhaus mit Satteldach, erste Hälfte 19. Jahrhundert. | D-1-61-000-593 Wikidata | BW             |

### Winden
| Lage                     | Objekt        | Beschreibung | Akten-Nr.               | Bild          |
| ------------------------ | ------------- | --- | ----------------------- | ------------- |
| Dreiweiherweg (Standort) | Feldkapelle   | Kleiner Rechteckbau mit geschwungenem Giebel, 19. Jahrhundert. | D-1-61-000-597 Wikidata | Feldkapelle   |
| Glöckelweg 8 (Standort)  | St. Andreas   | Katholische Filialkirche, kleine Chorturmkirche mit steilem Satteldach und angefügter Sakristei, 13. Jahrhundert, barocke Erweiterung und Überformung 1757- 71; mit Ausstattung. | D-1-61-000-596 Wikidata | St. Andreas   |
| Glöckelweg 26 (Standort) | Wohnstallhaus | Ehemaliges Wohnstallhaus, erdgeschossiger Satteldachbau, Mitte 19. Jahrhundert.                                                                                                  | D-1-61-000-600 Wikidata | Wohnstallhaus |

### Zuchering
| Lage                             | Objekt      | Beschreibung | Akten-Nr.               | Bild           |
| -------------------------------- | ----------- | --- | ----------------------- | -------------- |
| Alte Mühle (Standort)            | Wegkapelle  | Kleiner Rechteckbau mit geschwungenem Giebel und Lourdesgrotte, 19. Jahrhundert. | D-1-61-000-602 Wikidata | BW             |
| Karlskroner Straße 14 (Standort) | Pfarrhaus   | Katholische Pfarrhaus, zweigeschossiger Putzbau mit hohem Mansardwalmdach, 1791. | D-1-61-000-603 Wikidata | BW             |
| Karlskroner Straße 18 (Standort) | Bauernhaus  | Wohnstallhaus, erdgeschossig, Satteldach, Mitte 19. Jahrhundert. | D-1-61-000-605 Wikidata | BW             |
| Kirchplatz 1 (Standort)          | St. Blasius | Katholische Pfarrkirche, ehemalige mittelalterliche Chorturmanlage, 1717 Langhaus barock erweitert und verändert, neubarocker Anbau in Form eines Achtecks, von 1914; mit Ausstattung. | D-1-61-000-604 Wikidata | weitere Bilder |
| Windener Straße 6 (Standort)     | Bauernhaus  | Kleines Bauernhaus („Sölde“), Wohnstallhaus, erdgeschossig, Satteldach, erste Hälfte 19. Jahrhundert.                                                                                  | D-1-61-000-606 Wikidata | BW             |

### Andere Ortsteile
| Lage                                          | Objekt                                                        | Beschreibung | Akten-Nr.               | Bild                                     |
| --------------------------------------------- | ------------------------------------------------------------- | --- | ----------------------- | ---------------------------------------- |
| Dünzlau, Gabelholzstraße 22 (Standort)        | Katholische Filialkirche St. Andreas                          | gotische Chorturmanlage mit Zwiebelhaube und angefügtem neubarockem Langhaus von 1861/62; mit Ausstattung; Friedhofsmauer, wohl 19. Jahrhundert | D-1-61-000-527 Wikidata | weitere Bilder                           |
| Feldkirchen, Marienplatz 1 (Standort)         | Katholische Filialkirche St. Maria                            | Saalbau mit leicht eingezogenem Polygonalchor, nördlichem Chorwinkelturm und angefügter Sakristei, erbaut 14./15. Jahrhundert über Vorgängerbau, umgestaltet im 17. und 18. Jahrhundert; mit Ausstattung | D-1-61-000-664 Wikidata | weitere Bilder                           |
| Feldkirchen, Marienplatz 3 (Standort)         | Ehemaliger Dreiseithof, sog. Mesnerbauer                      | Wohnstallhaus, in die südliche Kirchhofsmauer eingebundener zweigeschossiger Satteldachbau, im Kern wohl 17. Jahrhundert, um 1930 aufgestockt, Stallteil mit Böhmischen Kappengewölben, 19. Jahrhundert; Nebengebäude, aneinandergereihte eingeschossige Stadelbauten mit Querbau nach Süden und Satteldach, 19. Jahrhundert; Stallbau und schmales zweigeschossiges Nebengebäude, massiv mit Satteldach, 18. Jahrhundert                                                  | D-1-61-000-665 Wikidata | Ehemaliger Dreiseithof, sog. Mesnerbauer |
| Haunwöhr, Am Schächer 2 (Standort)            | Ehemaliges Feldwerk Haunwöhr, Nebenwerk 132, sog. Fort Peyerl | ringwallartige Anlage von 1866/67, zum Teil verschliffen, überwachsener Wassergraben | D-1-61-000-559 Wikidata | BW                                       |
| Herrenschwaige 1 (Standort)                   | Gutshof Herrenschwaige                                        | Westflügel, zweigeschossiges Wohnhaus mit wohl barockem Kern, angeschlossener gewölbter Stallteil, bezeichnet mit dem Jahr 1895; Ostflügel, zweigeschossiger Wohnteil und angeschlossener Stallstadel, bezeichnet mit dem Jahr 1885; Hofmauer mit barockem, durch Segmentgiebel bekröntem Portal, Mitte 18. Jahrhundert; Kapelle, pilastergegliederter Satteldachbau mit eingezogener Apsis, 1758 errichtet; mit Ausstattung                                               | D-1-61-000-662 Wikidata | weitere Bilder                           |
| Hundszell, nähe Kirchstraße (Standort)        | Wegkapelle St. Maria                                          | kleine barocke Nischenkapelle mit Schweifgiebel, 18. Jahrhundert; mit Ausstattung | D-1-61-000-560 Wikidata | weitere Bilder                           |
| Hundszell, Probststraße 1 a (Standort)        | Katholische Filialkirche St. Maria                            | barockisierender Saalbau mit stark eingezogenem Polygonalchor, nördlichem Chorflankenturm mit Zwiebelhaube und angefügter Sakristei, von Anton Bachmann, 1912–14; mit Ausstattung | D-1-61-000-561          | weitere Bilder                           |
| Knoglersfreude, Hagauer Straße 124 (Standort) | Einfirsthof                                                   | Erdgeschossiges verputztes Bauernhaus mit Treppengiebel, zweite Hälfte 19. Jahrhundert | D-1-61-000-566 Wikidata | weitere Bilder                           |
| Ochsenmühle 2 (Standort)                      | Ehem. Kunstmühle Winkler                                      | zweigeschossiger Satteldachbau auf hohem Kellergeschoss mit giebelseitigen Loggien, historisierendem Zierputz und Zwerchhaus mit Hauskapelle und Uhr, bez. 1925; Ehem. Getreidemühle, heute viergeschossig mit Satteldach, aufgestockt 1950, im Kern älter; mit technischerAusstattung; Ehem. Stallstadel, heute dreigeschossiger Putzbau mit Satteldach, aufgestockt 1932, im Kern älter                                                                                  | D-1-61-000-687 Wikidata | Ehem. Kunstmühle Winkler                 |
| Ochsenmühle; Ochsenmühle 2 (Standort)         | Hofkapelle der Ochsenmühle                                    | Verputzter Rechteckbau mit offener Vorhalle und Satteldach, 19. Jahrhundert; mit Ausstattung | D-1-61-000-539 Wikidata | BW                                       |
| Unsernherrn, Unterlettenweg 2 (Standort)      | Katholische Pfarr- und Wallfahrtskirche St. Salvator          | barocker Saalbau mit eingezogenem Polygonalchor des gotischen Vorgängerbaus, Westturm und angefügter zweigeschossiger Sakristei, Chor von 1376/77, Langhaus 18. Jahrhundert, mit Ausstattung; Aussegnungshalle mit neuromanischen Zierelementen und flachem Walmdach, um 1890; Friedhofskreuz, lebensgroßes gusseisernes Kruzifix, zweite Hälfte 19. Jahrhundert; Kriegerdenkmal für die Gefallenen des Ersten und Zweiten Weltkriegs, in barockisierenden Formen, um 1920 | D-1-61-000-594 Wikidata | weitere Bilder                           |
| Unterhaunstadt, Hauenstattplatz 1 (Standort)  | Katholische Kirche St. Georg                                  | im Kern spätgotische Chorturmkirche mit Zwiebelhaube und angefügter Sakristei, 14. Jahrhundert, barocke Umgestaltung 17.–18. Jahrhundert; mit Ausstattung. | D-1-61-000-595 Wikidata | weitere Bilder                           |

## Ehemalige Baudenkmäler
In diesem Abschnitt sind Objekte aufgeführt, die früher einmal in der Denkmalliste eingetragen waren, jetzt aber nicht mehr. Objekte, die in anderem Zusammenhang – also z. B. als Teil eines Baudenkmals – weiter eingetragen sind, sollen hier nicht aufgeführt werden. Aktennummern in diesem Abschnitt sind ehemalige, jetzt nicht mehr gültige Aktennummern.

| Lage                                          | Objekt                      | Beschreibung | Akten-Nr.               | Bild           |
| --------------------------------------------- | --------------------------- | --- | ----------------------- | -------------- |
| Ingolstadt Bei der Schleifmühle 38 (Standort) | Wohnhaus                    | Zweigeschossiges, auf wohl mittelalterlichen Bestand zurückgehendes Giebelhaus, Dach und Teile des Mauerwerks nach Beschädigung im Zweiten Weltkrieg erneuert.                                                                                       | D-1-61-000-72 Wikidata  | Wohnhaus       |
| Ingolstadt Bergbräustraße 2 (Standort)        | Wohnhaus                    | Dreigeschossig mit Ziergiebel und Satteldach, Neubau von 1874. | D-1-61-000-74 Wikidata  | weitere Bilder |
| Ingolstadt Griesbadgasse 8 (Standort)         | Wohnhaus                    | Ehemals zweigeschossiger Satteldachbau, im Kern mittelalterlich, Umbau nach 1573, Aufstockung um zweites Obergeschoss 1959. | D-1-61-000-129 Wikidata | BW             |
| Ingolstadt Griesbadgasse 21 (Standort)        | Wohnhaus                    | Zweigeschossiger Putzbau mit steilem Satteldach, 1862. | D-1-61-000-135 Wikidata | BW             |
| Ingolstadt Griesbadgasse 26 (Standort)        | Wohnhaus                    | Wohnhaus eines ehemaligen Ökonomieanwesens, ehemals erdgeschossiger Traufseitbau mit Satteldach, 1829, 1882 aufgestockt. | D-1-61-000-139 Wikidata | BW             |
| Ingolstadt Kanalstraße 12 (Standort)          | Wohnhaus                    | Zweigeschossiger Putzbau mit neugotischem Treppengiebel, Fassade zweite Hälfte 19. Jahrhundert, im Kern älter. | D-1-61-000-220 Wikidata | Wohnhaus       |
| Ingolstadt Kanalstraße 14 (Standort)          | Wohnhaus                    | Zweigeschossiges Eckhaus mit geschwungenem Giebel, im Kern noch 17./18. Jahrhundert. | D-1-61-000-221 Wikidata | BW             |
| Ingolstadt Kreuzstraße 7 (Standort)           | Wohnhaus                    | Schmaler dreigeschossiger Giebelbau, wohl 18. Jahrhundert. | D-1-61-000-228 Wikidata | Wohnhaus       |
| Ingolstadt Kupferstraße 8 (Standort)          | Brauerei und Handwerkerhaus | Ehemalige Brauerei und Handwerkerhaus, dreigeschossiges traufständiges Wohnhaus mit Satteldach, wohl weitgehend barocker Neubau über mittelalterlichem Kern, bezeichnet mit dem Jahr 1716.                                                           | D-1-61-000-235 Wikidata | BW             |
| Ingolstadt Lebzeltergasse 12 (Standort)       | Wohnhaus                    | Dreigeschossiger Traufseitbau mit steilem Satteldach, wohl 16. Jahrhundert, Dachwerk 1876 erneuert, durchgehend modern saniert. | D-1-61-000-250 Wikidata | BW             |
| Ingolstadt Mauthstraße 9 (Standort)           | Doppelhausfassade           | Zweigeschossige Satteldachfassaden, die südliche mit Rest eines Stabwerkgiebels des 16. Jahrhunderts. | D-1-61-000-268 Wikidata | weitere Bilder |
| Ingolstadt Neugasse 2 (Standort)              | Wirtschaftsgebäude          | Ehemaliges Wirtschaftsgebäude des 1862 erbauten landwirtschaftlichen Anwesens; siehe Griesbadgasse 23. | D-1-61-000-311 Wikidata | BW             |
| Ingolstadt Schrannenstraße 28 (Standort)      | Wohnhaus                    | Ursprünglich zweigeschossiger Satteldachbau mit Treppengiebel, 1933 aufgestockt. | D-1-61-000-405 Wikidata | BW             |
| Ingolstadt Schulstraße 6 (Standort)           | Fassade                     | Zweigeschossig mit neubarockem Giebel, Ende 19. Jahrhundert. | D-1-61-000-409 Wikidata | Fassade        |
| Ingolstadt Schutterstraße 8 (Standort)        | Wohnhaus                    | Zweigeschossiger verputzter Satteldachbau mit seitlicher Hofdurchfahrt, im Kern mittelalterlicher Traufseitbau, Firstdrehung im 18. Jahrhundert; ehemaliges StallgebäudeZweigeschossig mit gewölbtem Erdgeschoss und Satteldach, 1849.               | D-1-61-000-422 Wikidata | BW             |
| Ingolstadt Steuartstraße 3 (Standort)         | Wappentafel                 | Wappentafel mit Inschrift, bezeichnet mit dem Jahr 1617. | D-1-61-000-435 Wikidata | BW             |
| Ingolstadt Theresienstraße 27 (Standort)      | Wohnhaus                    | Dreigeschossiger historisierender Putzbau mit Treppengiebel, über älterer Grundlage 1848 neu erbaut, rückwärtiger Anbau 1889 aufgestockt. | D-1-61-000-456 Wikidata | Wohnhaus       |
| Ingolstadt Theresienstraße 29 (Standort)      | Schwabenbräu                | Schweifgiebelfassaden des ehemaligen Doppelhauses, sog. Schwabenbräu, jeweils zweigeschossig mit Kastenerker, 17./18. Jahrhundert, durch Torbogen miteinander verbunden, bezeichnet mit dem Jahr 1763, ab 1981/82 in Geschäftshausneubau einbezogen. | D-1-61-000-458 Wikidata | Schwabenbräu   |
| Ingolstadt Unterer Graben 6 (Standort)        | Wohnhaus                    | Zweigeschossiger Satteldachbau, 19. Jahrhundert. | D-1-61-000-469 Wikidata | BW             |

## Abgegangene Baudenkmäler
In diesem Abschnitt sind Objekte aufgeführt, die früher einmal in der Denkmalliste eingetragen waren, jetzt aber nicht mehr existieren, z. B. weil sie abgebrochen wurden. Aktennummern in diesem Abschnitt sind ehemalige, jetzt nicht mehr gültige Aktennummern.

| Lage                                      | Objekt        | Beschreibung                                                                                       | Akten-Nr.               | Bild |
| ----------------------------------------- | ------------- | -------------------------------------------------------------------------------------------------- | ----------------------- | ---- |
| Spitalhof Hans-Denck-Straße 16 (Standort) | Wohnstallhaus | Ehemaliges Wohnstallhaus, erdgeschossiger Massivbau mit Satteldach, im Kern Mitte 19. Jahrhundert. | D-1-61-000-589 Wikidata | BW   |
| Spitalhof Hans-Denck-Straße 25 (Standort) | Bauernhaus    | Erdgeschossig, Satteldach, erste Hälfte 19. Jahrhundert.                                           | D-1-61-000-592 Wikidata | BW   |
| Winden Glöckelweg 9 (Standort)            | Bauernhaus    | Stattliches zweigeschossiges Bauernhaus, Wohnstallbau, zweite Hälfte 19. Jahrhundert.              | D-1-61-000-598 Wikidata | BW   |
| Winden Glöckelweg 10 (Standort)           | Bauernhaus    | Erdgeschossig, befensterter Kniestock, zweite Hälfte 19. Jahrhundert.                              | D-1-61-000-599 Wikidata | BW   |
| Zuchering Ostergasse 10 (Standort)        | Wohnstallhaus | Erdgeschossiger Satteldachbau, im Kern um 1500, Anfang 20. Jahrhundert verändert.                  | D-1-61-000-601 Wikidata | BW   |